# Шибалин

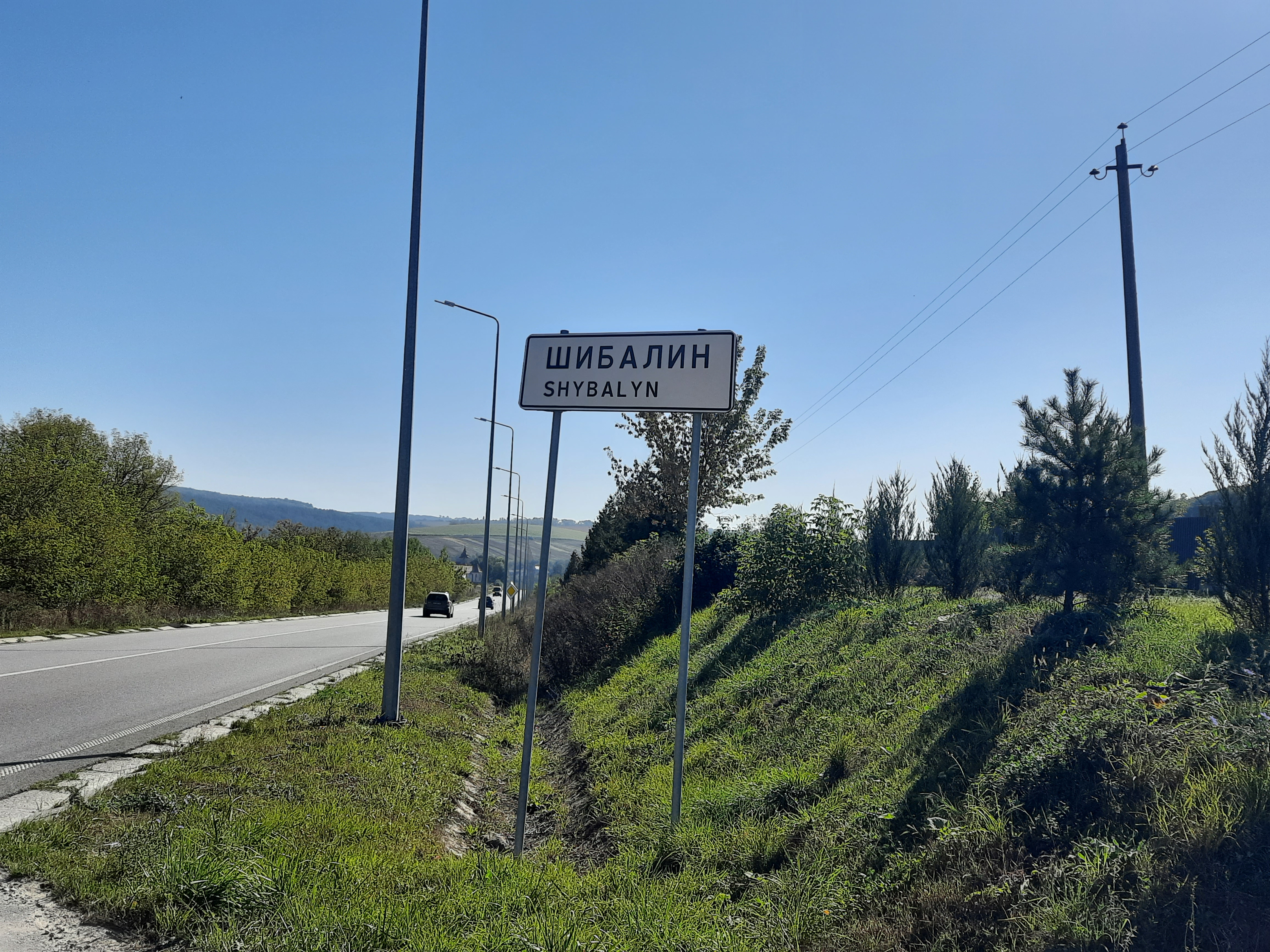
Дорожній знак при в'їзді в село

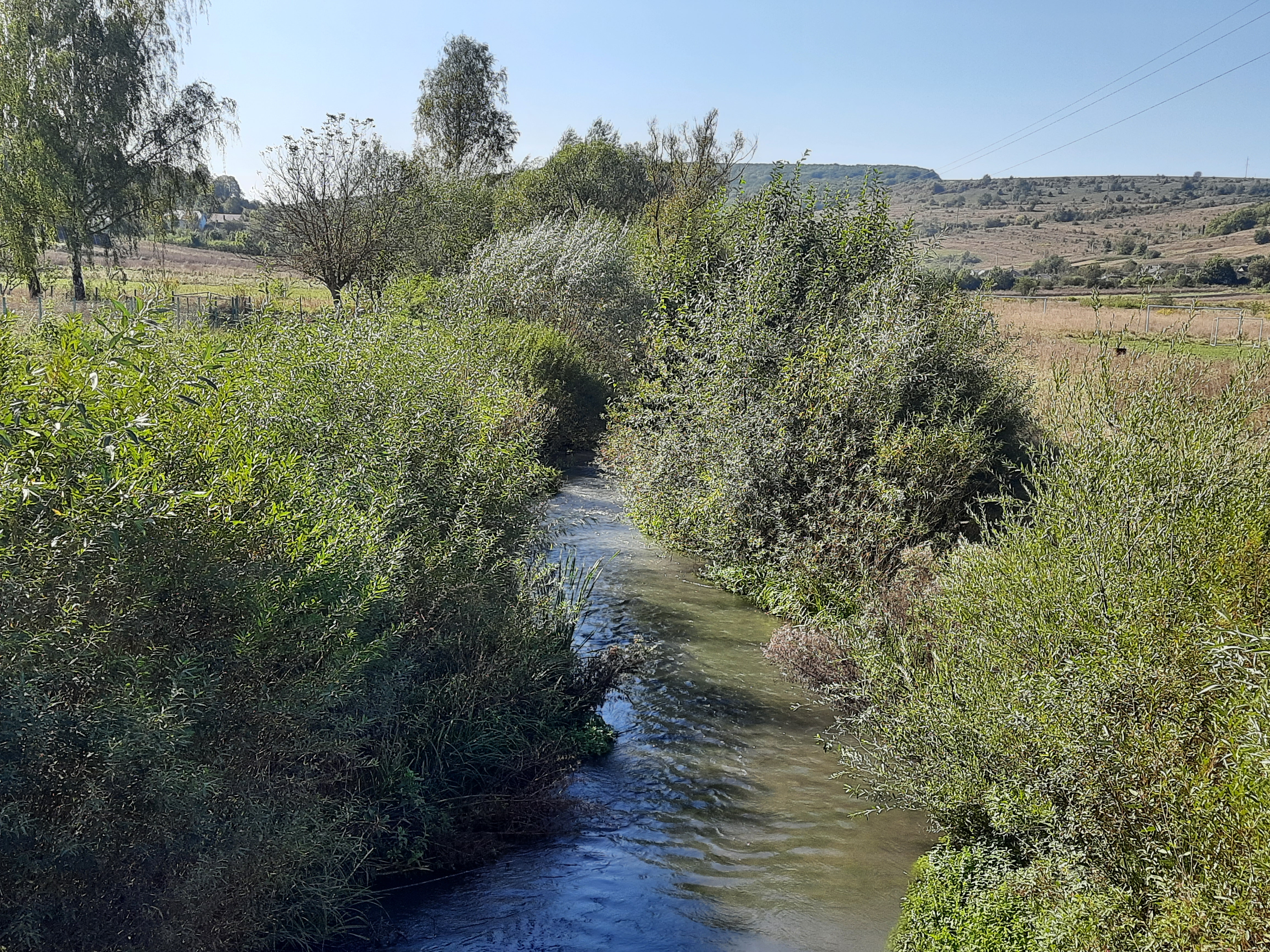
Річка Ценівка біля села

Ши́балин — село в Україні, у Бережанській міській громаді Тернопільського району Тернопільської області.
До 2020 року центр територіальної громади, якій підпорядковане с. Комарівка.
Населення — 1161 людей, станом на 2022. Дворів — 403.

## Географія

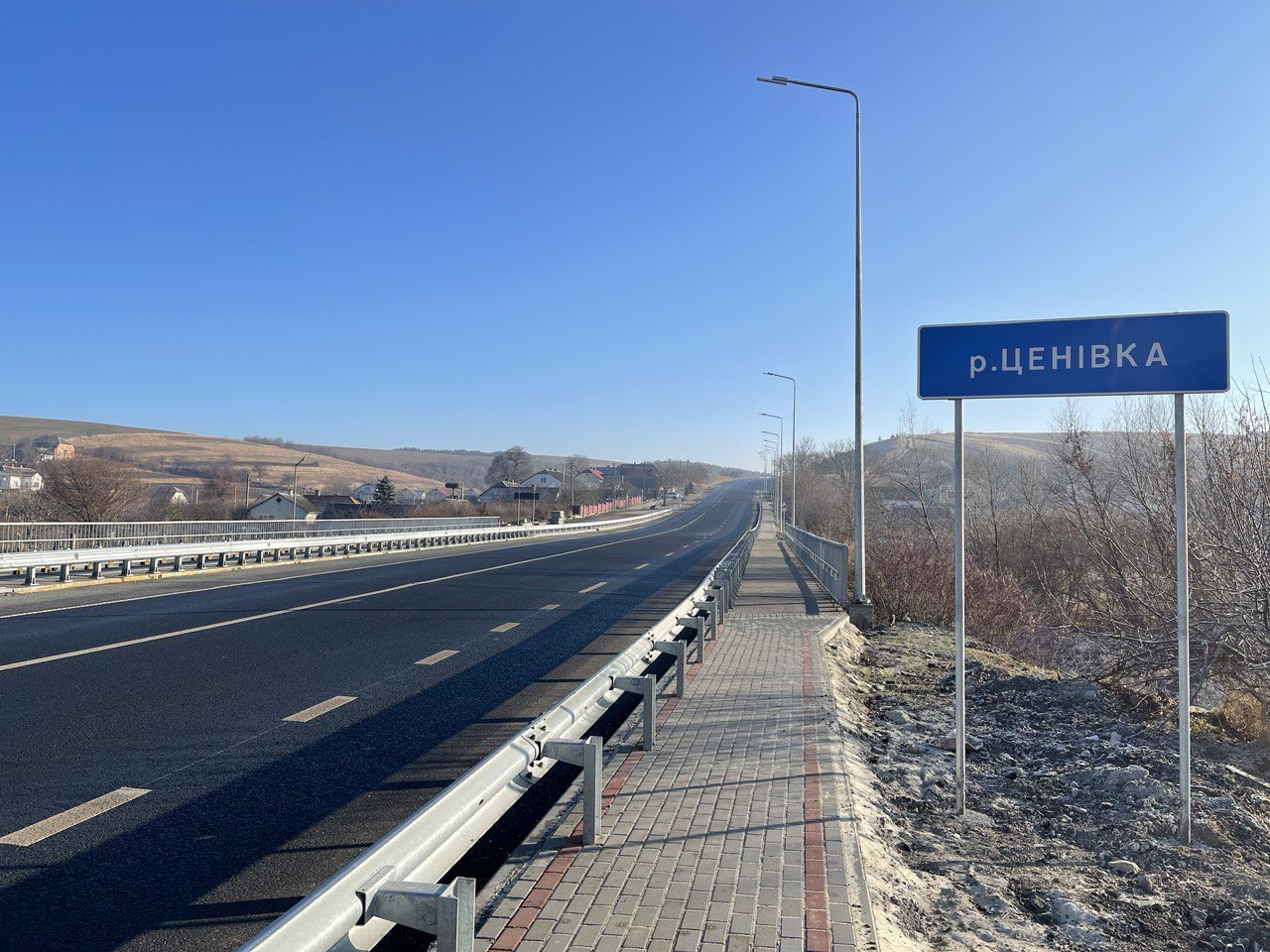
ріка Ценівка та траса М30

Розташоване на річці Ценівка, на заході району.
Між Бережанами і Шибалином розташований великий ліс Звіринець і славна гора Лисоня, та є у села пам'ятка природи — ботанічний заказник «Шибалинський».

### Клімат
Для села характерний помірно континентальний клімат. Шибалин розташований у «холодному Поділлі» — найхолоднішому регіоні Тернопільської області.
| Клімат Шибалина           | Клімат Шибалина | Клімат Шибалина | Клімат Шибалина | Клімат Шибалина | Клімат Шибалина | Клімат Шибалина | Клімат Шибалина | Клімат Шибалина | Клімат Шибалина | Клімат Шибалина | Клімат Шибалина | Клімат Шибалина | Клімат Шибалина |
| Показник                  | Січ.            | Лют.            | Бер.            | Квіт.           | Трав.           | Черв.           | Лип.            | Серп.           | Вер.            | Жовт.           | Лист.           | Груд.           | Рік             |
| Середній максимум, °C     | −1,3            | 0,1             | 5,0             | 13,1            | 19,1            | 22,3            | 23,7            | 23,0            | 18,8            | 12,9            | 5,7             | 0,9             | 11              |
| Середня температура, °C   | −4,3            | −2,8            | 1,4             | 8,3             | 13,7            | 17,0            | 18,4            | 17,6            | 13,7            | 8,4             | 2,8             | −1,7            | 7               |
| Середній мінімум, °C      | −7,2            | −5,7            | −2,2            | 3,5             | 8,4             | 11,8            | 13,1            | 12,3            | 8,6             | 3,9             | 0,0             | −4,2            | 3               |
| Норма опадів, мм          | 32              | 31              | 32              | 49              | 76              | 90              | 95              | 70              | 56              | 38              | 36              | 39              | 644             |
| ------------------------- | --------------- | --------------- | --------------- | --------------- | --------------- | --------------- | --------------- | --------------- | --------------- | --------------- | --------------- | --------------- | --------------- |
| Джерело: climate-data.org |                 |                 |                 |                 |                 |                 |                 |                 |                 |                 |                 |                 |                 |

## Історія
Перша писемна згадка за версією радянської енциклопедії - 1475, за деякими польськими джерелами - 1457 рік.
Село кілька разів було знищене війнами. Під час облоги 1626 року Бережан - турками, село було зруйноване на 84%. в тому числі й дерев'яна церква.
Люди збудували нову церкву, що простояла до 1904 року, котру розібрали й збудували більшу, муровану, через те, що попередня церква була старою та малою. А у 1907 році нову церкву відкрито.
Є перекази що ще на початку 19 сторіччя довкола Шибалина росли великі густі ліси. Теперішні поля, вершини чи пасовиська Гнибидівка, Варчичка, Вічківка, Ціцьора - були вкриті лісами.
З півночі були непроходимі трясовиння-мочарі, на що вказує і сучасна назва поля - Топилиська.
Не минула Шибалина і страшна пошесть холери, що шаліла в усій Україні всередині 19 сторіччя. Тоді в селі вимерла майже половина людей. Ще донедавна раз на рік йшла процесія з церкви до окремого "холеричного цвинтаря", щоб помолитися за душі тих, хто там похований у великій могилі односельчан.
Впродовж Першої світової війни, село зазнало катастрофічного знищення. обернувшись у велику руїну: окопи. стрілецькі шанси, тисячі ям від гарматних стрілень, та безліч загиблих з обох сторін фронту.
По Першій світовій війні ще  плямистий тиф також скосив одну третину населення Шибалина.
Діяли у Шибалині з 1910 року читальня «Просвіта» та пожежно-гімнастична організадія  «Січ».

В 1929 році в центрі села люди збудували читальний дім, у якому примістились також: споживча кооператива "Вигода", товариство "Сільський Господар" із "Хліборобським вишколом", "Крєлитівка", "Союз Українок", т-во "Луг", аматорський гурток, церковний хор, просвітянський доріст, навіть молочарська станиця.

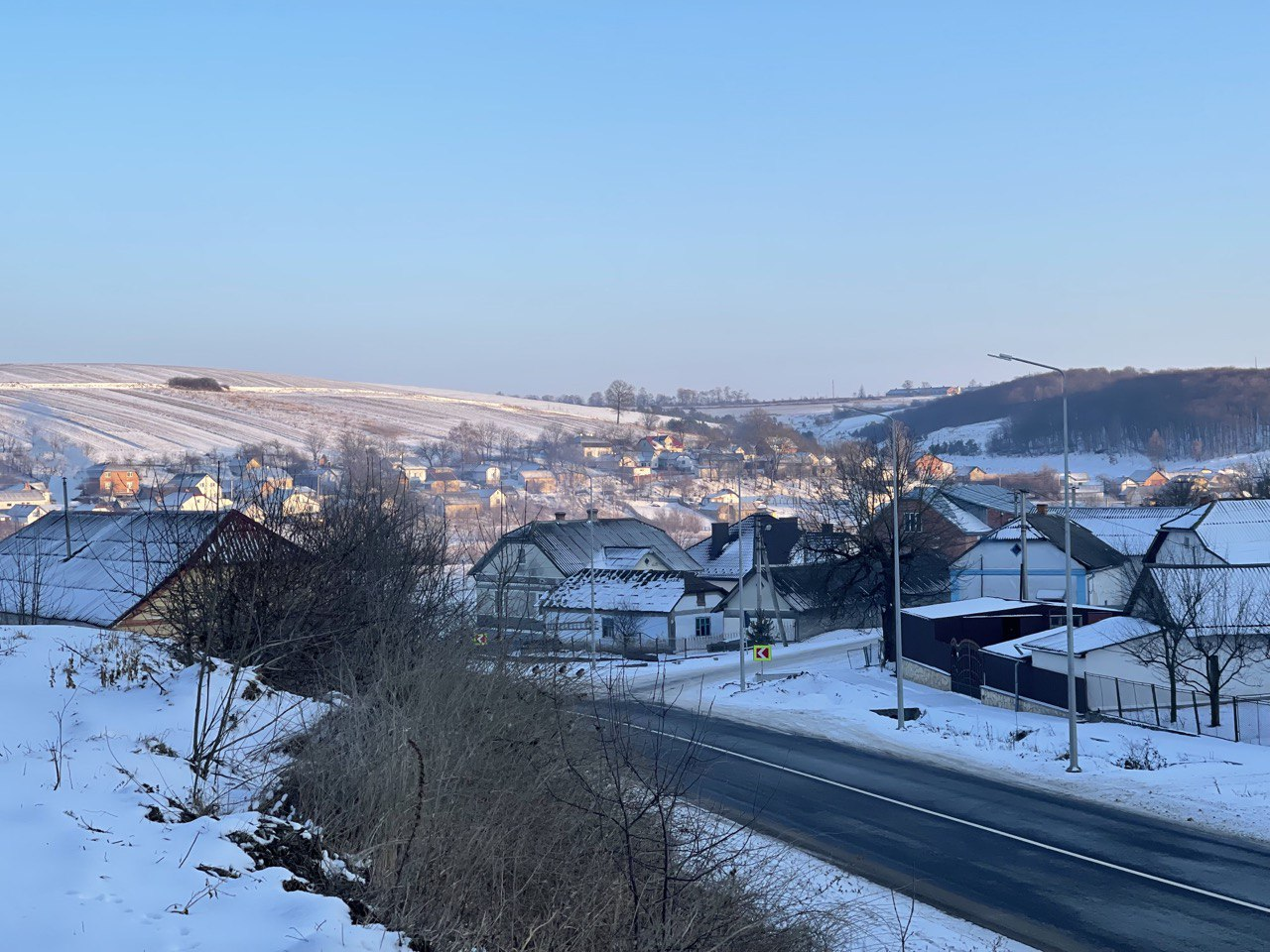
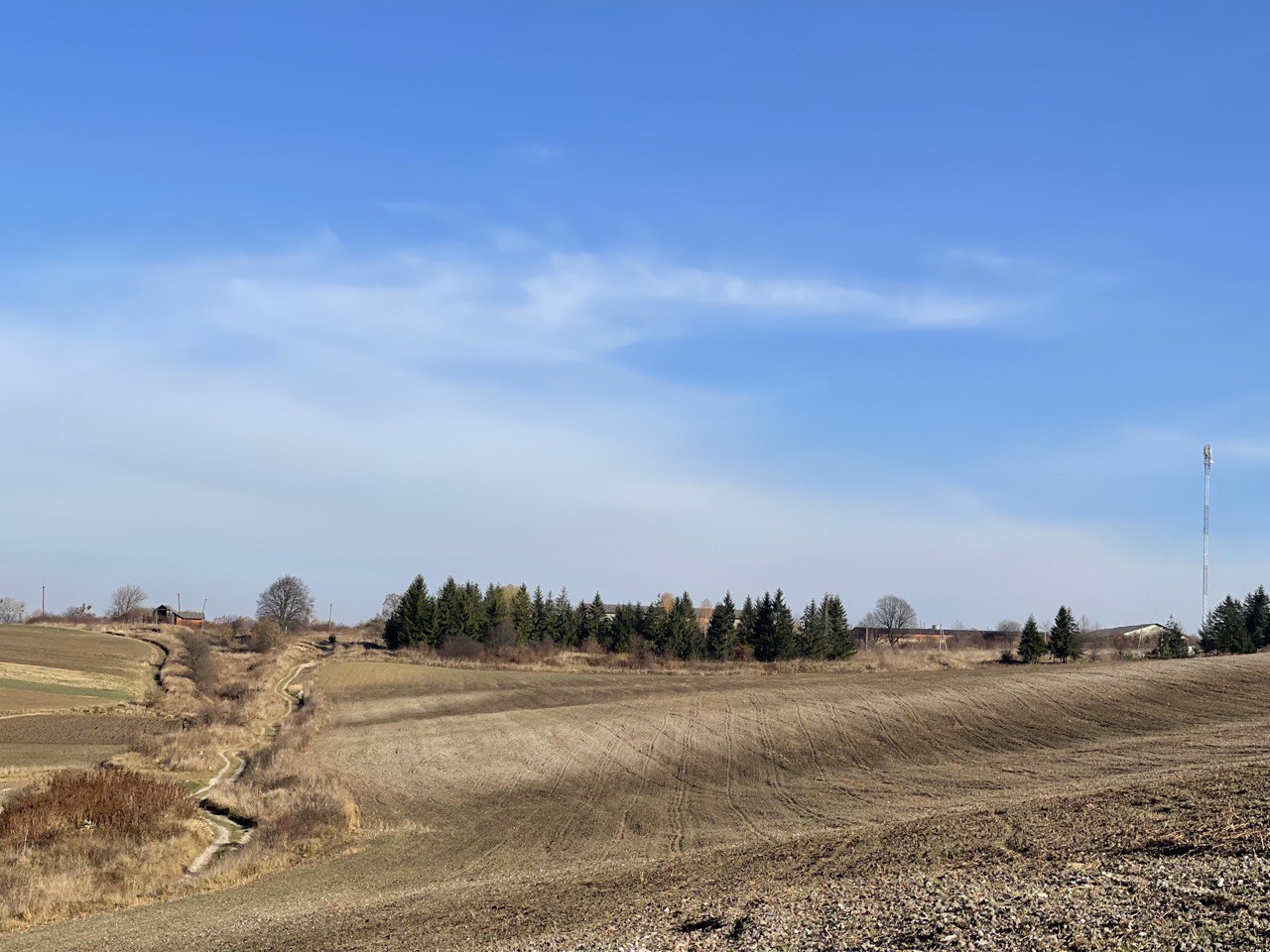
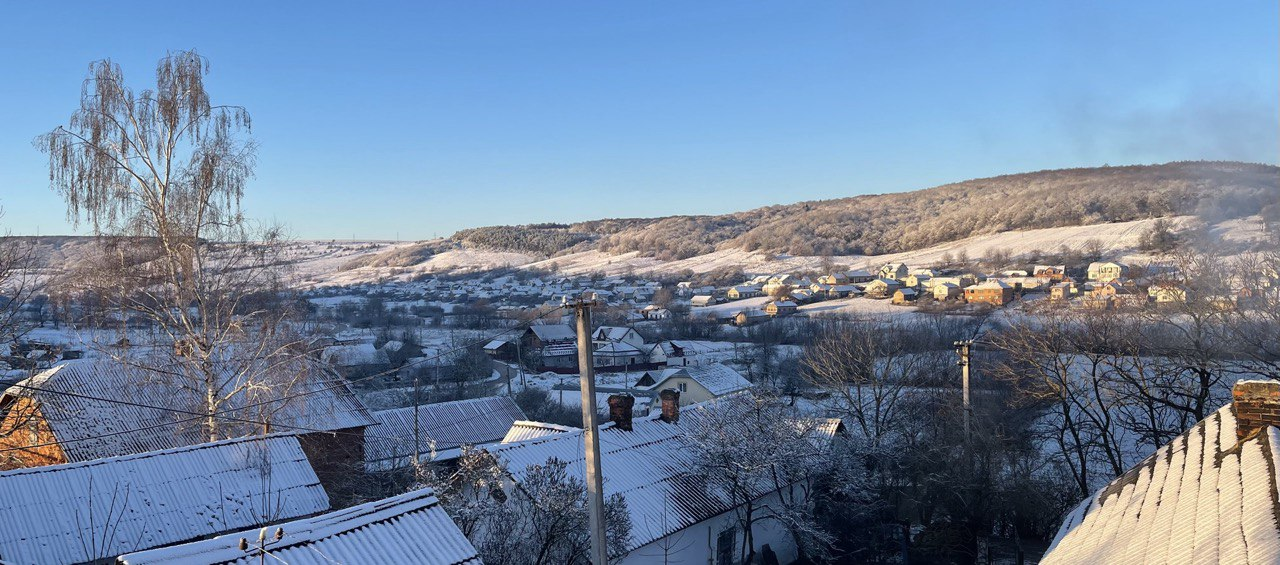
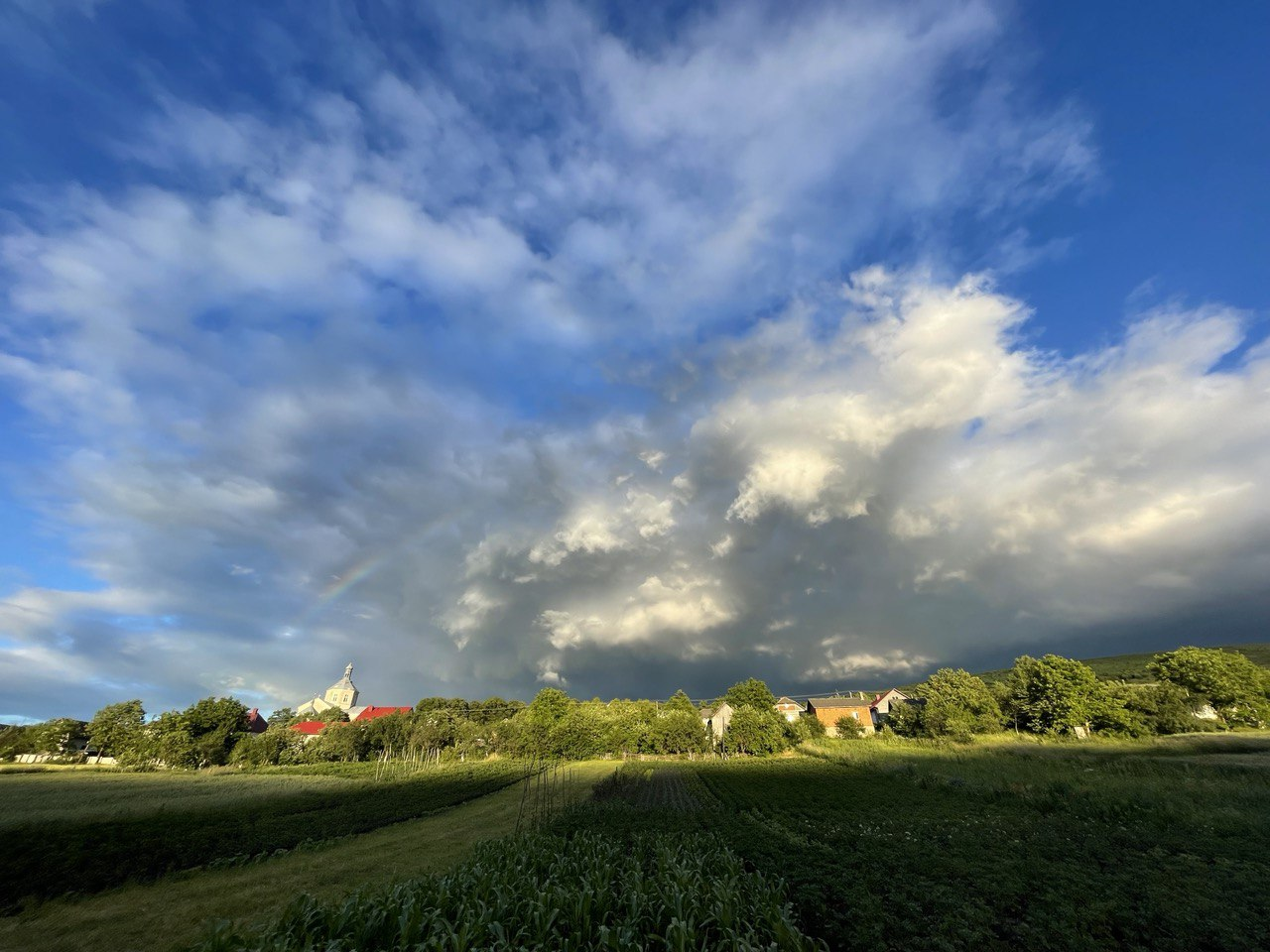
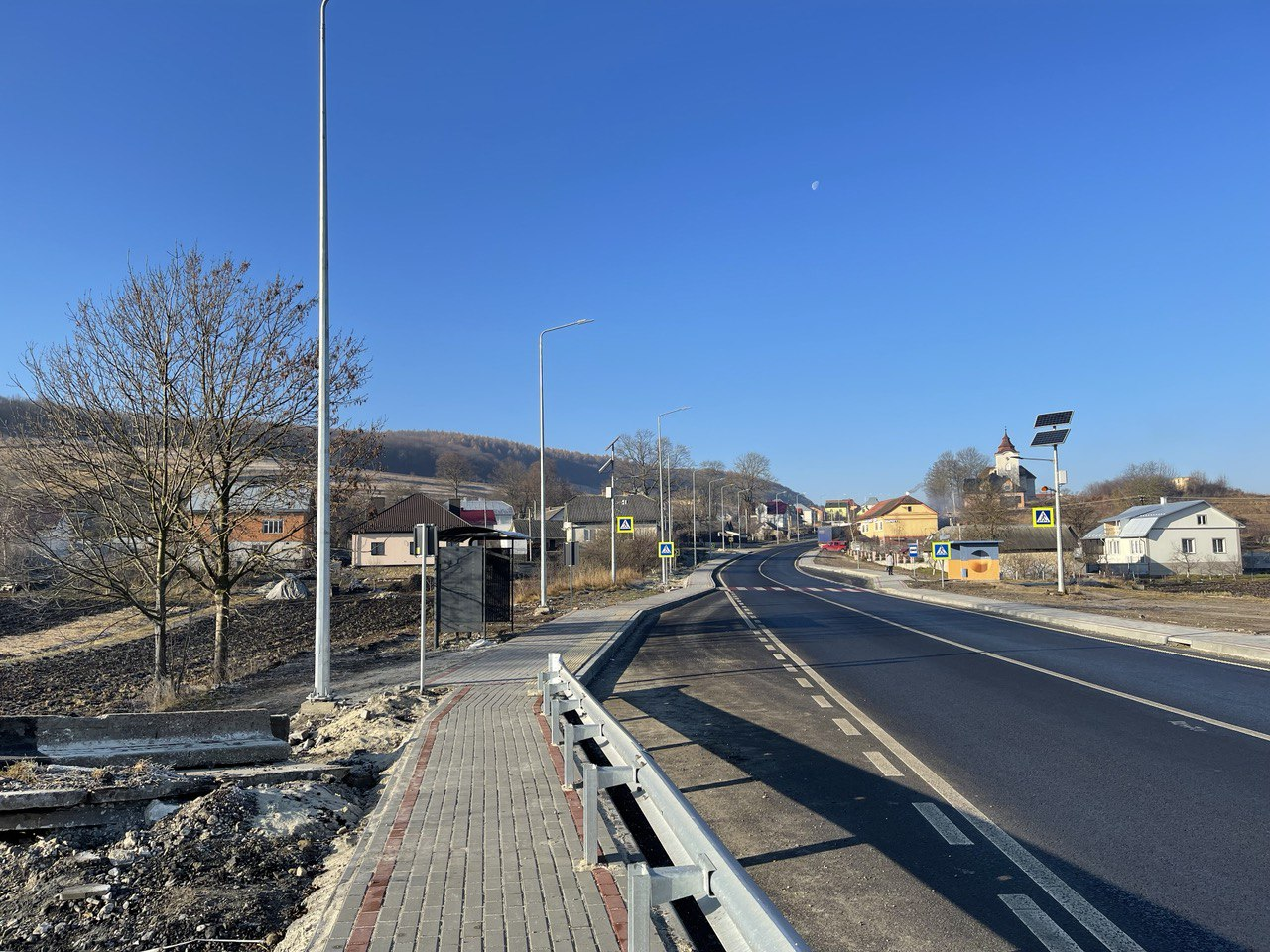
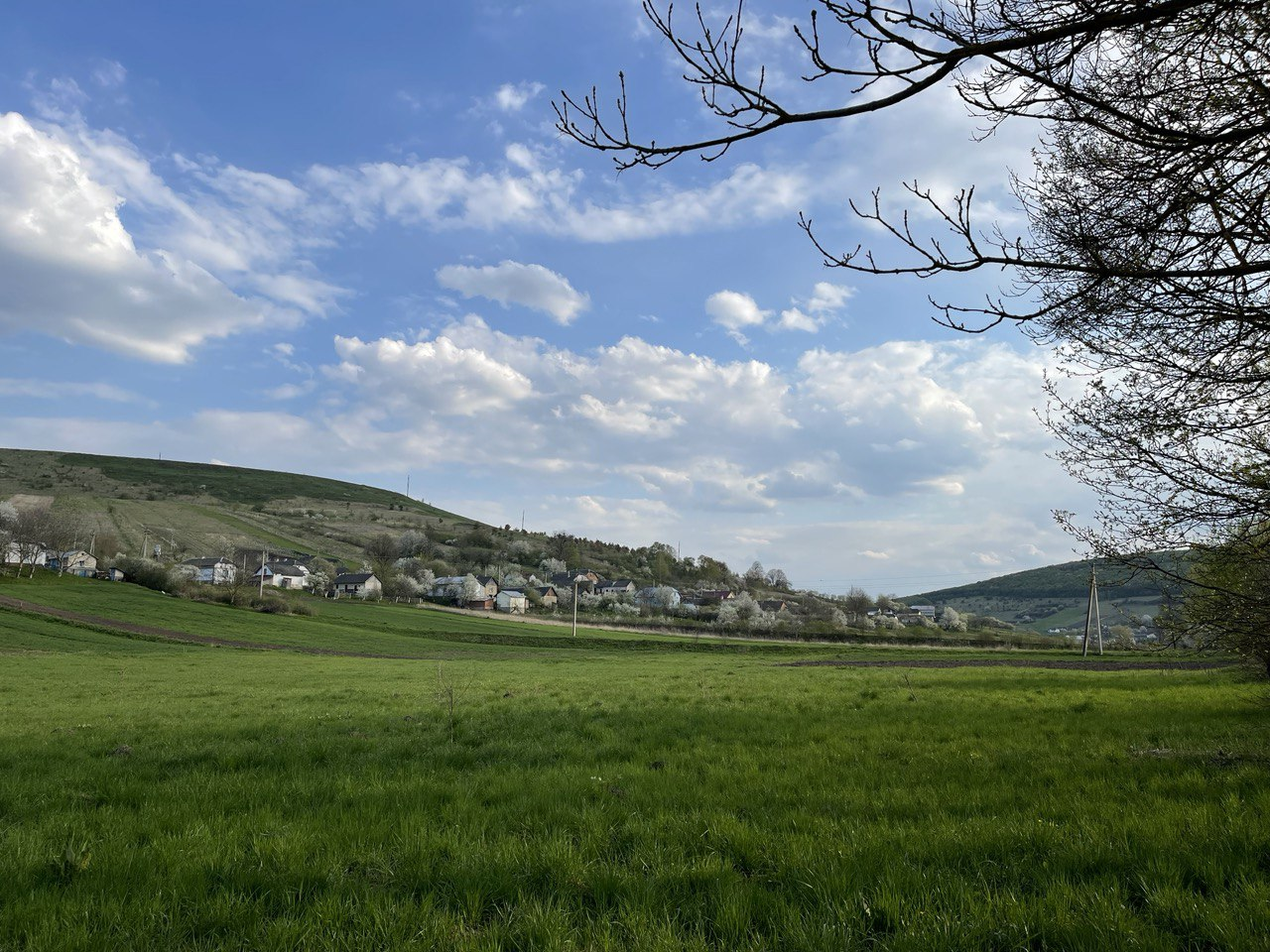
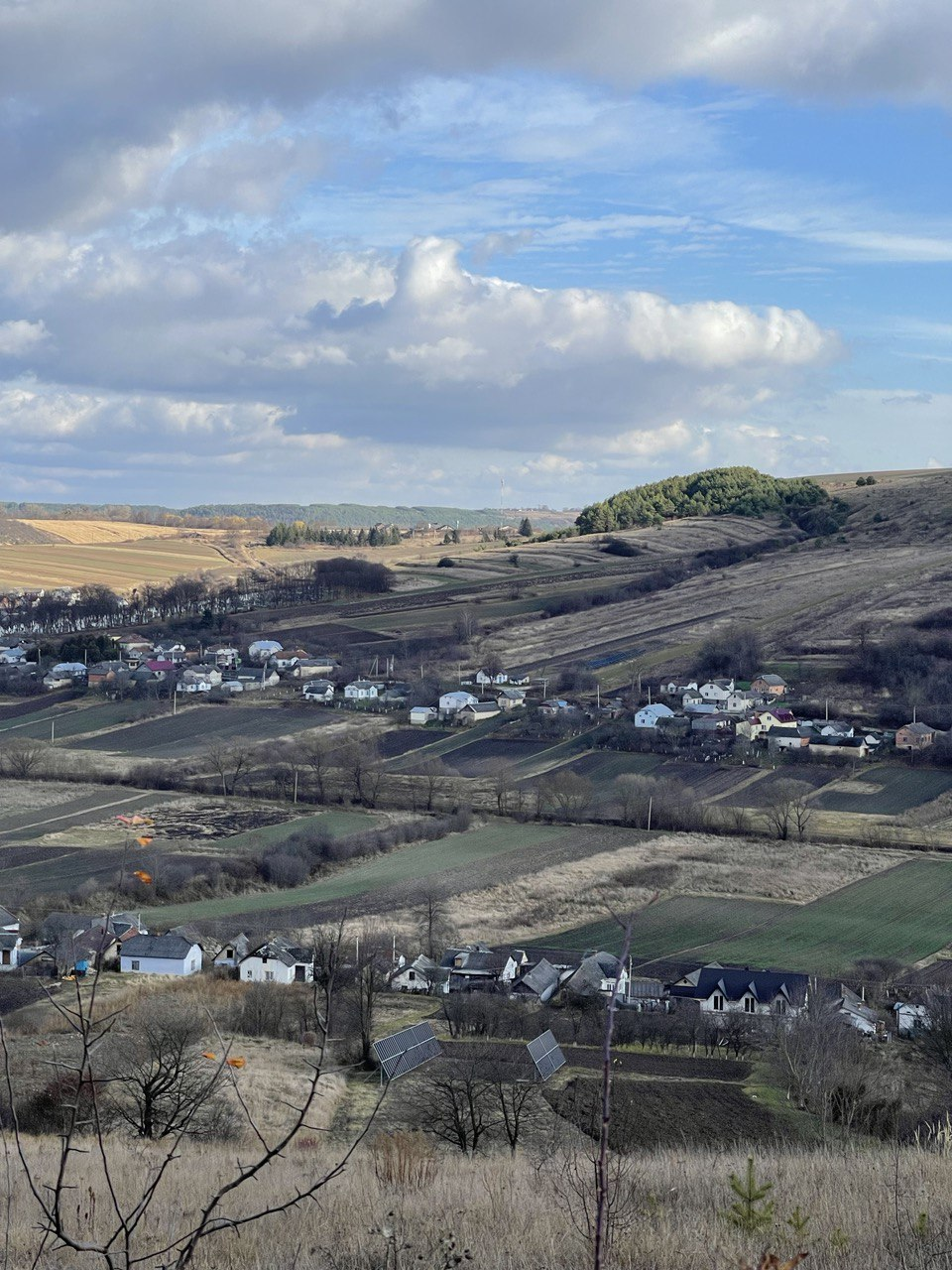
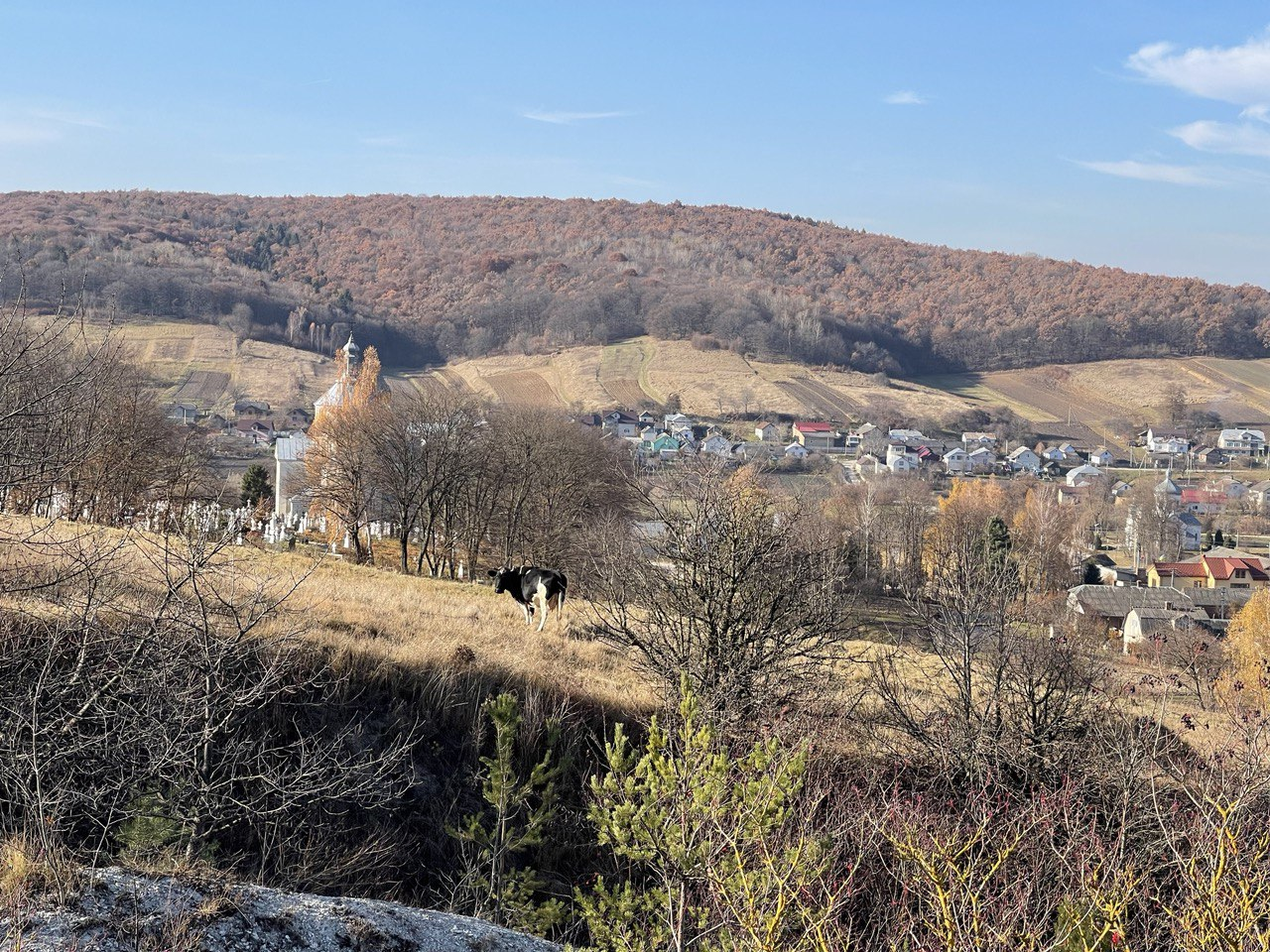
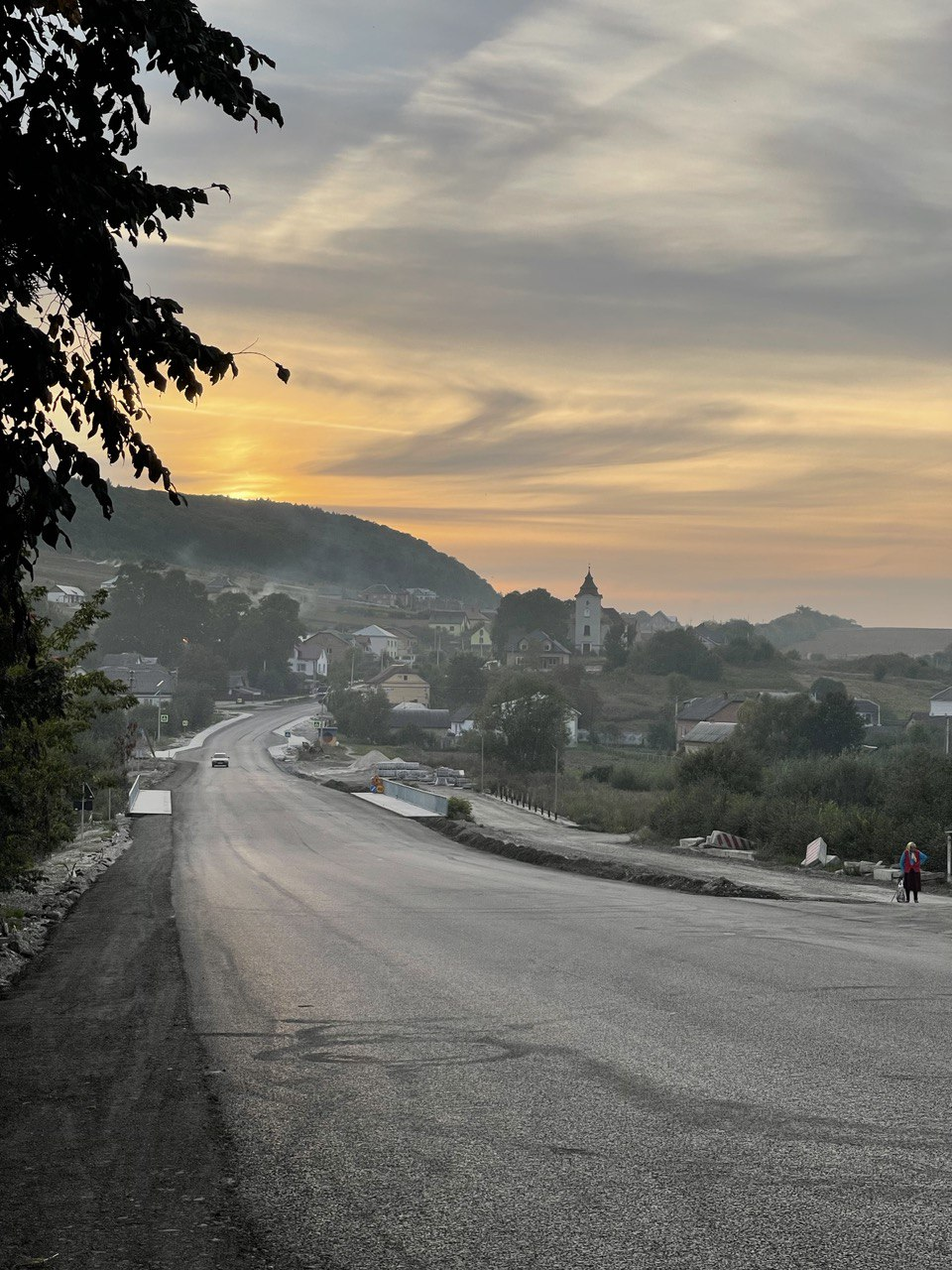
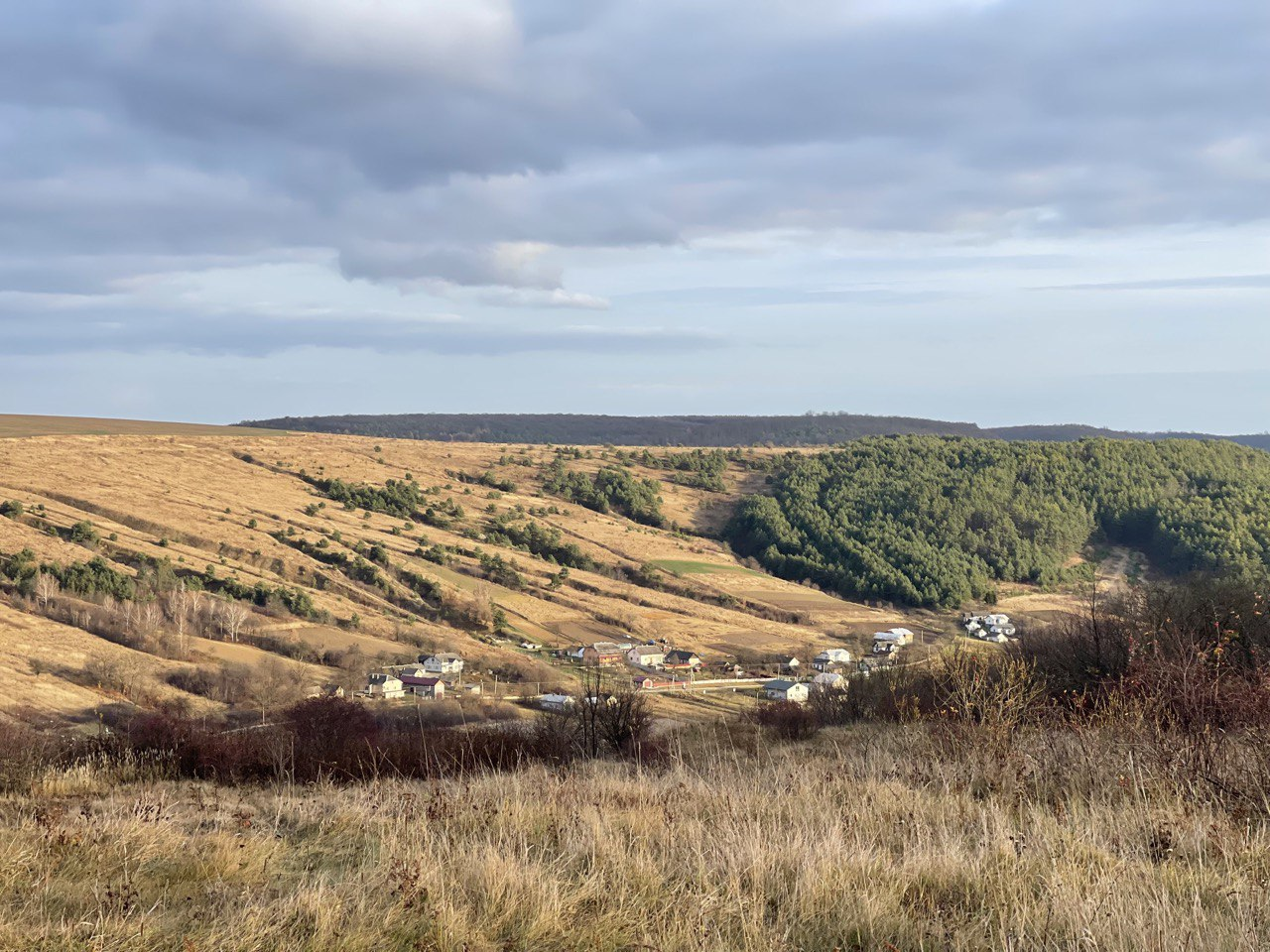

У 1932—1939 роках функціонувала жіноча господарська школа, з однорічною програмою навчання.
Розташовувалася приблизно там де є зараз церква святого Юрія. Розібрано школу радянською владою, а каміння забрано у колгосп.
Кількість учениць постійно зростала. Були між ними дівчата з Холмщини, Волині, Лемківщини, Поділля.
Навчання починалося в січні, а закінчувалося в грудні.
За час існування школи у ній учителювали: Стефа Дидиківна, Неоніля Мигоцька-Тершаковець, І. Іванчук. Марійка Гузар, Марійка Терлецька, Ольга Кульматицька-Баран,
Олімпія Попович-Васьків, інж. агр. Богдан Соболта, агр. Олександер
Гудзяк. Іванна Басальська-Самофал.
Школа існувала до розпаду Польщі. І за тих сім років, школу закінчили 160 дівчат з усіх закутків Західної України.
Радянська влада не дозволила її відновити. 
Це була єдина жіноча господарська українська школа на заході України.
18 квітня 1947 року в криївці лісу Старківка, що на горі Лисоня загинули 5 вояків Героїв УПА.
- Василь Соляр
- Іван Львівський
- Михайло Ухман
- Михайло Соляр
- Йосип Совин

У липні 2004 внаслідок зливи та буревію пошкоджено близько 200 будівель.
12 червня 2020 року, відповідно до розпорядження Кабінету Міністрів України № 724-р «Про визначення адміністративних центрів та затвердження територій територіальних громад Тернопільської області» увійшло до складу Бережанської міської громади.
19 липня 2020 року, в результаті адміністративно-територіальної реформи та ліквідації Бережанського району, село увійшло до складу Тернопільського району.
У російсько-Українській війні XXI століття біля півсотні Шибалинці беруть участь у захисті України.

## Політика

### Парламентські вибори, 2019
На позачергових парламентських виборах 2019 року у селі функціонувала окрема виборча дільниця № 610052, розташована у приміщенні народного дому.
Результати
- зареєстровано 939 виборців, явка 50,16%, найбільше голосів віддано за Слугу народу — 27,68%, за Європейську Солідарність — 19,10%, за Радикальну партію Олега Ляшка — 11,59%[5]. В одномандатному окрузі найбільше голосів отримав Іван Чайківський (самовисування) — 41,10%, за Тараса Юрика (Європейська Солідарність) — 30,33%, за Володимира Кісілевича (Слуга народу) — 10,11%[6].

## Населення
Перепис населення в 1939р. подавав, що на загальну кількість населення села 2410 осіб: 
- українців було - 1610 осіб,
- євреїв - 10,
- латинників  - 700,
- поляків - 90.

| Роки: |        | Кількість населення: | Кількість населення: |
| ----- | ------ | -------------------- | -------------------- |
| 1939  |        |                      | 2410                 |
| 2007  | 1293 ▼ |                      |                      |
| 2014  | 1250 ▼ |                      |                      |
| 2022  | 1161 ▼ |                      |                      |

### Мова
Розподіл населення за рідною мовою за даними перепису 2001 року:
| Мова       | Кількість | Відсоток |
| ---------- | --------- | -------- |
| українська | 1357      | 99.86%   |
| вірменська | 1         | 0.07%    |
| румунська  | 1         | 0.07%    |
| Усього     | 1359      | 100%     |

## Релігія
- Церква святого апостола і євангеліста Іоана Богослова (1907, мурована),

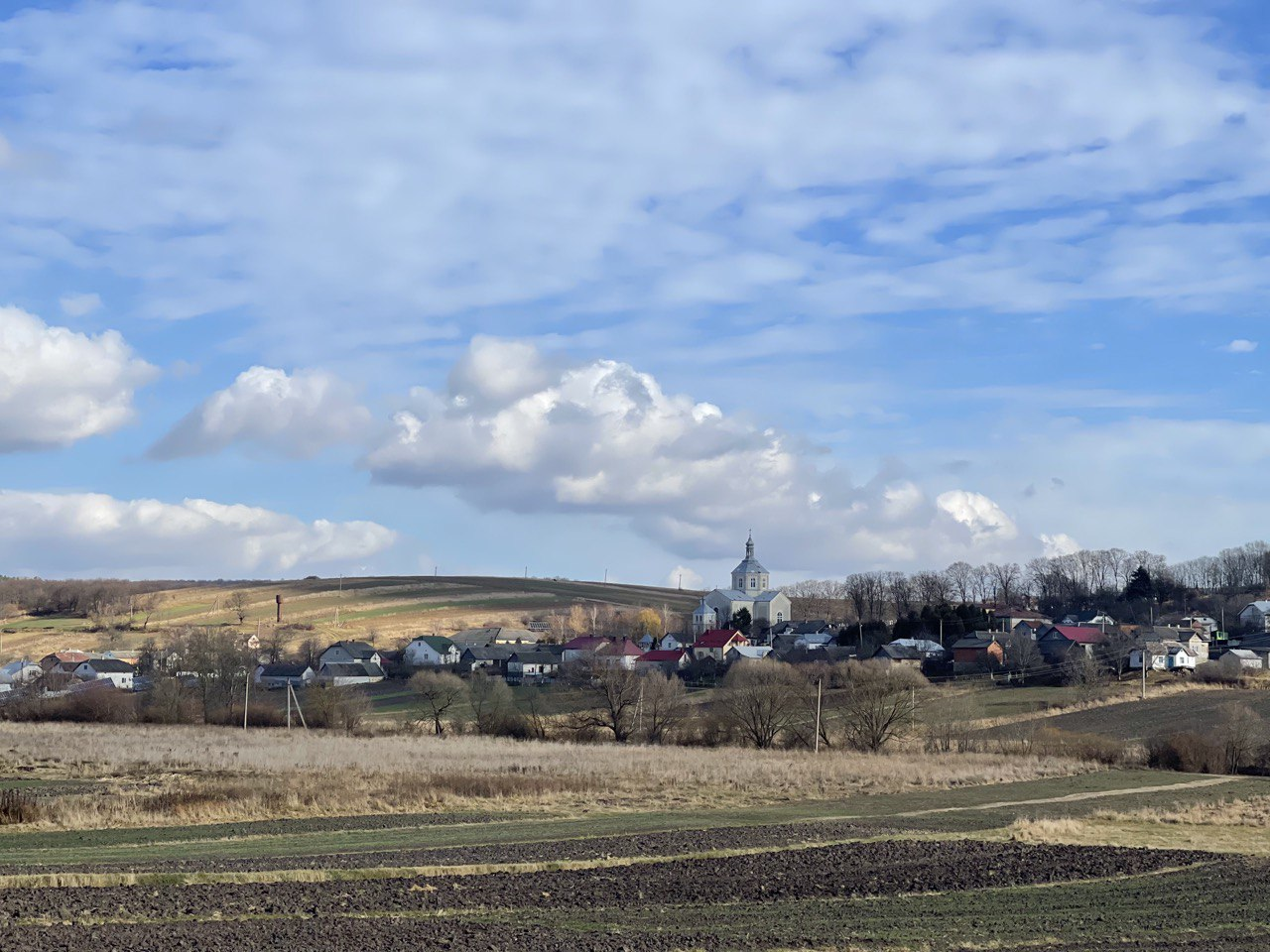
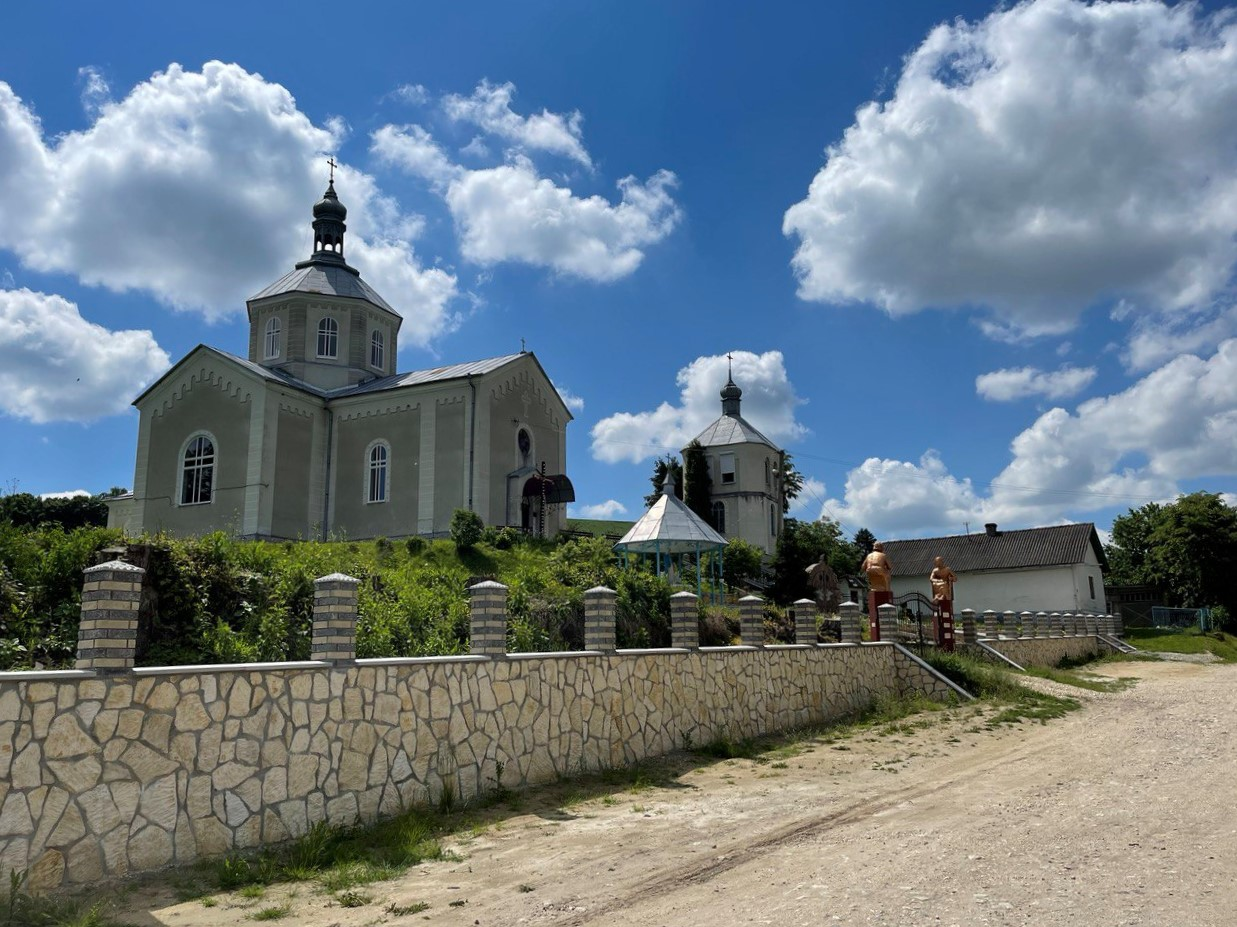
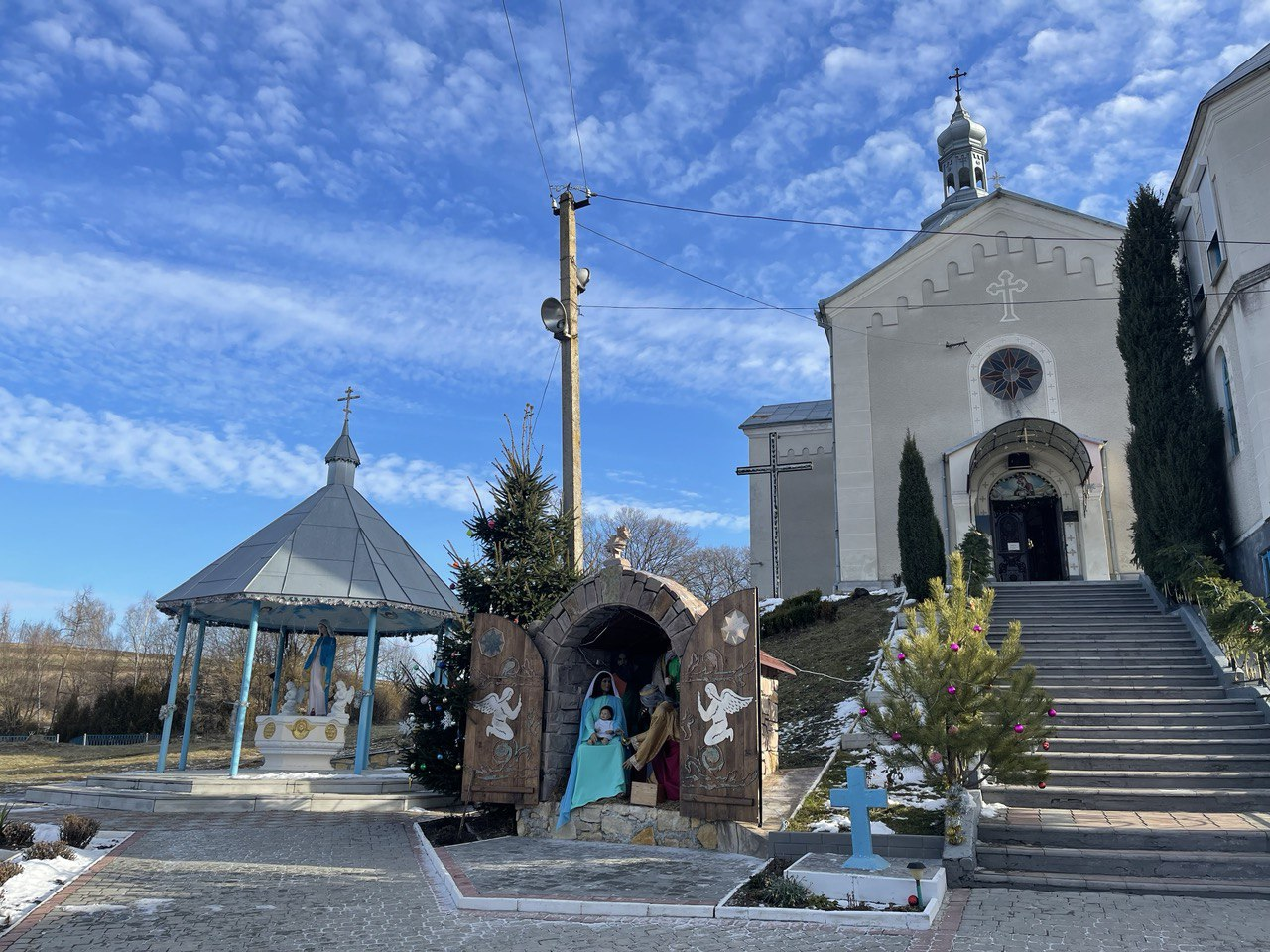
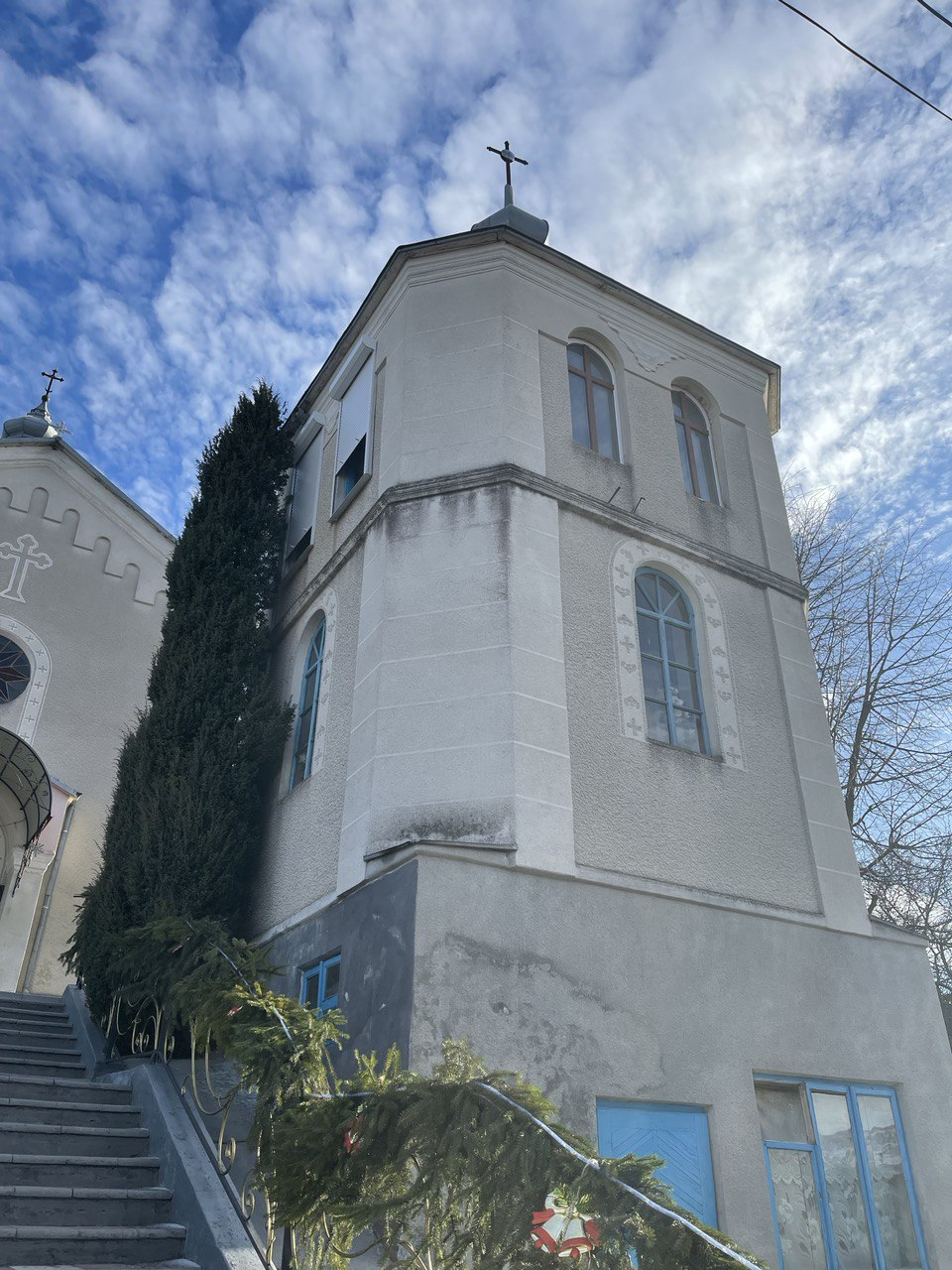
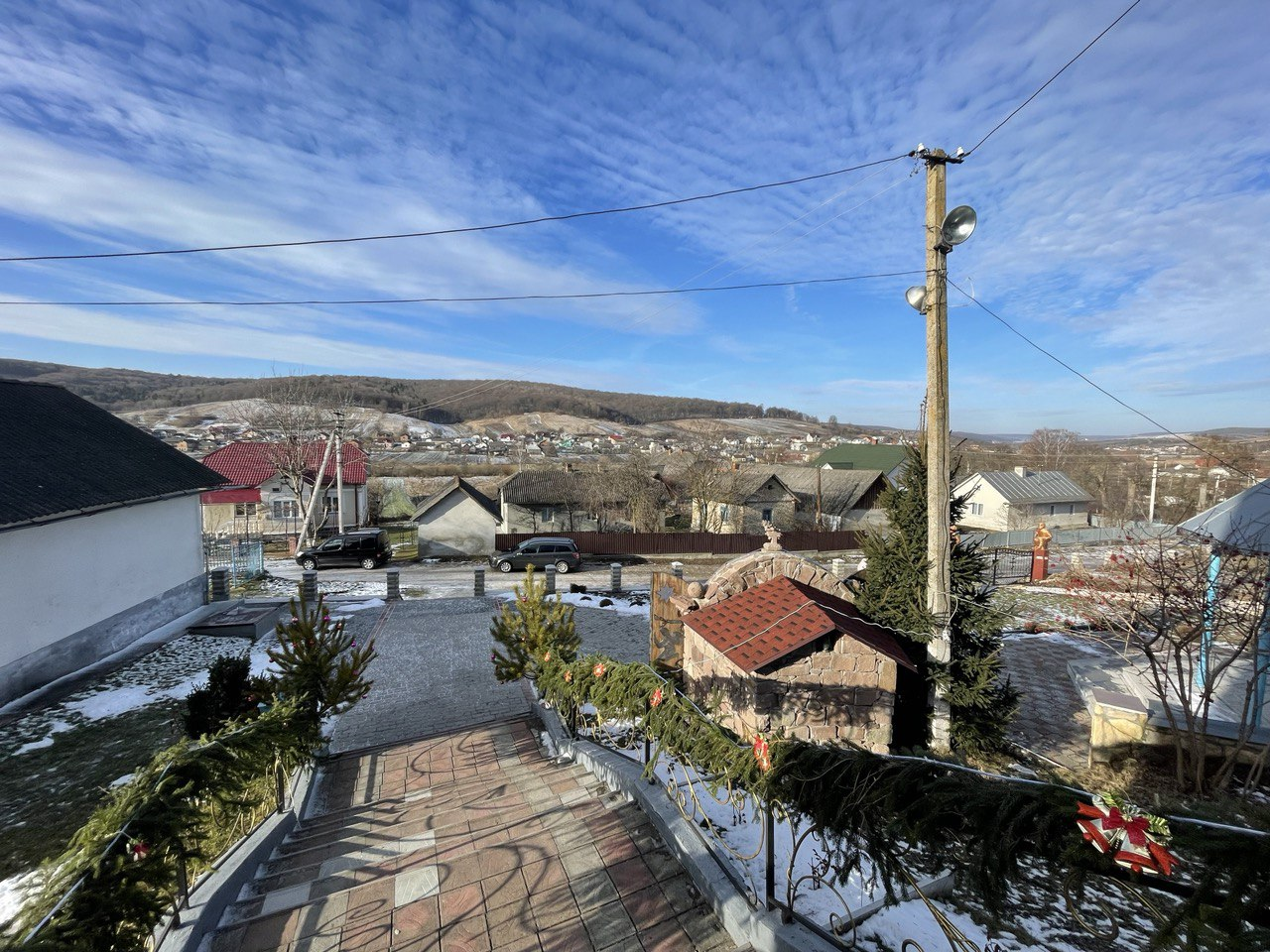
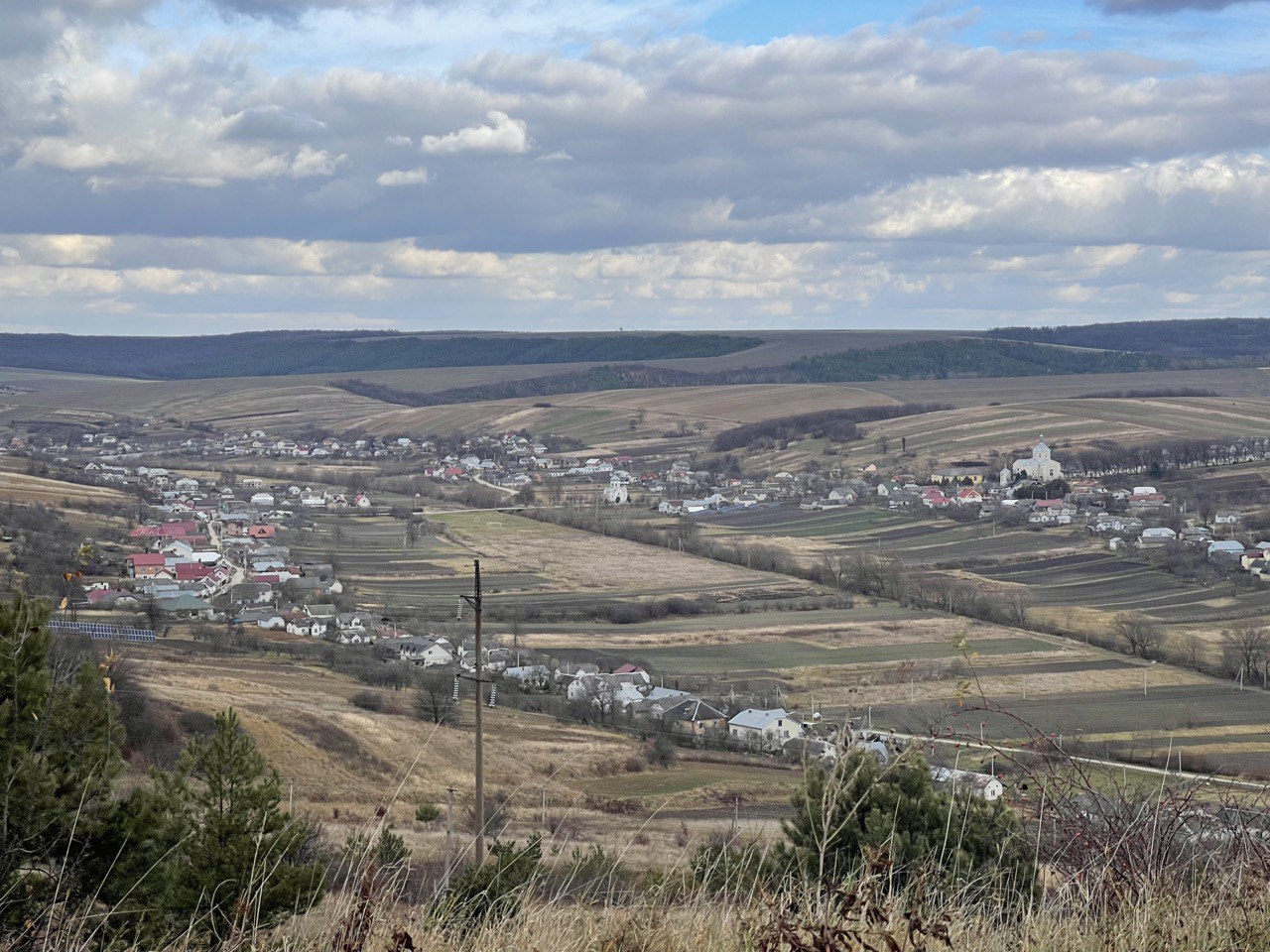
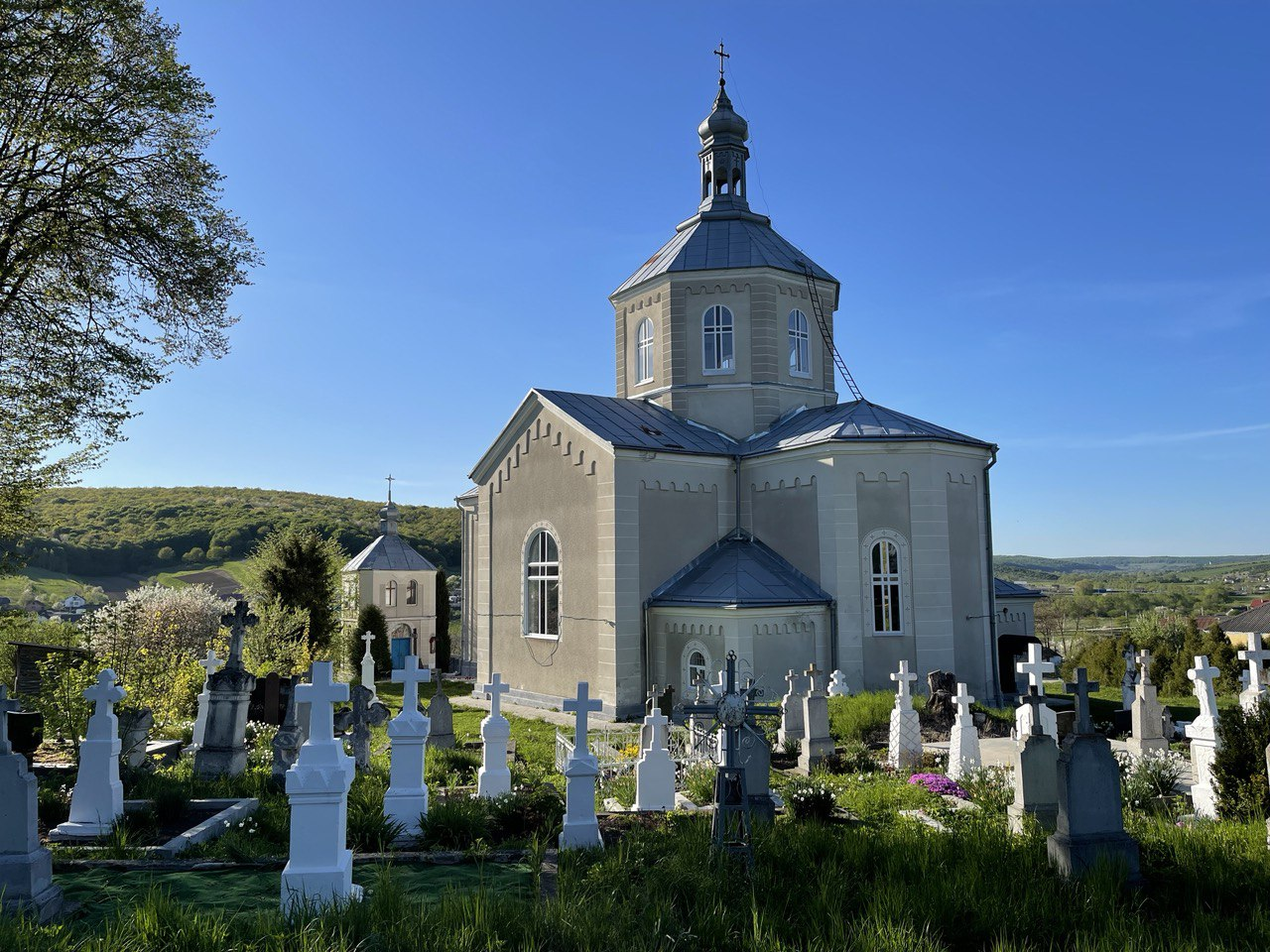
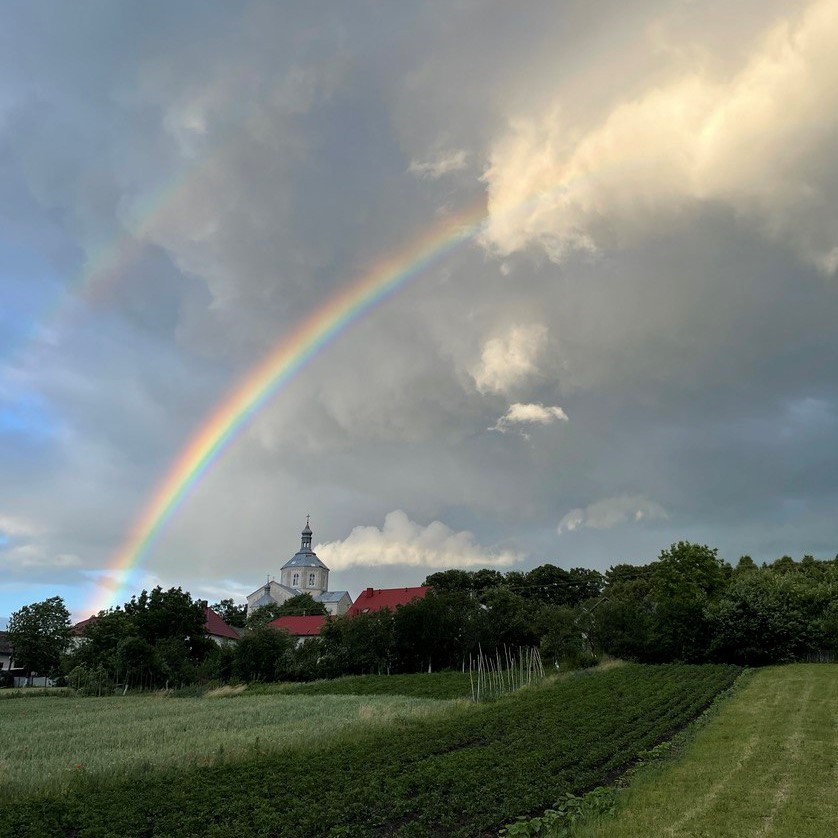
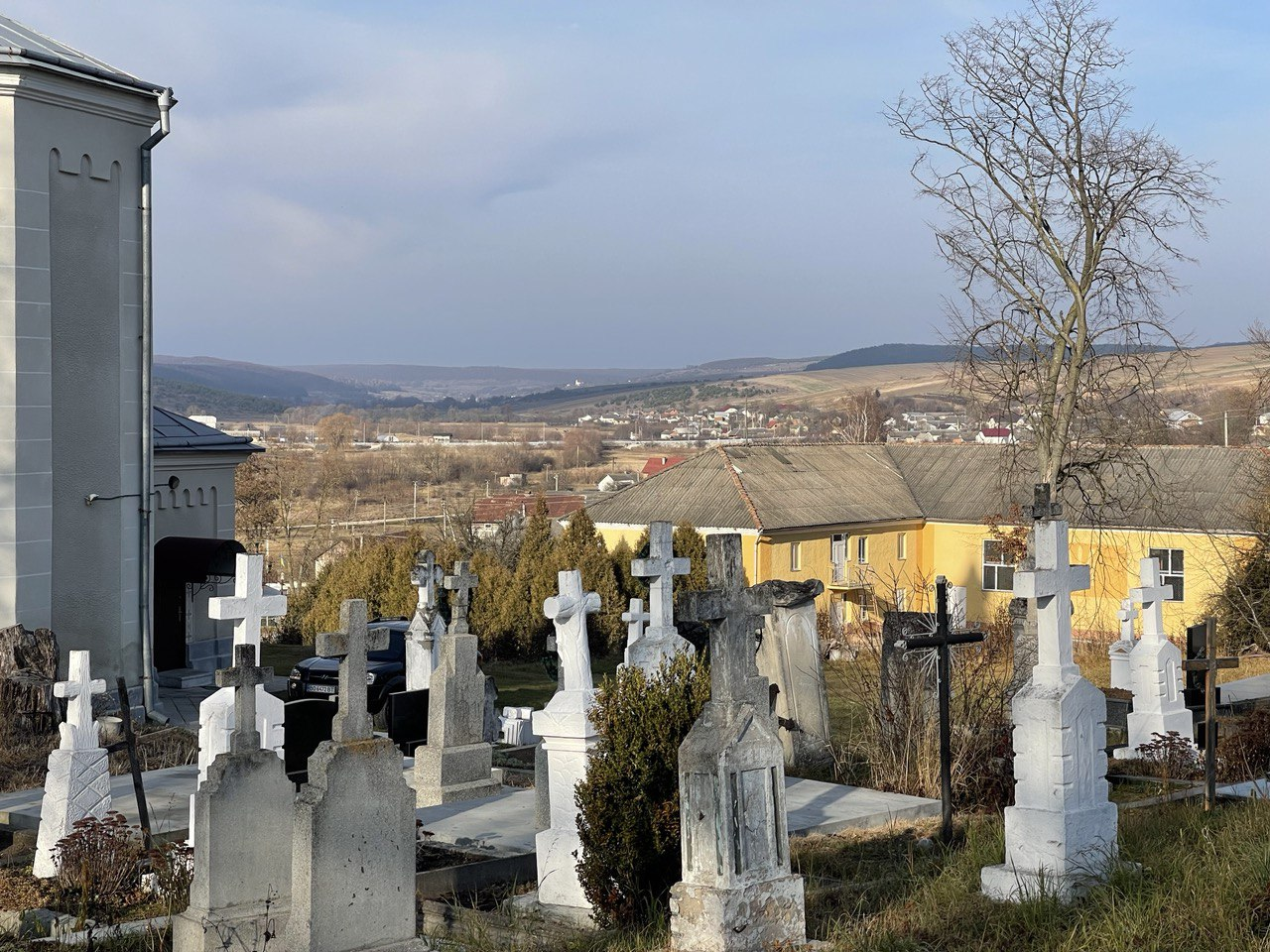
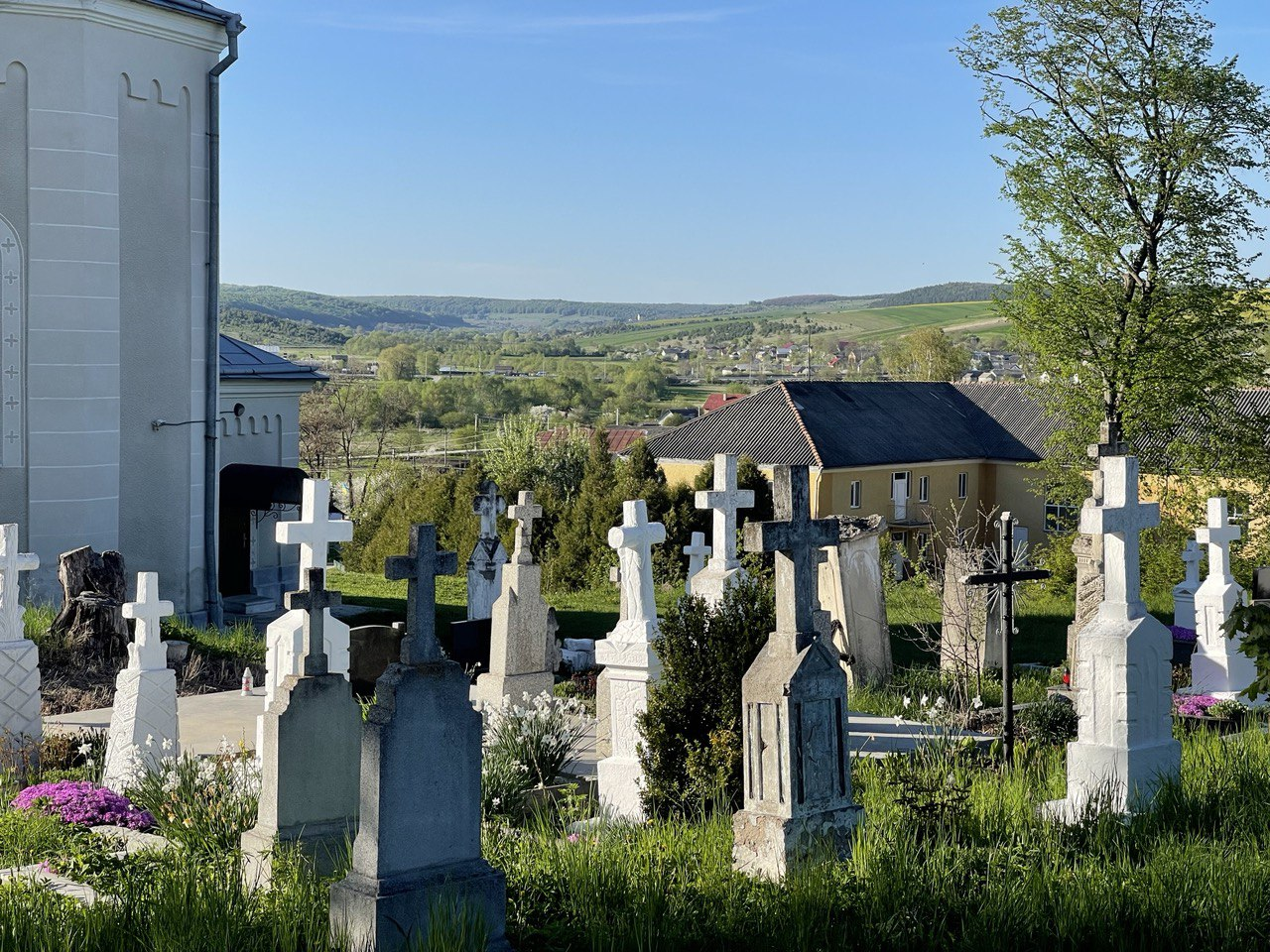
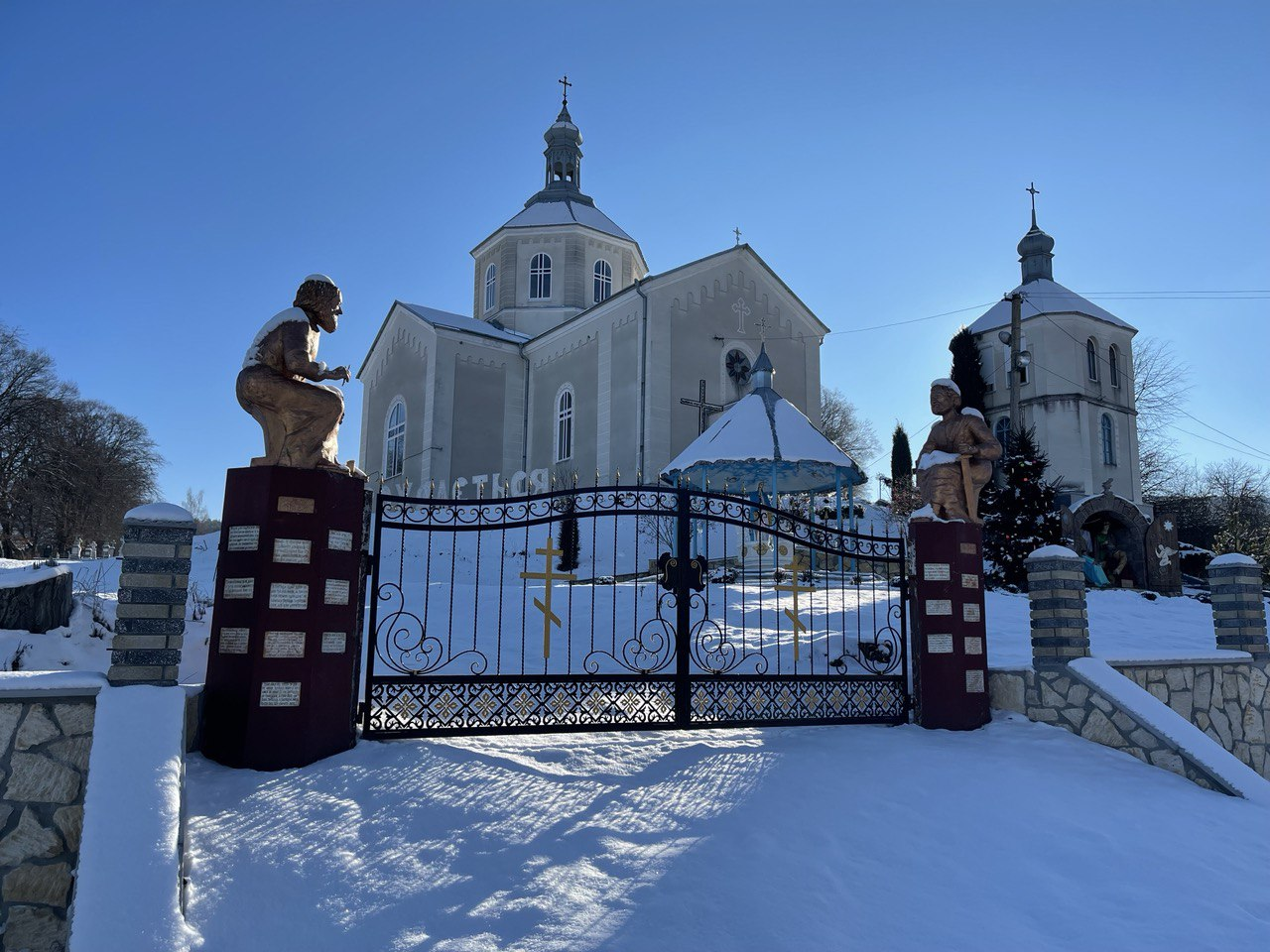
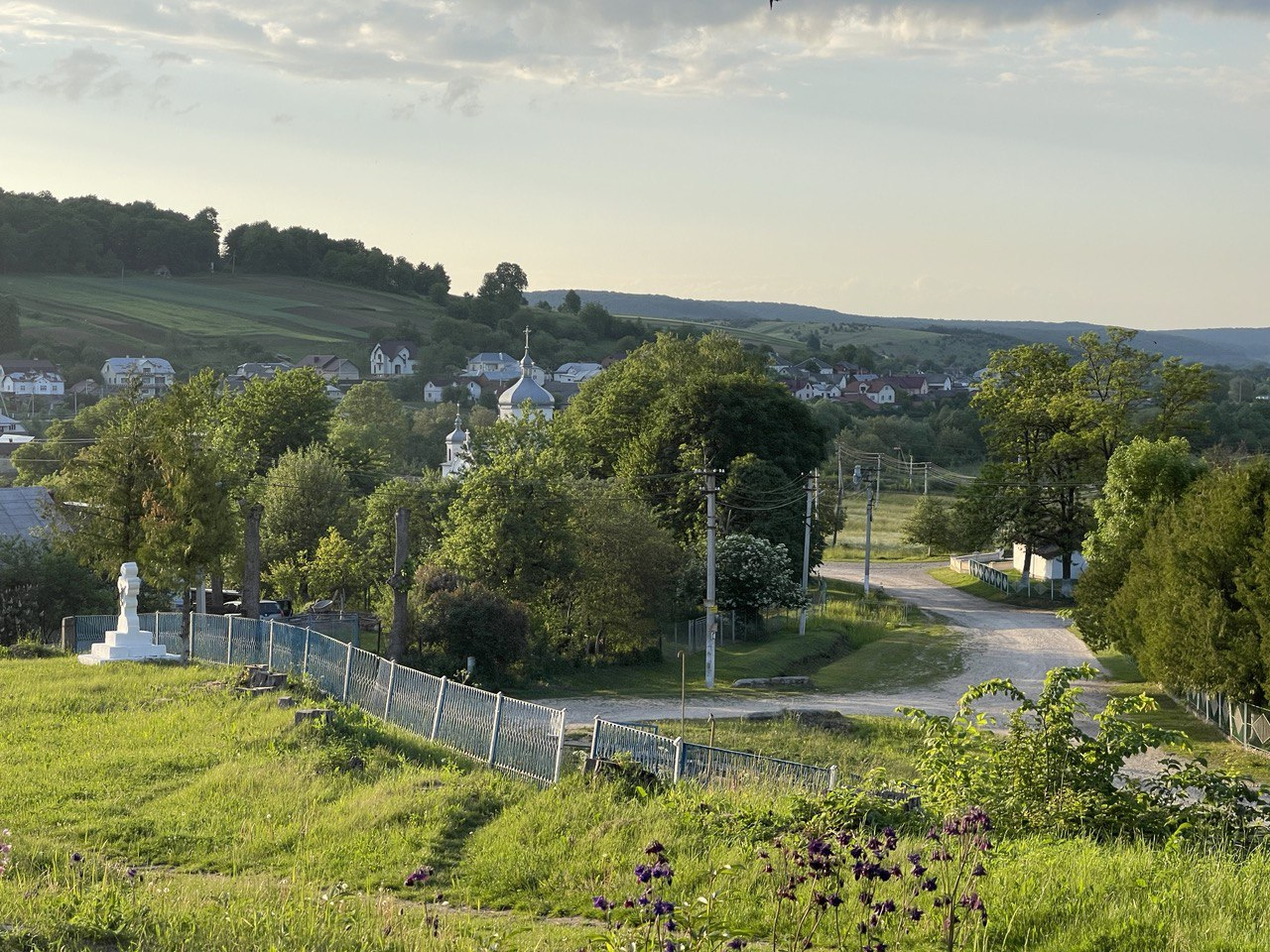
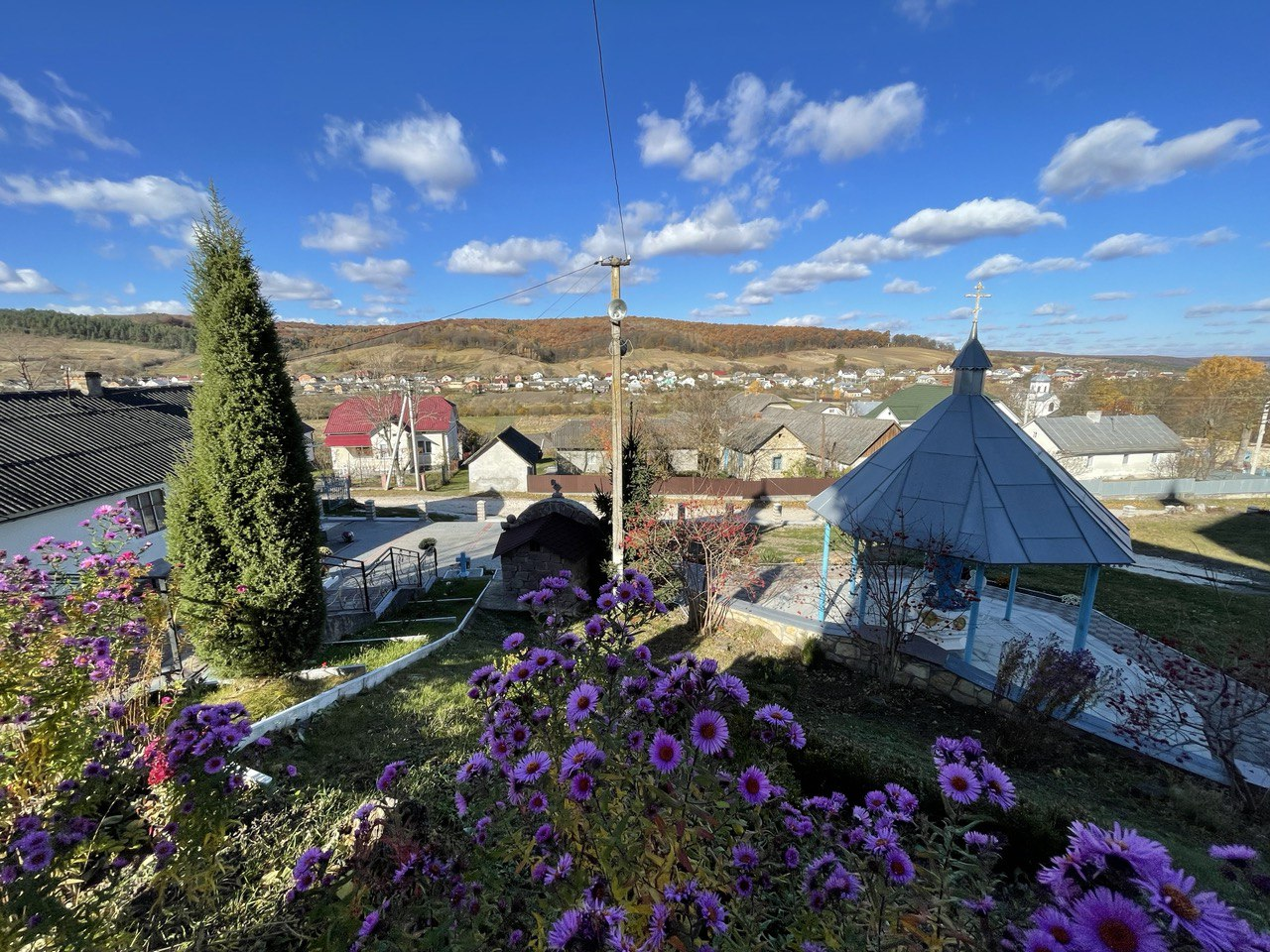
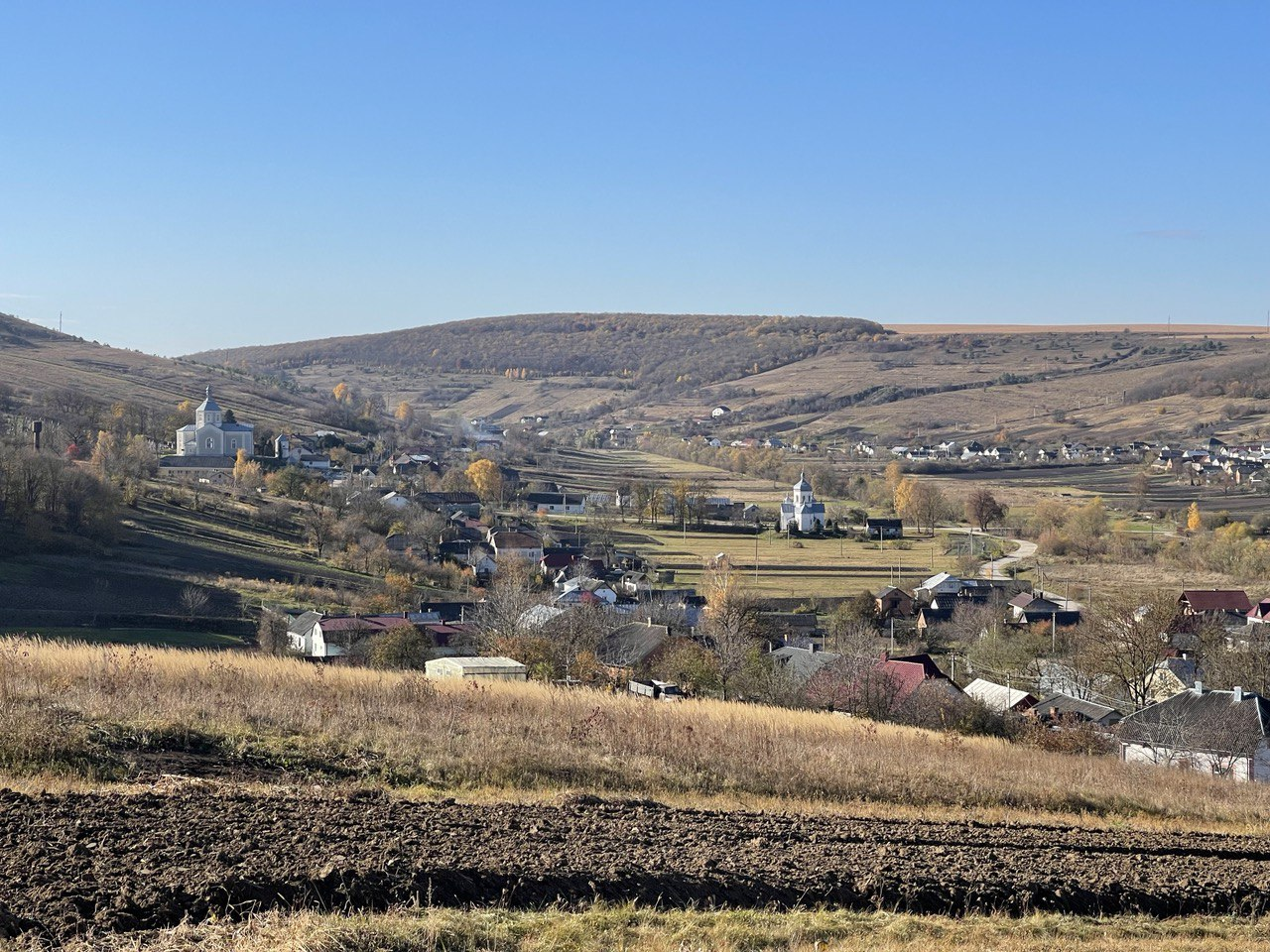

- Костел Божої Матері (1925,  мурована) (біля траси М30 (раніше М12)) (у аварійному стані, станом на 2022),

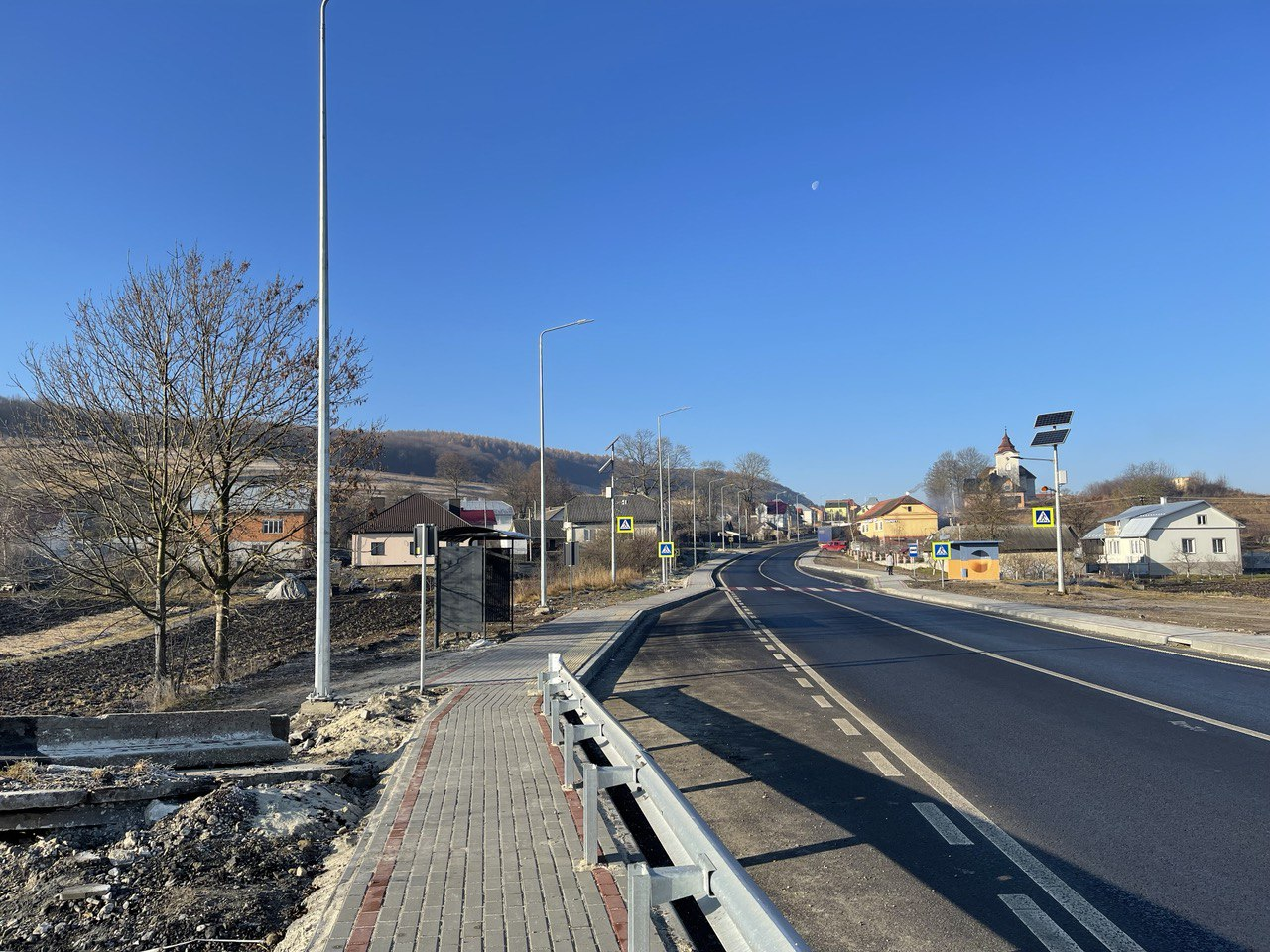
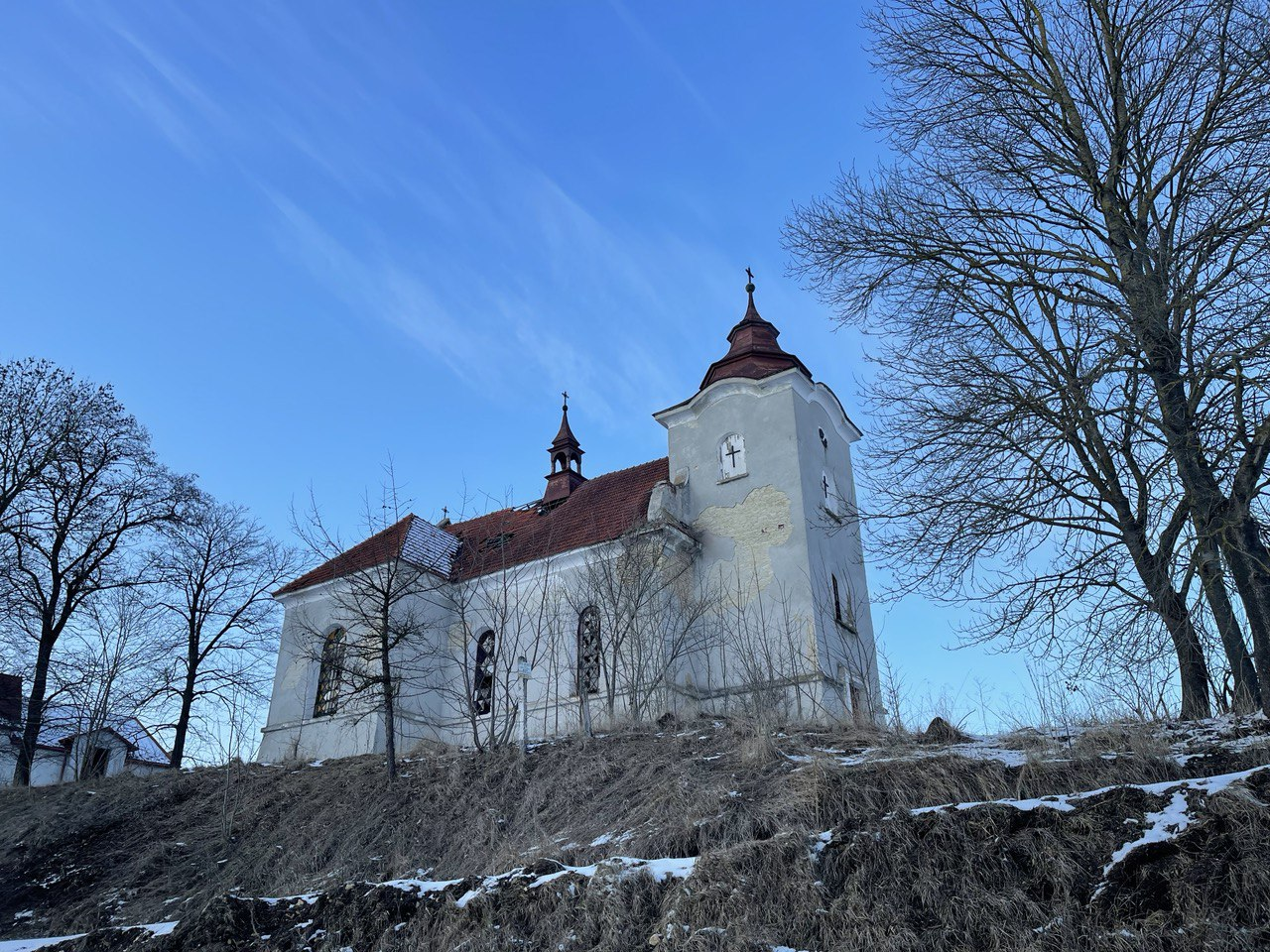
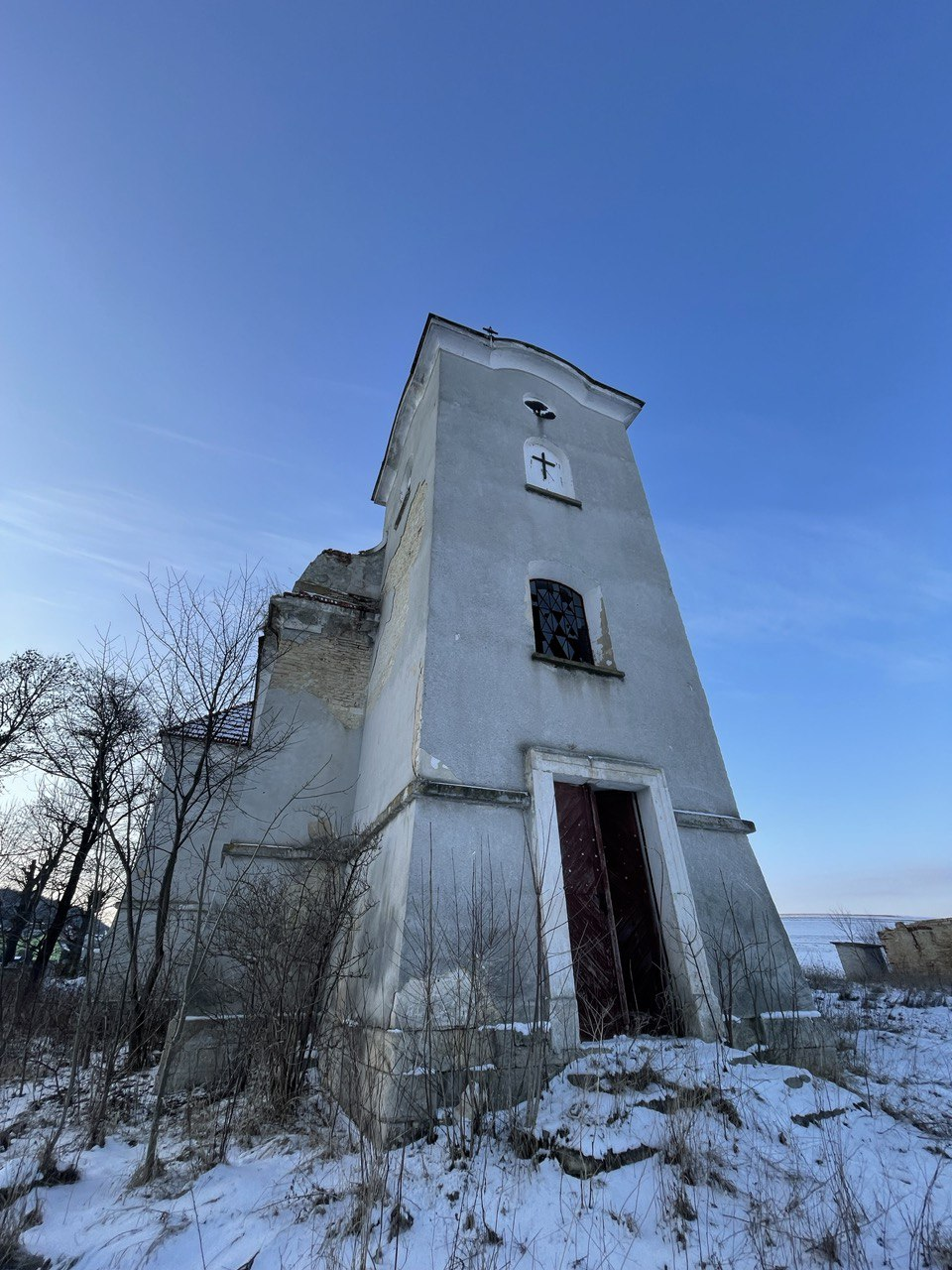
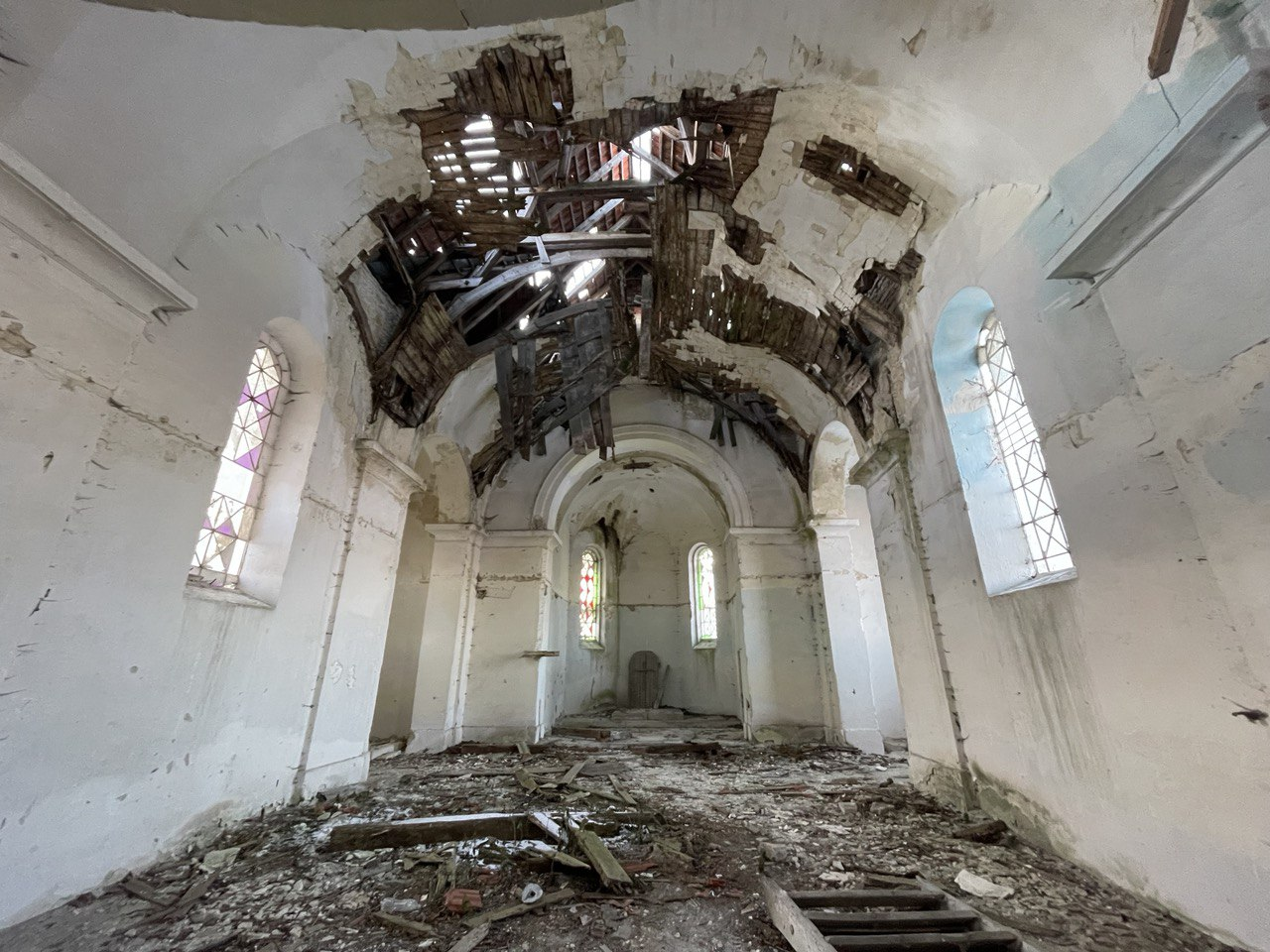
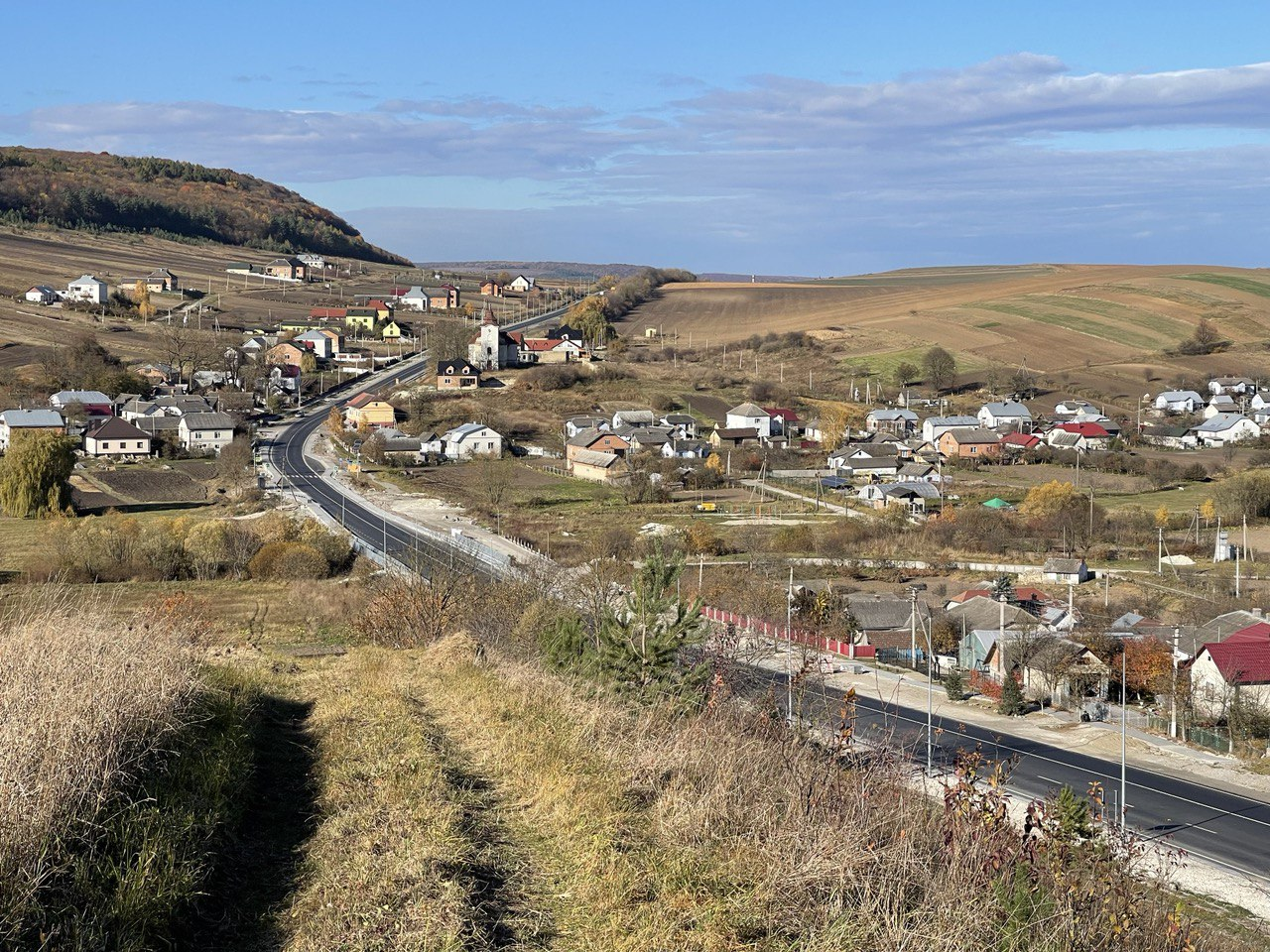

- Церква святого Юрія (1993, мурована.) (у центрі села),

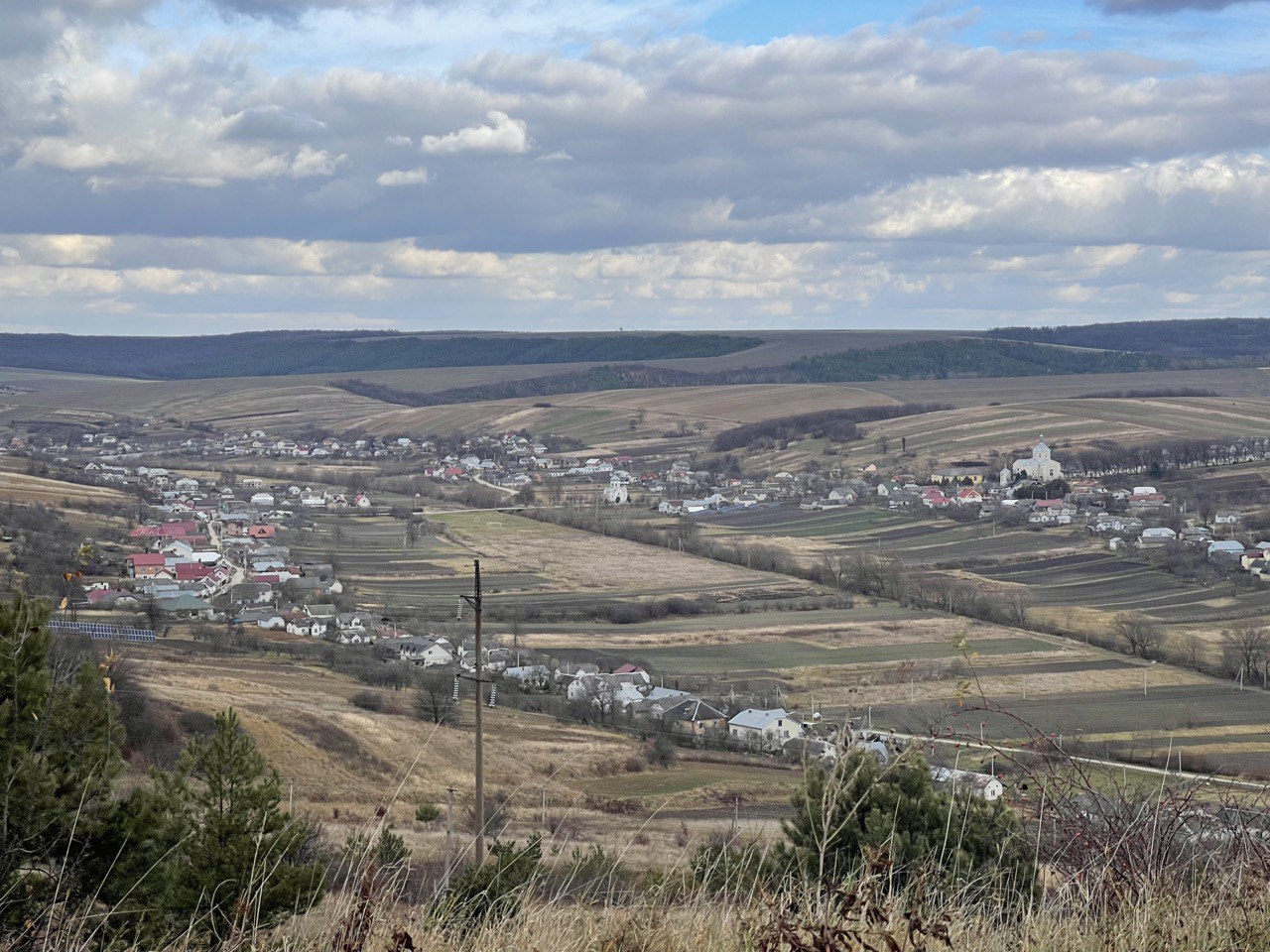
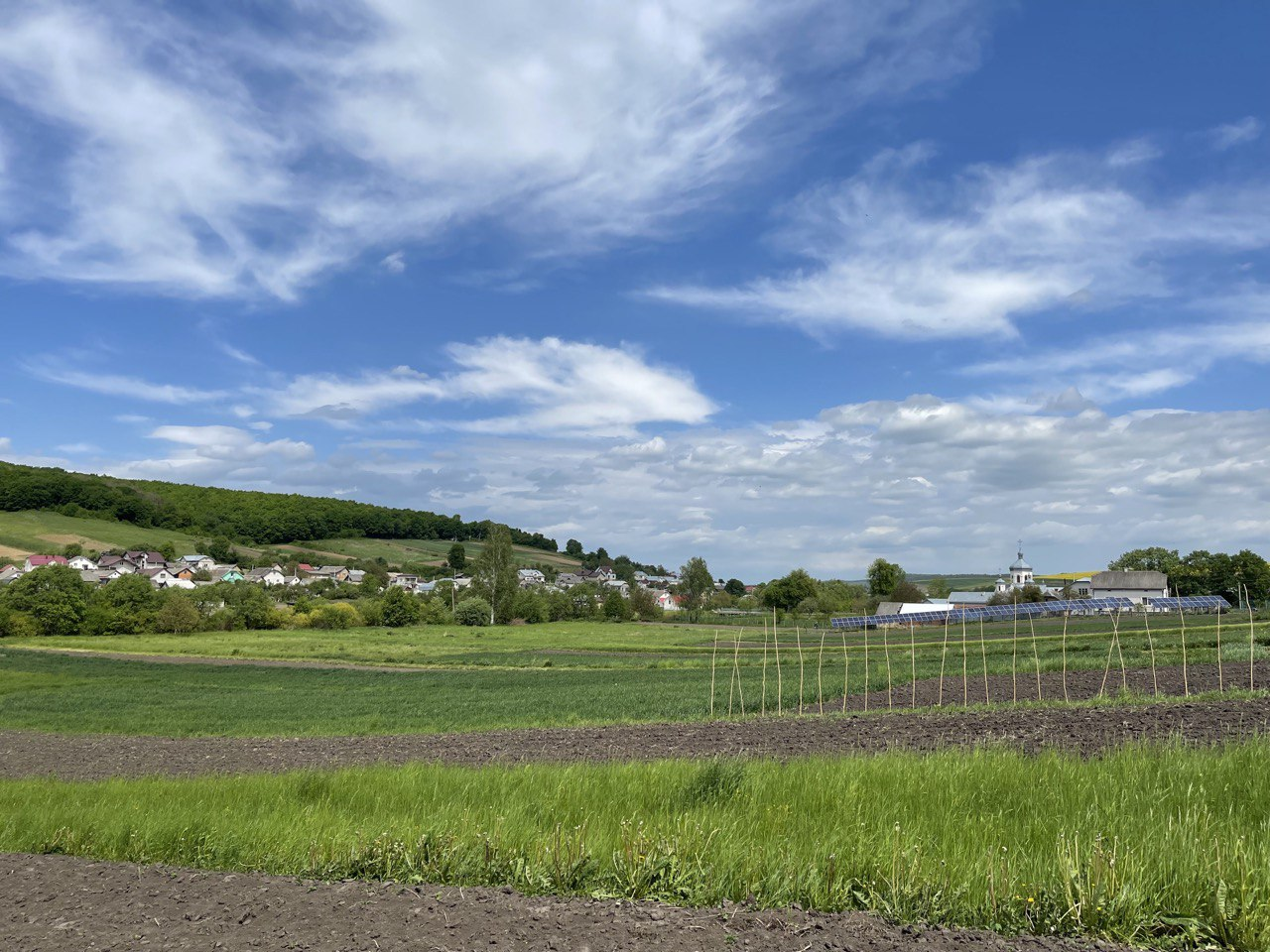
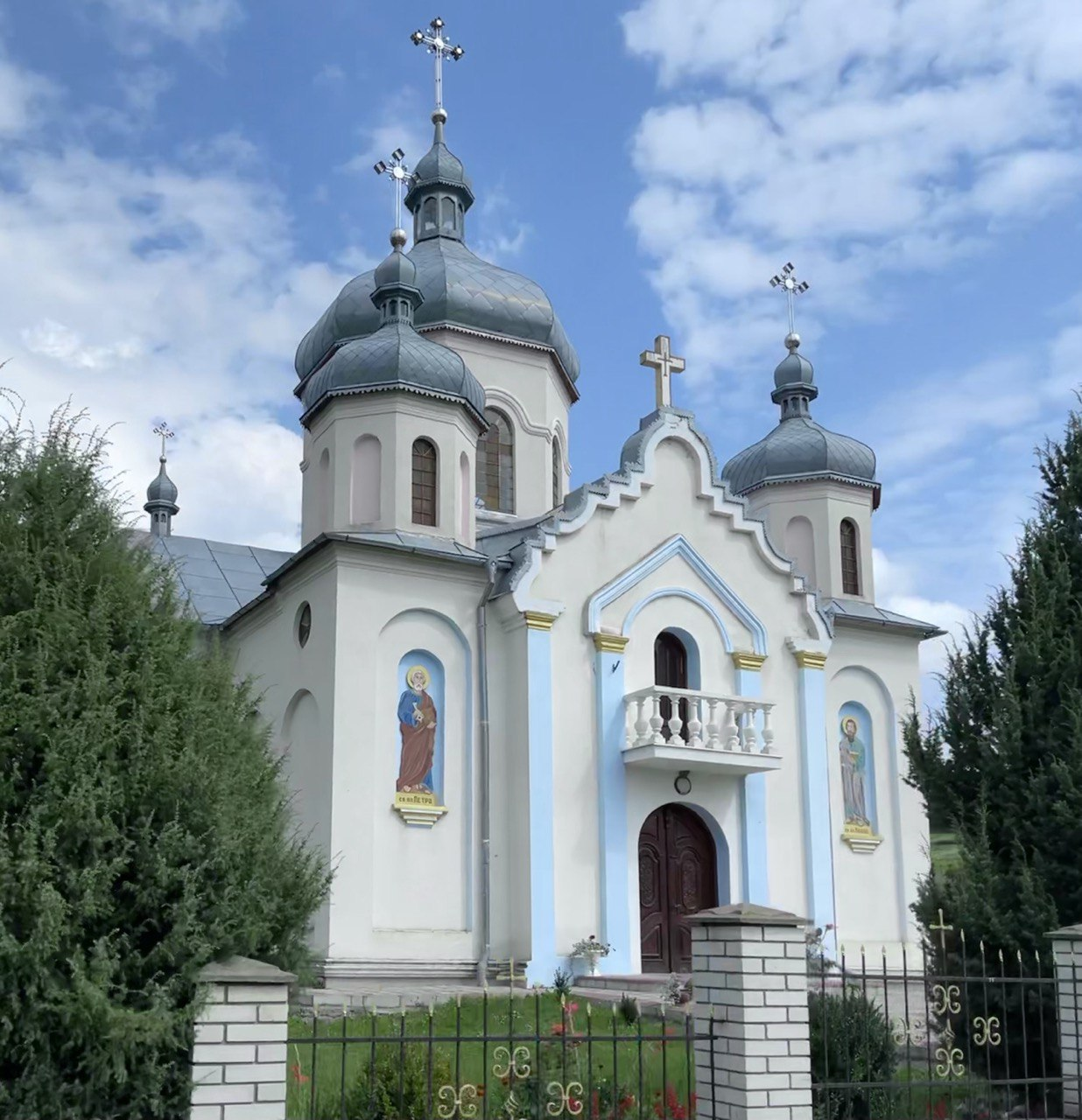
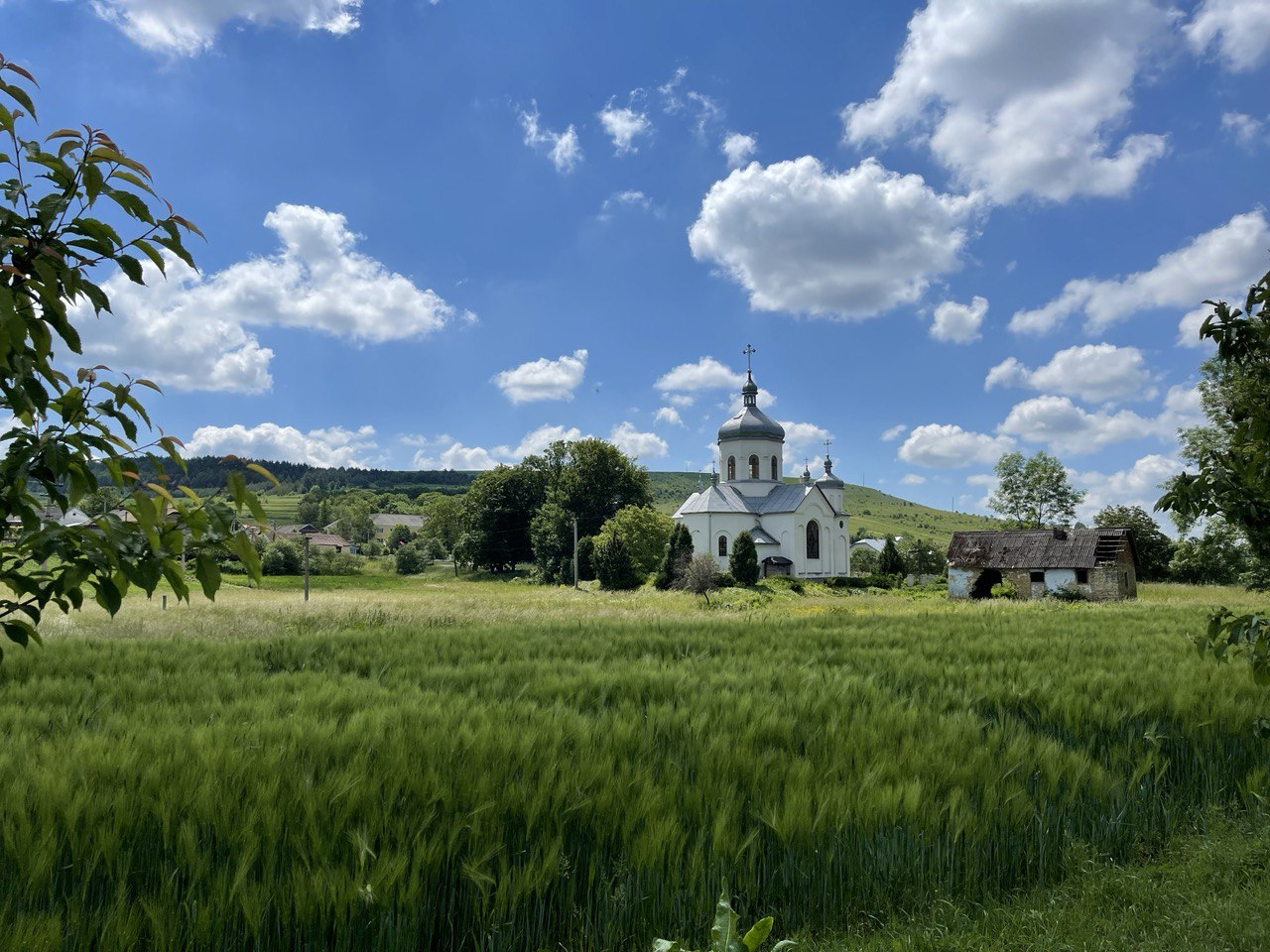
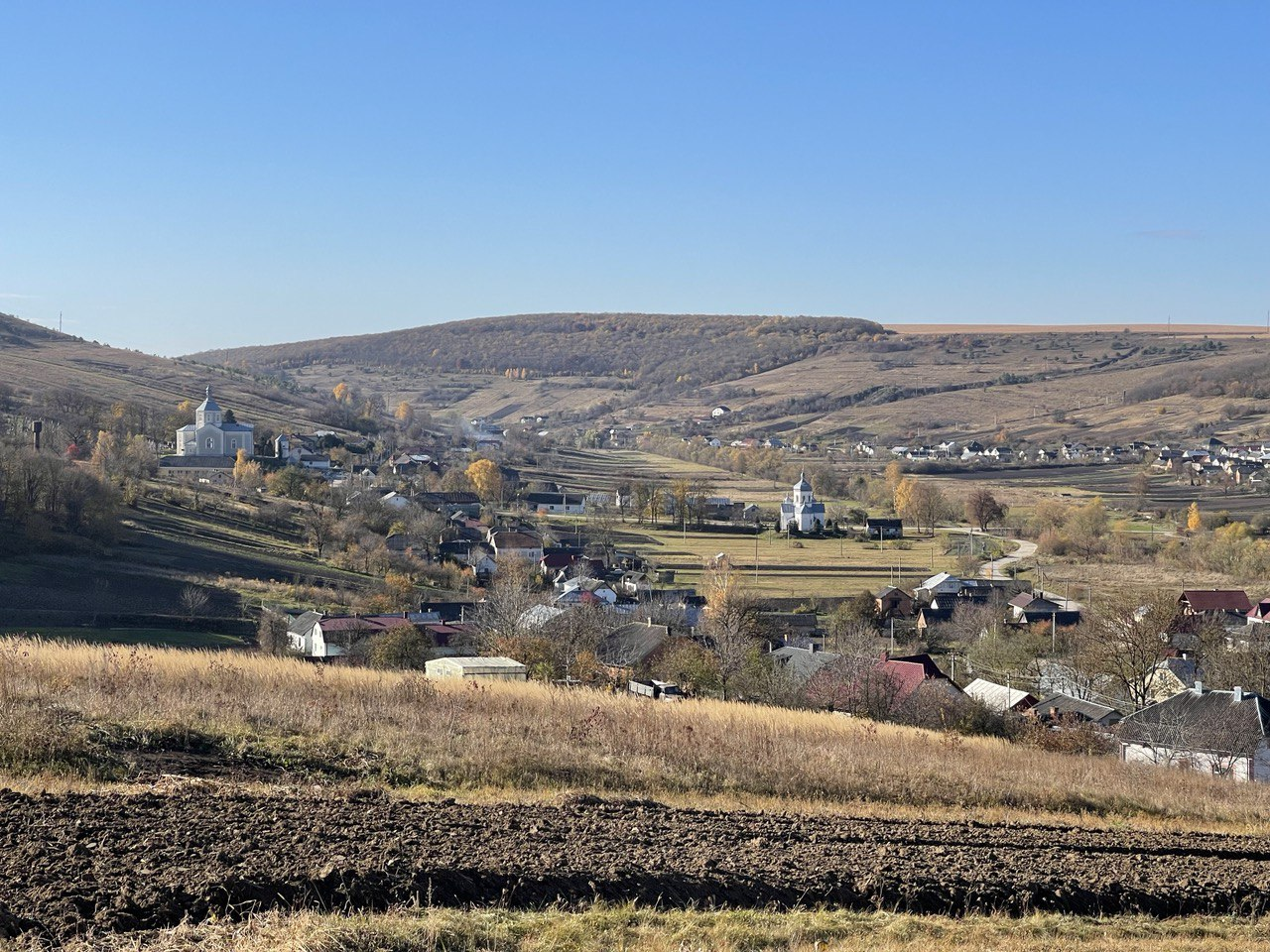
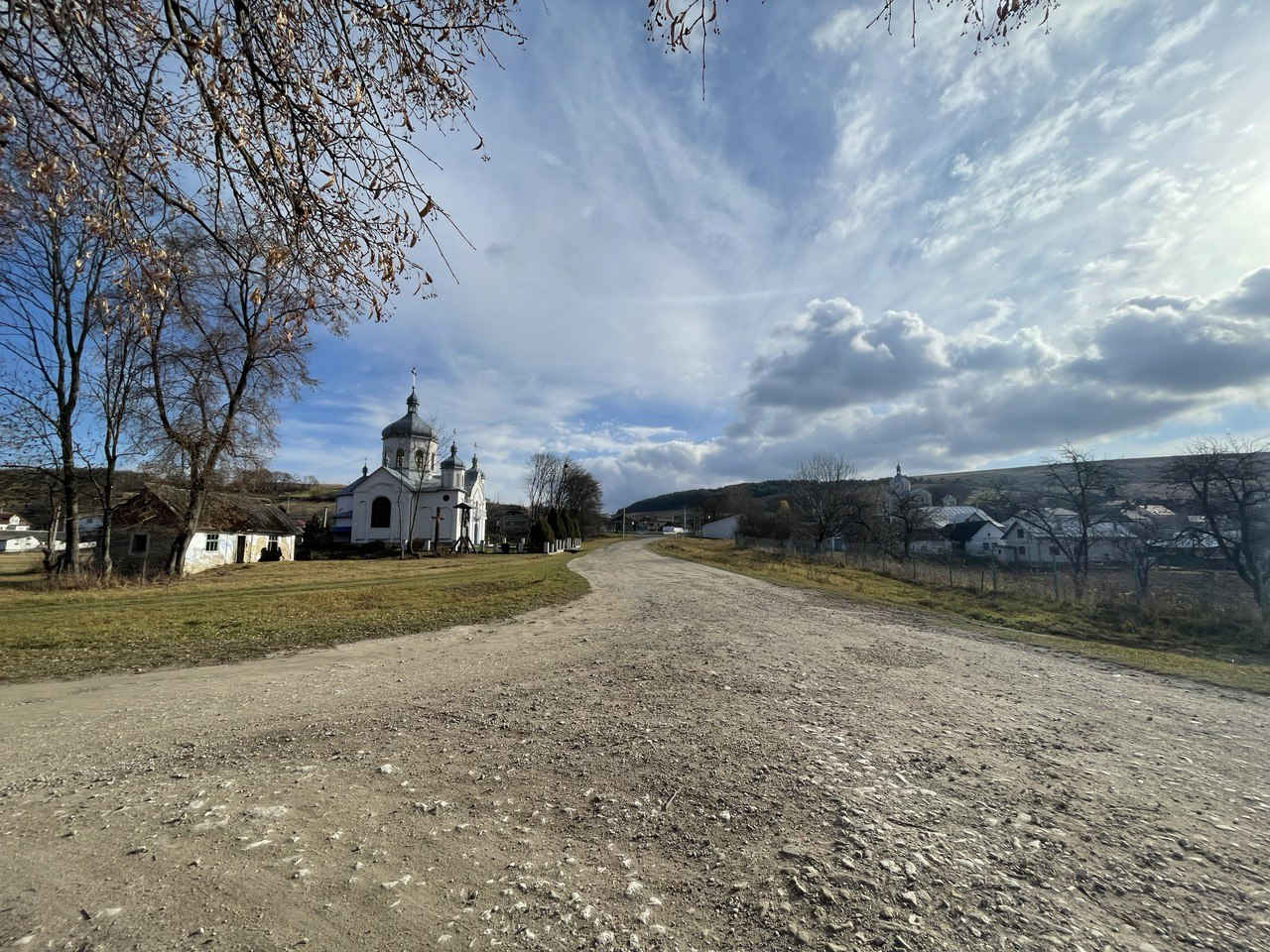
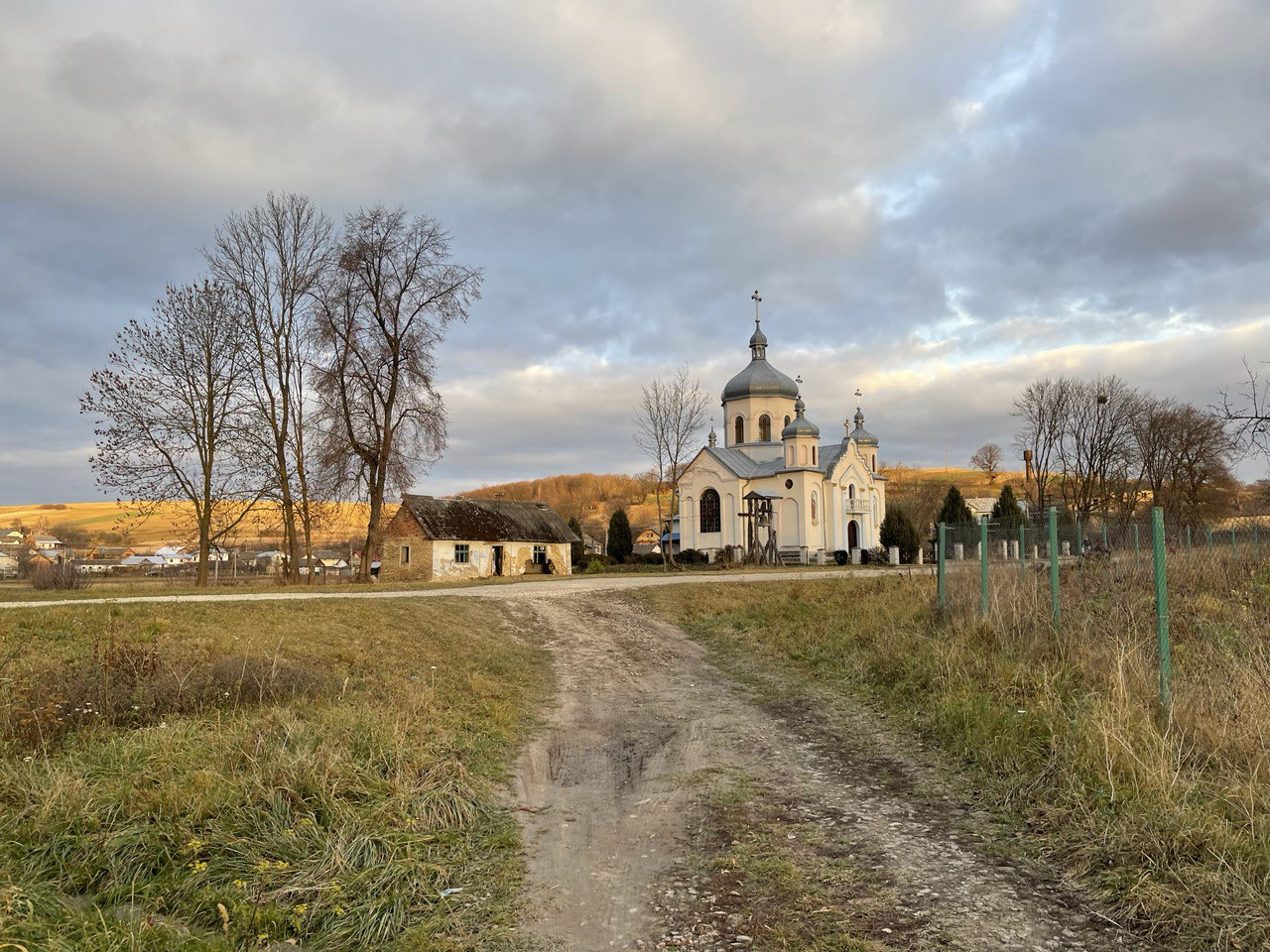
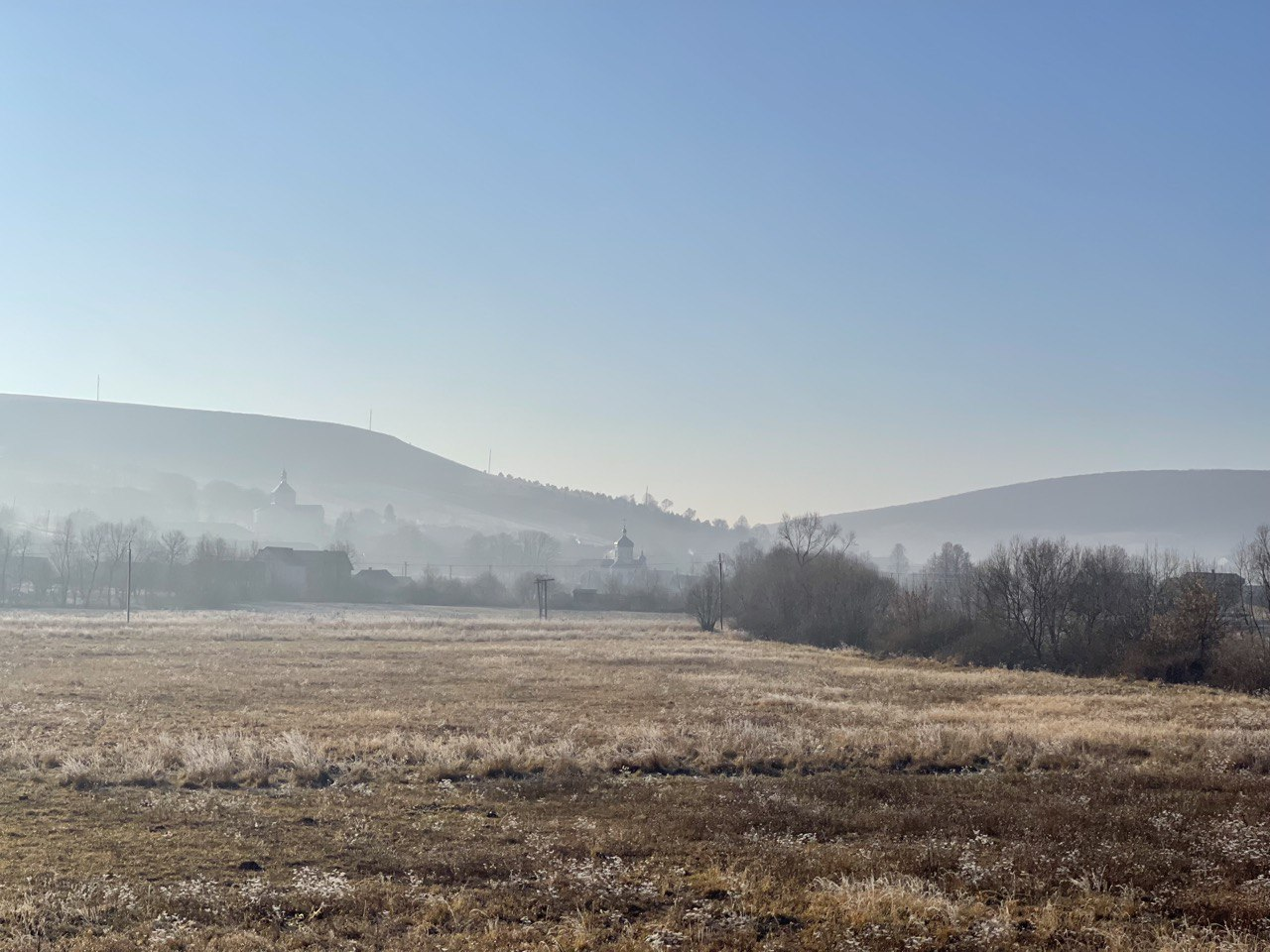

- Фіґура Матері Божої (2001)  (на подвір'ї храму Івана Богослова за проєктом Василя Павука),
- Скульптури святих Петра і Павла (2004, автор Василь Павук) (на подвір'ї храму Іоана Богослова),

На території Шибалина є три цвинтарі:
1. Основний (49.440031, 25.006827) біля храму святого апостола і євангеліста Іоана Богослова
2. Польський (49.452642, 24.990327) біля траси М30
3. Холеричний (49.457932, 24.989863) на північний захід від центра села

## Пам'ятки
- Пам'ятний хрест на честь скасування панщини (19 ст.(≈1848 рік)) (знаходиться на подвір'ї храму Івана Богослова),

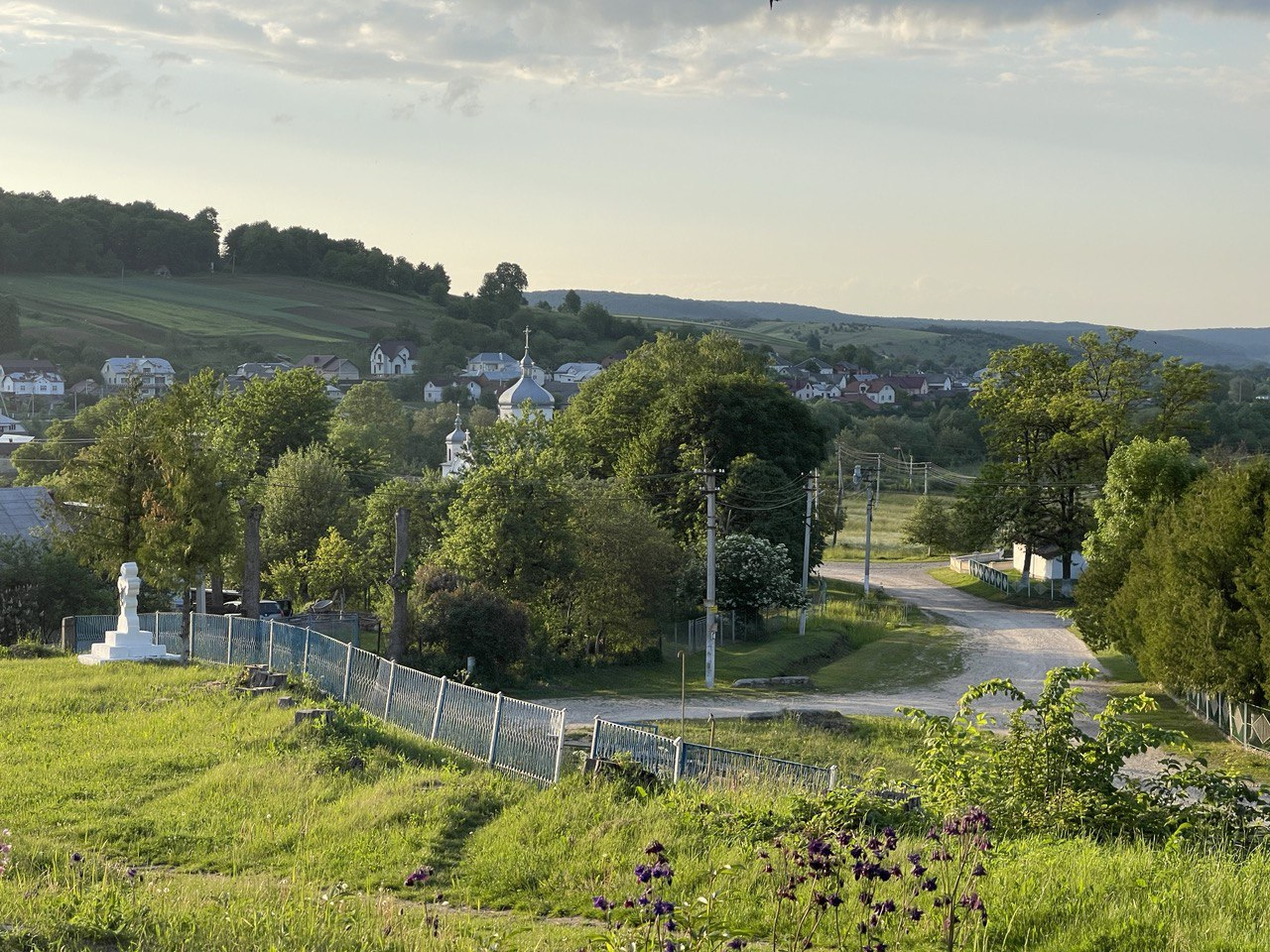

- Хрест скорботи і слави височить на вершині гори Лисоня, встановлений у 1994 році, як данина світлій пам'яті українських січових стрільців. На мармурових плитах викарбувані імена полеглих героїв. Поруч із Хрестом збудована Капличка для відправ і молитви, яку у 2016 році розмалювали художники Тернопільщини Олег та Віталій Шупляки, Богдан Бринський, Михайло Дирбавка, Микола Шевчук та керівник проєкту Богдан Ткачик[8]. У 2007 році біля підніжжя Хреста скорботи і слави було встановлено Державний Прапор України, в 2008  — стенд Пам'яті.

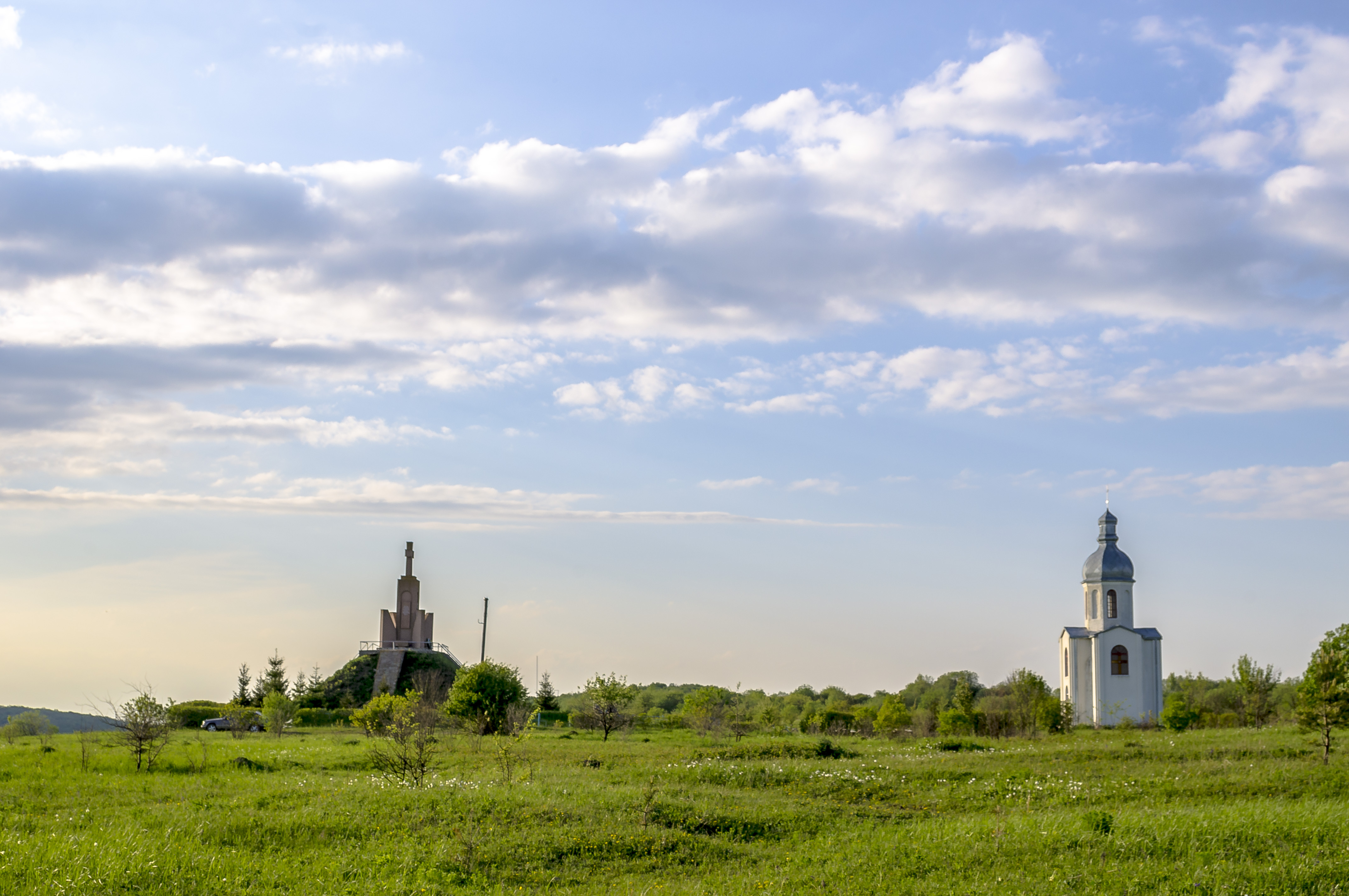
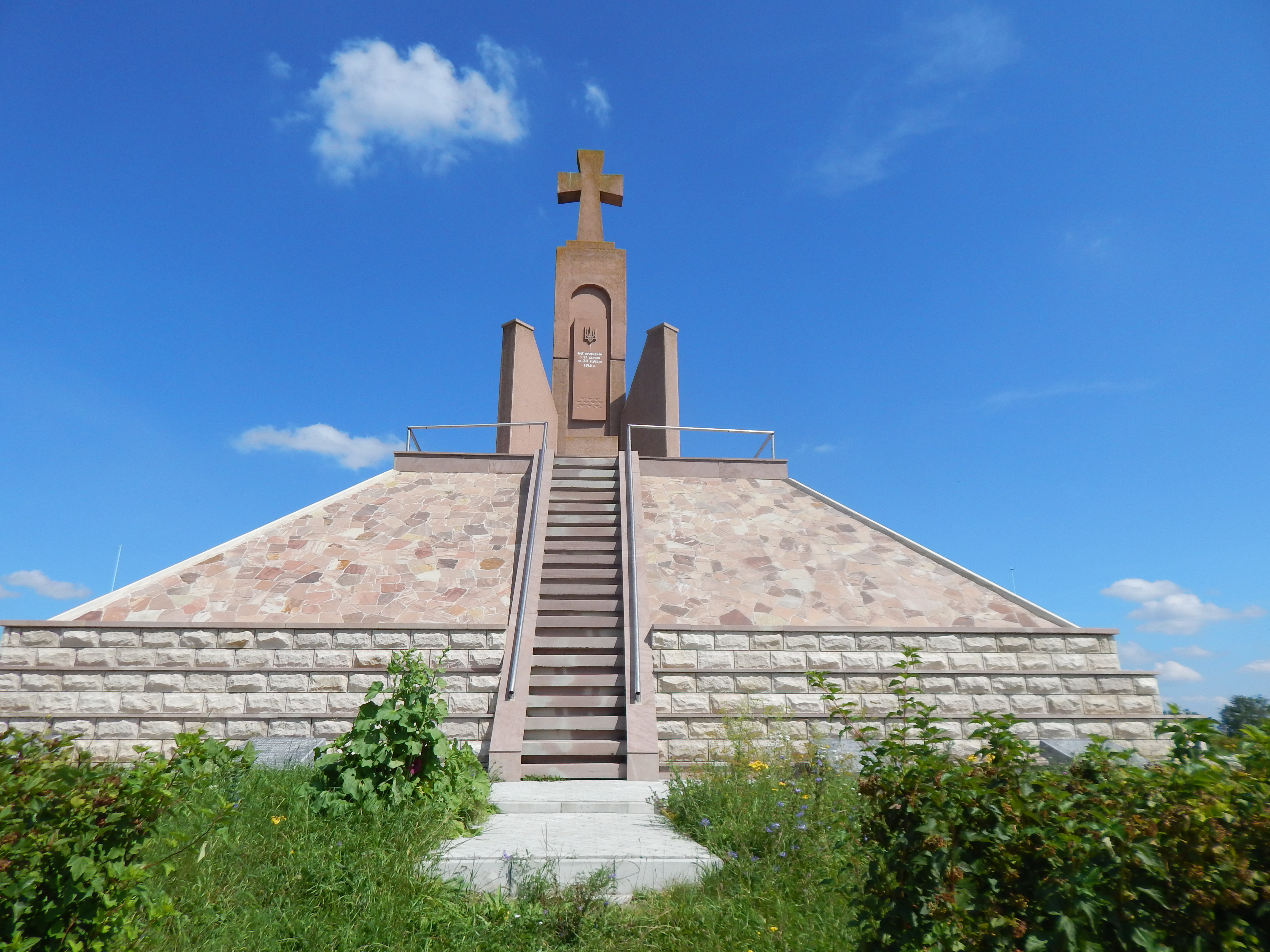
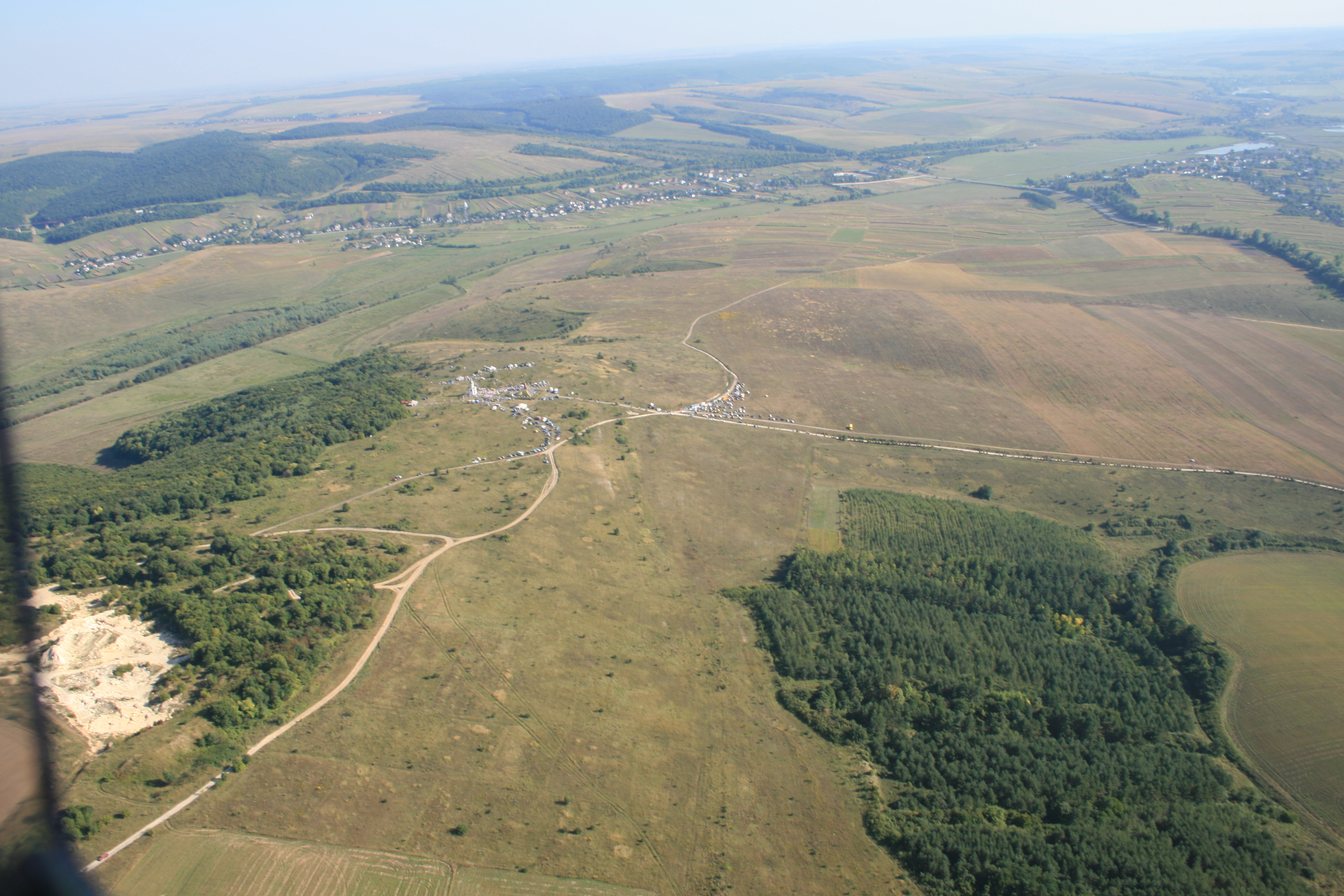
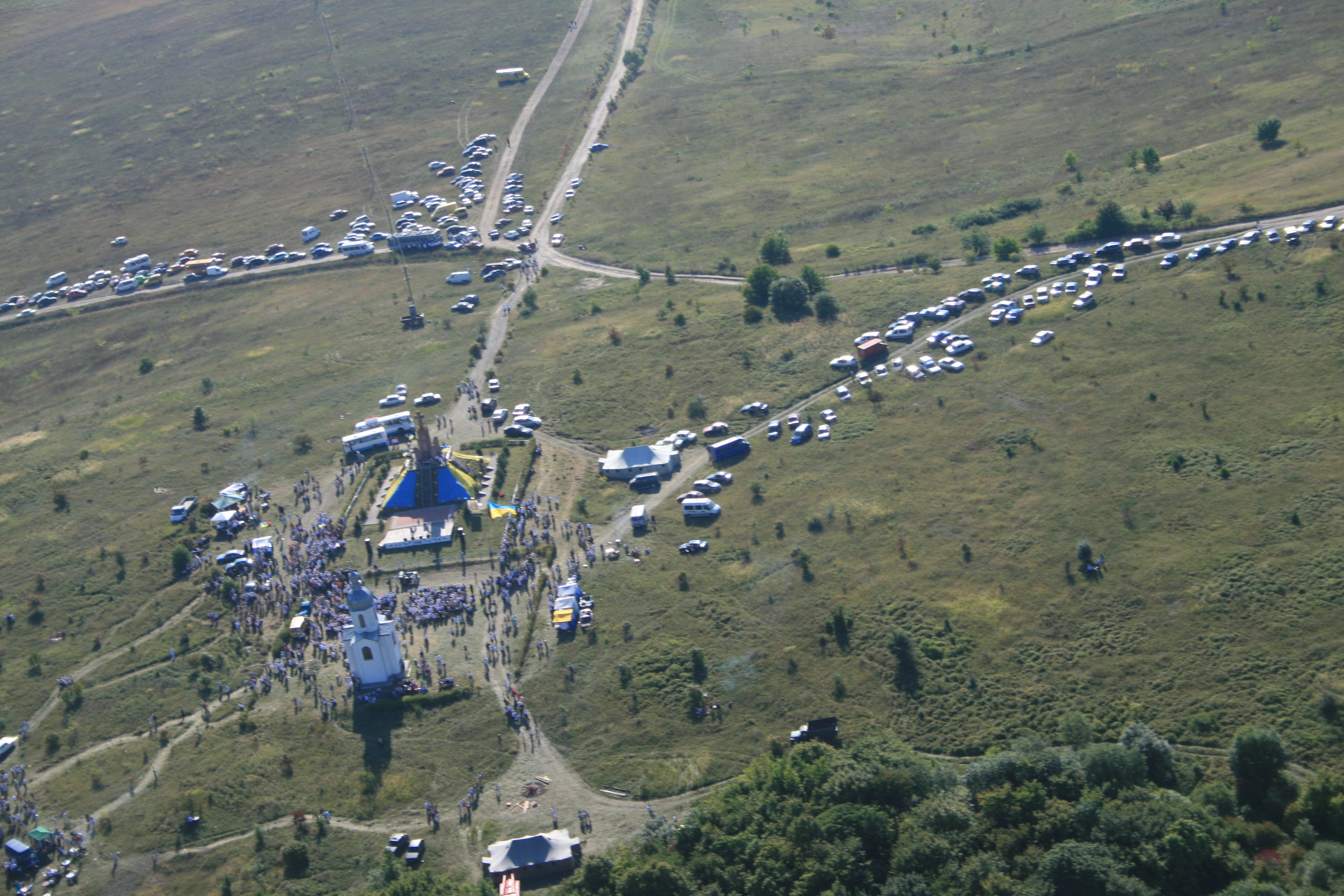
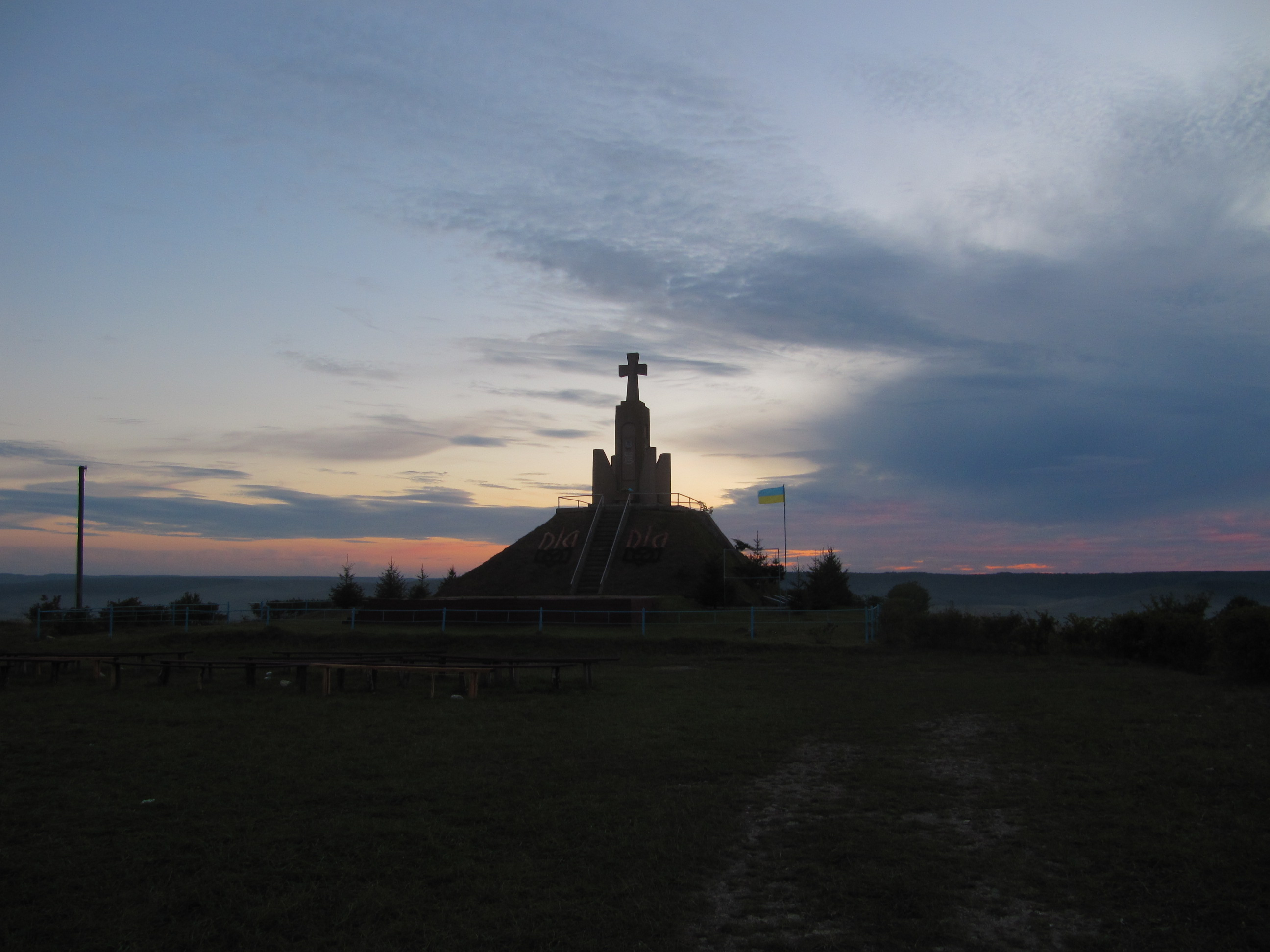

- Памятник-хрест на честь Української Незалежності (знаходиться у центрі села) встановлено у 2006 році.

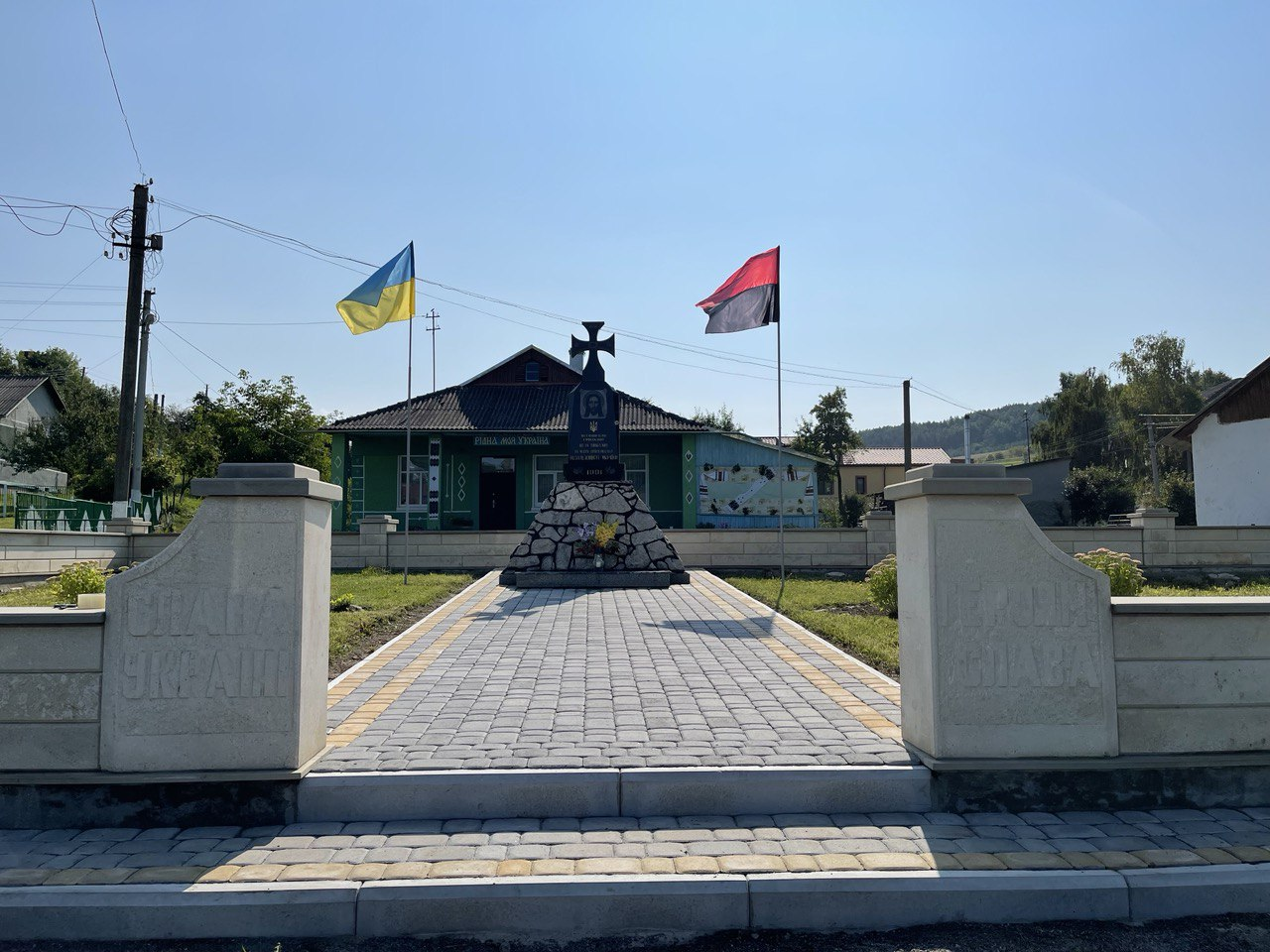
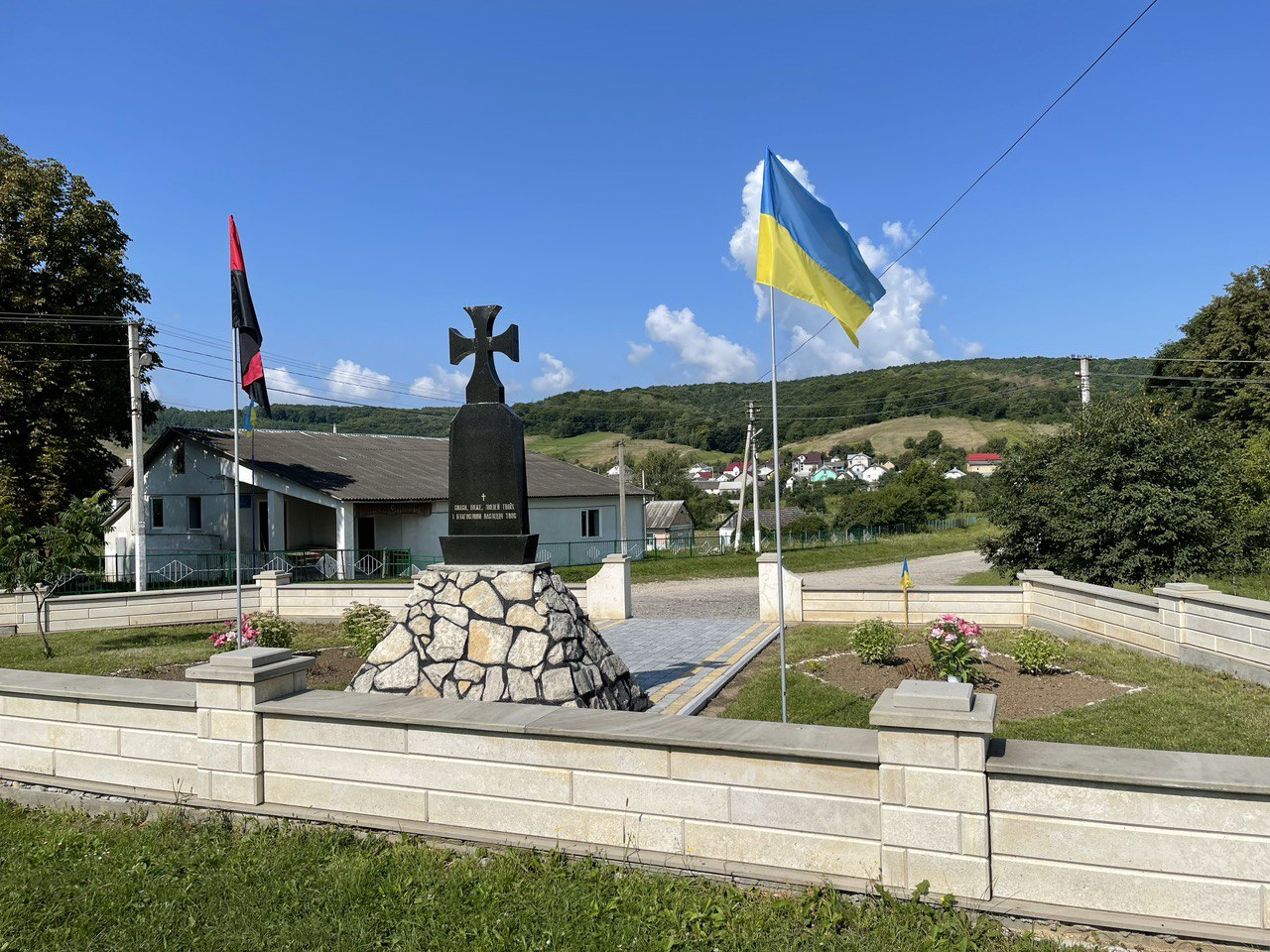
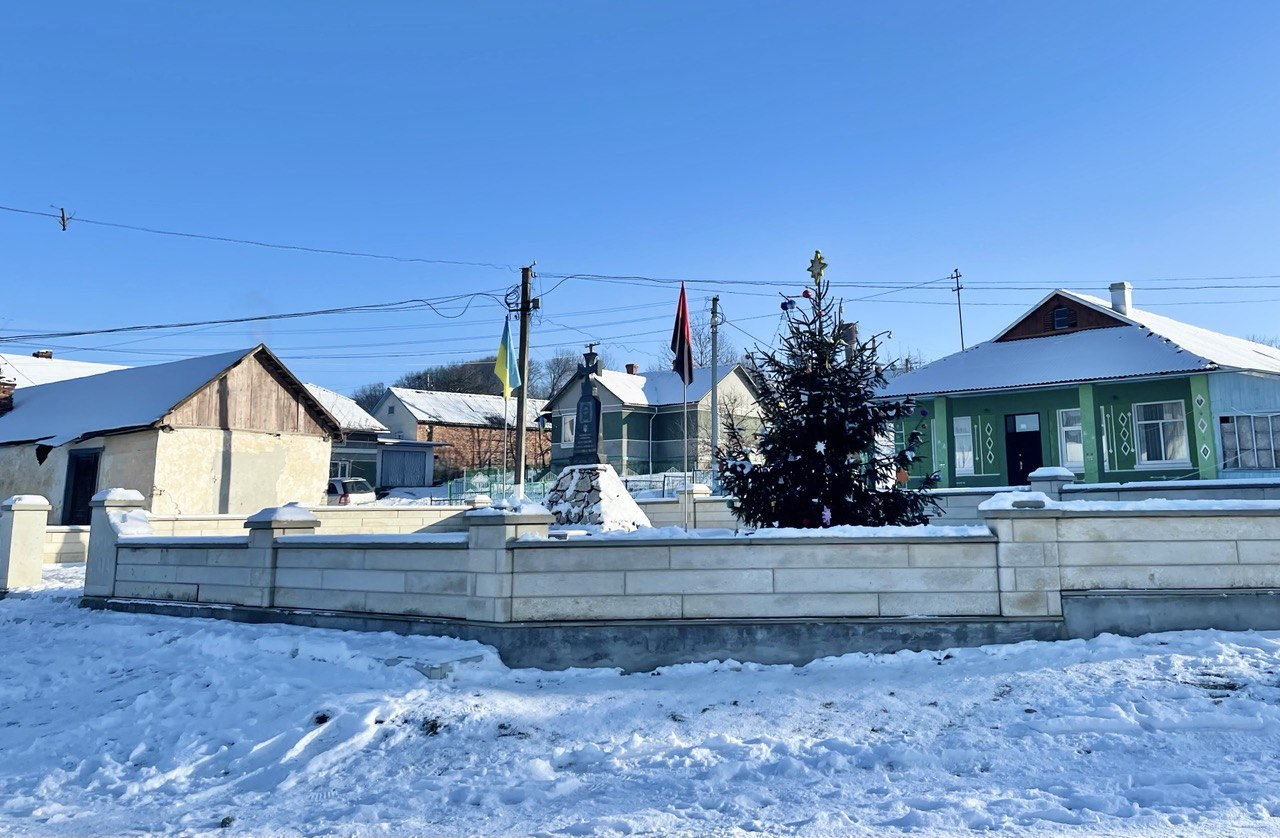

- Пам'ятний знак Галині Дидик (при в'їзді у село з боку Бережан) встановлено у 2007 році. Галина Томівна Дидик діячка ОУН, референт підпільного Українського Червоного Хреста, зв'язкова і довірена особа Романа Шухевича — головного командира Української Повстанської Армії.

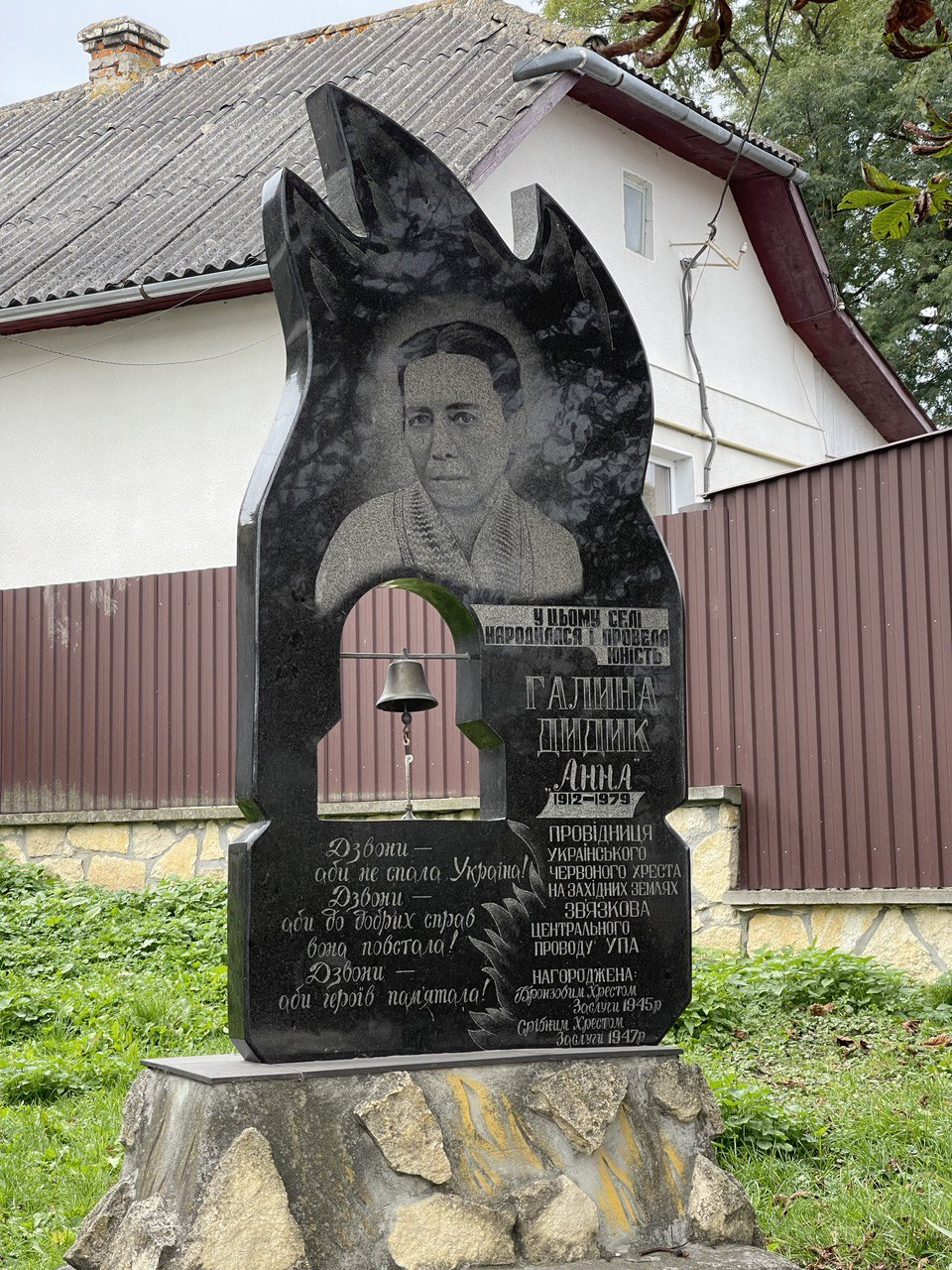
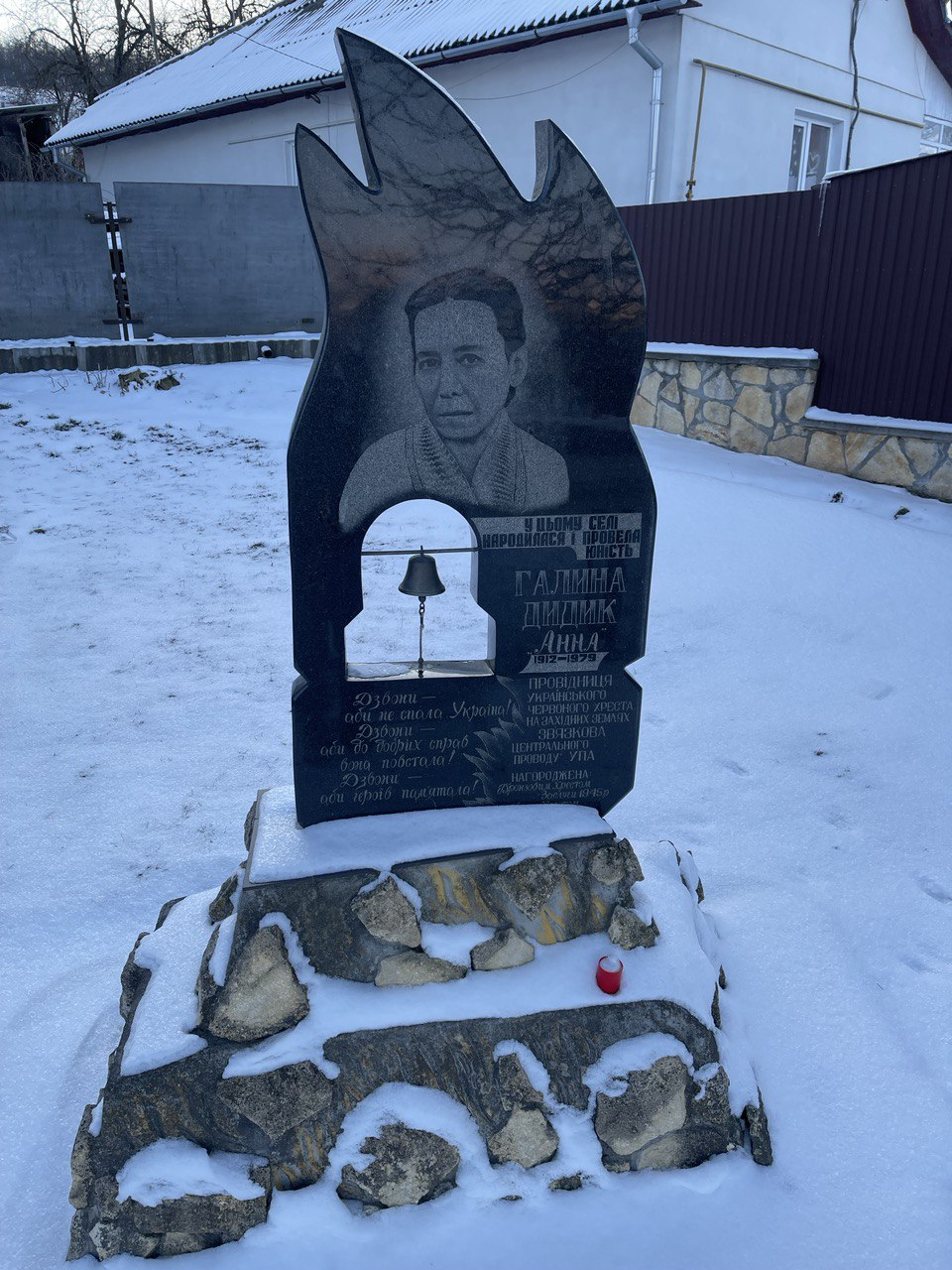

- 24 жовтня 2021 році відкрили меморіал в пам'ять про загиблих воїнів УПА у лісі Старківка. В 1990-х роках у Старківці коло криївки насипали курган на вершині котрого поставили дубовий хрест, поряд збудували невеличку капличку.

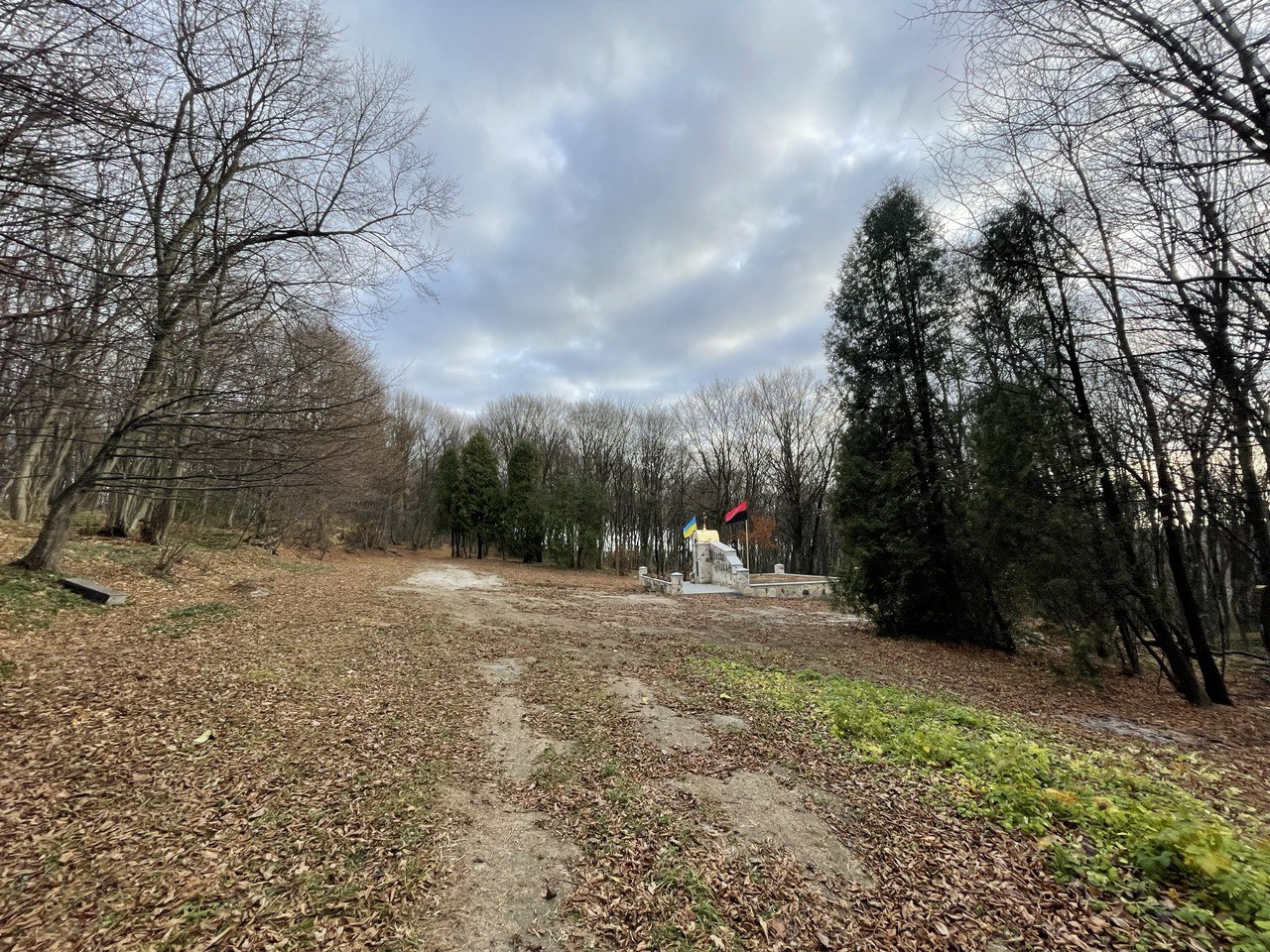
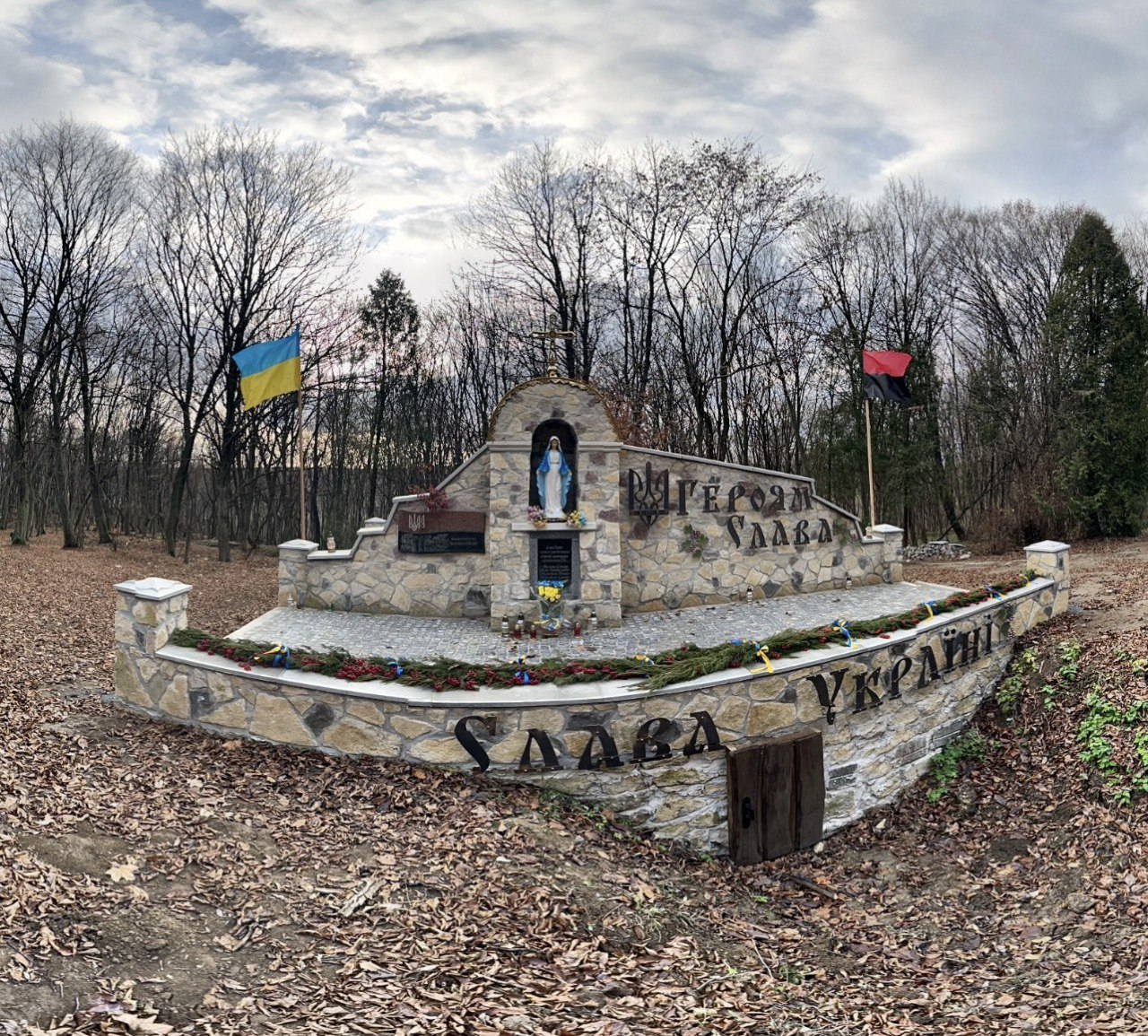
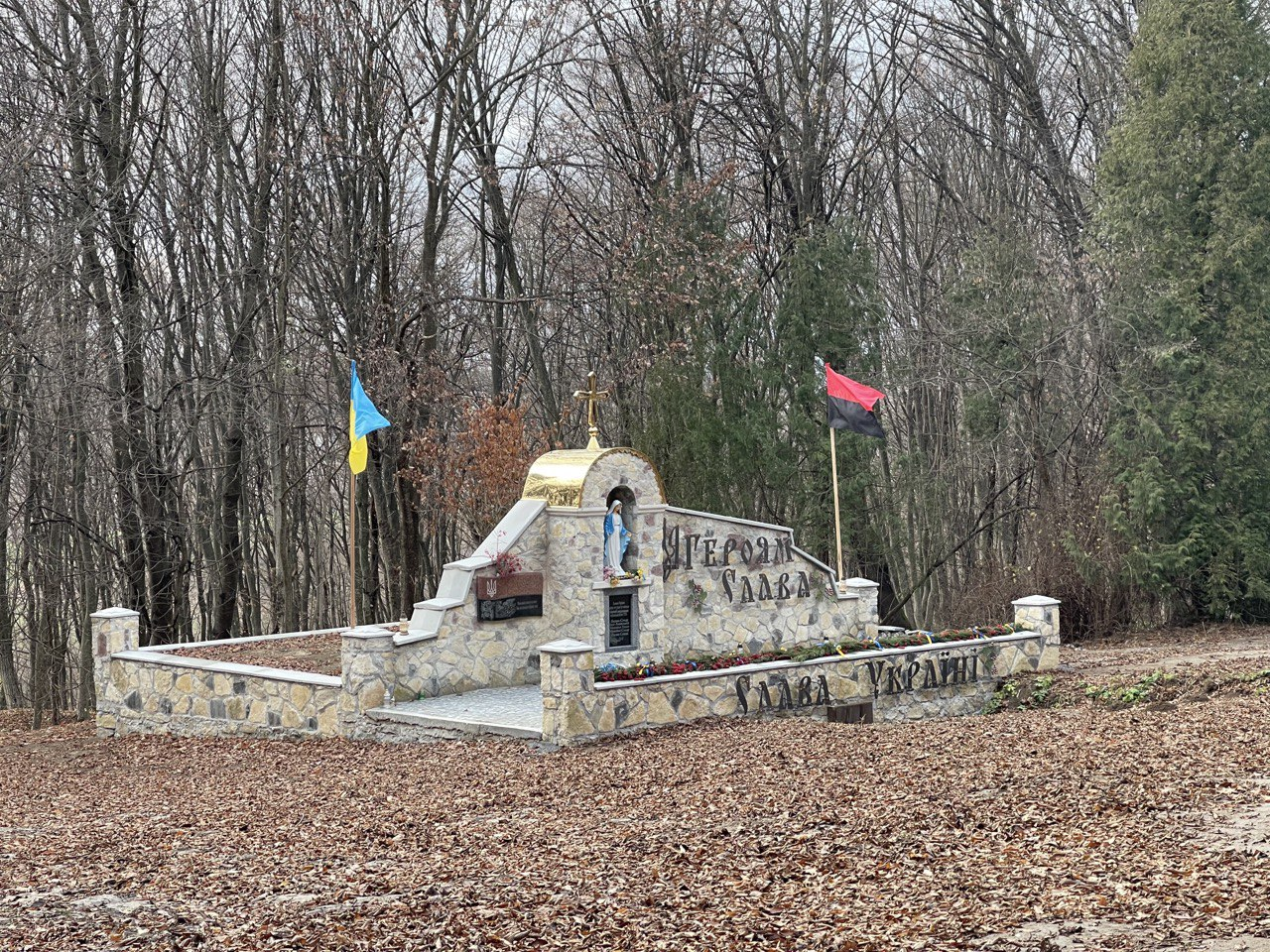

- За кошти колгоспу на виконання вказівки компартії 1980 році споруджено великий пам'ятник радянському воїну визволителю на котрому напис "Вони загинули від рук буржуазних націоналістів" та перелік кількох прізвищ. Автори пам'ятника (В. Бережков і В. Трачук). З часу проголошення незалежної України написи були заштукатурені. Пам'ятник стояв без жодних написів та символізував воїнів, котрі воювали під час Другої світової війни проти фашистських загарбників. Виконуючи закон України про декомунізацію, цей пам'ятник як радянський символ, як згадка про панування тут радянського союзу - місцевою владою у 2022 році знесено.

## Соціальна сфера

### Працюють
- Гімназія (до 2021 року була Школа 1-2 ступеня),
- Клуб (народний дім),
- Бібліотека,
- ФАП (Фельшерсько акушерський пункт),
- відділення зв'язку (УкрПошта, НоваПошта),
- дошкільний заклад (дитсадок Дзвіночок),

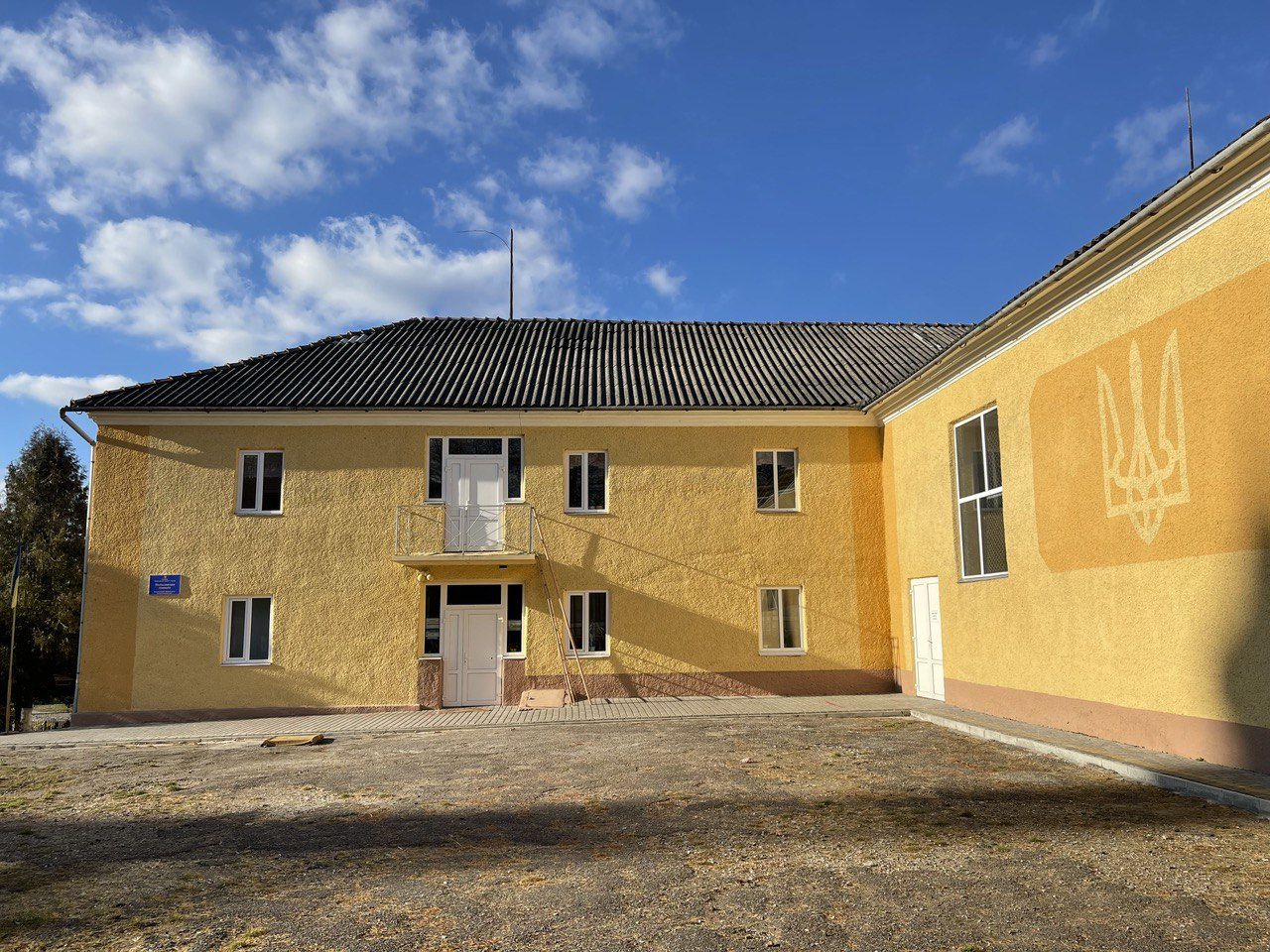
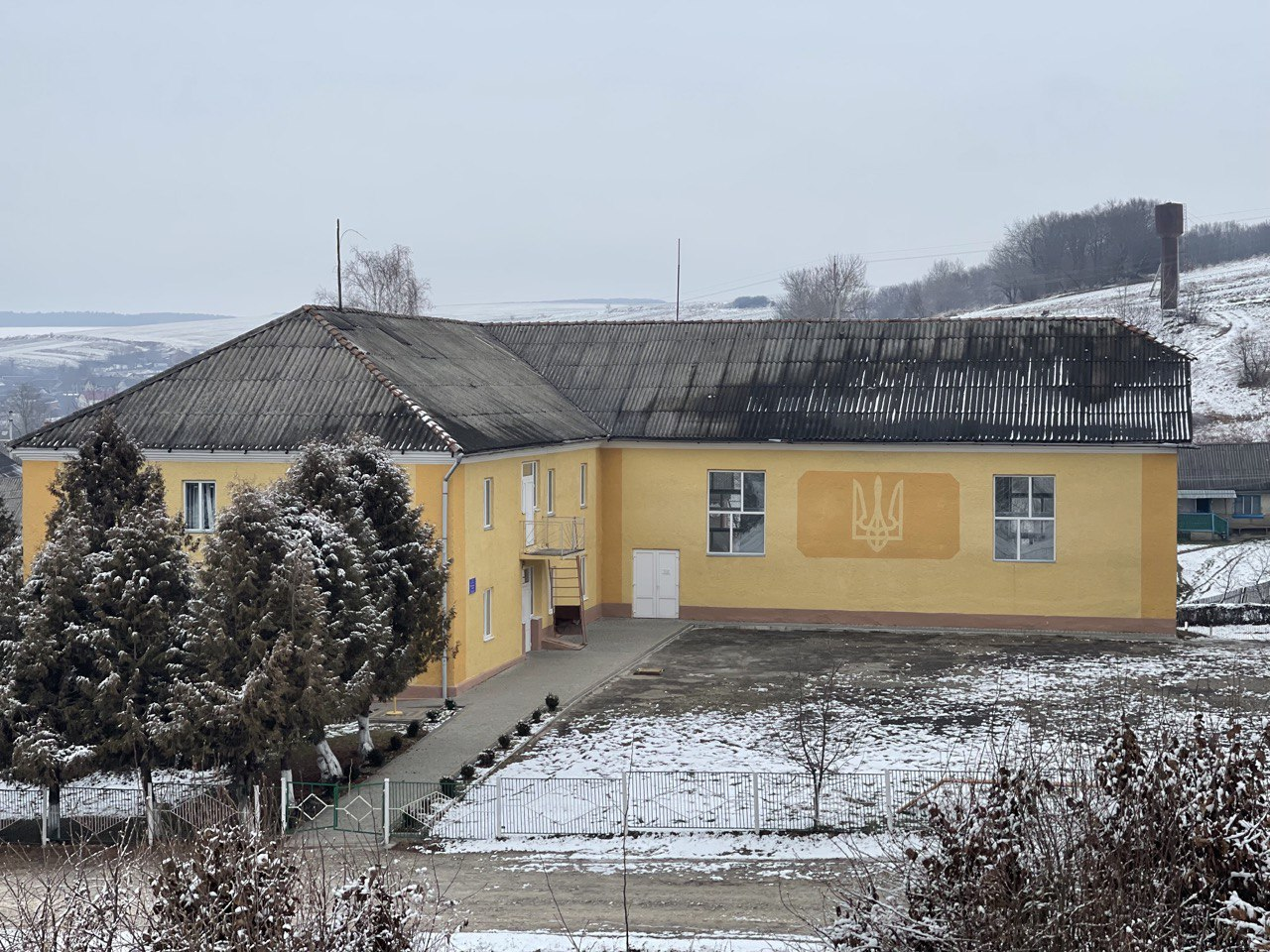
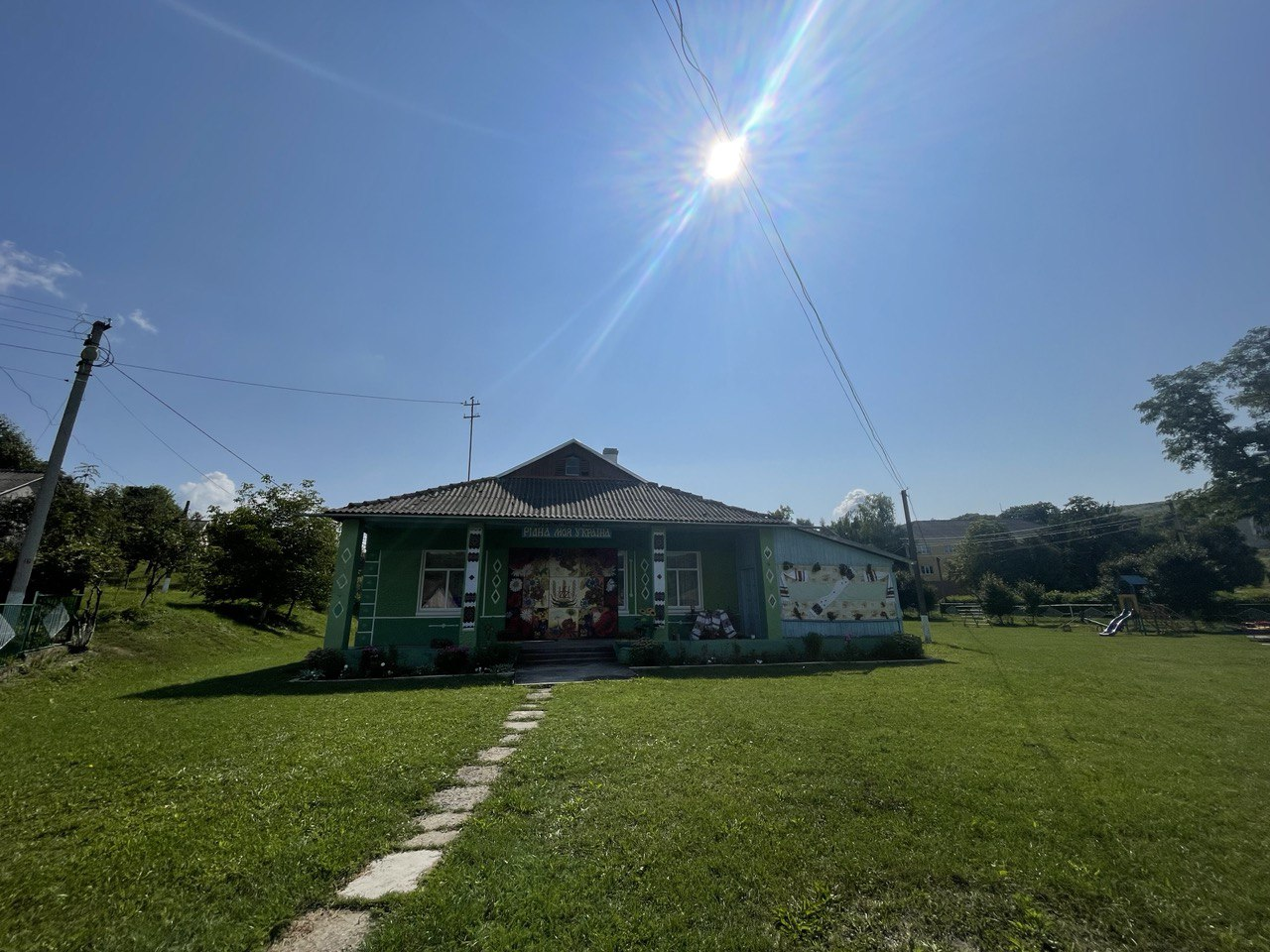

- торговельні заклади
- церкви.

## Відомі люди

### Народилися або пов'язані з Шибалином:
- релігійний діяч, єпископ - Михайло Куземський[9],
- патріотка України, зв'язкова ОУН - Галина Дидик,
- літераторка - Олексишин Світлана Михайлівна,
- літератор - Олексишин Іван Федорович,
- літератор - Омелян Чорноус,
- літератор - Омелян Мацьопа,
- публіцист - Шот Микола Миколайович,
- художник та політичний діяч - Павук Василь Генадієвич[10],

| релігійні діячі                                                             | релігійні діячі                                     | релігійні діячі                                     | релігійні діячі        | релігійні діячі        | роки служіння     | роки служіння |
| --------------------------------------------------------------------------- | --------------------------------------------------- | --------------------------------------------------- | ---------------------- | ---------------------- | ----------------- | ------------- |
| дерев'яний Храм Воскресіння Господнього з 1701                              |                                                     |                                                     |                        |                        |                   |               |
| священник                                                                   | Теодозій Правнук,                                   | Теодозій Правнук,                                   | Теодозій Правнук,      | Теодозій Правнук,      | (1872)            | (1872)        |
| священник                                                                   | Віктор Білинський                                   | Віктор Білинський                                   | Віктор Білинський      | Віктор Білинський      | (1882-1899)       | (1882-1899)   |
| священник                                                                   | Іван Барановський                                   | Іван Барановський                                   | Іван Барановський      | Іван Барановський      | (1900)            | (1900)        |
| мурований Храм Воскресіння Господнього з 1907                               |                                                     |                                                     |                        |                        |                   |               |
| священник                                                                   | Микола Садовський                                   | Микола Садовський                                   | Микола Садовський      | Микола Садовський      | (1902-1918)       | (1902-1918)   |
| священник                                                                   | Дмитро Мигоцький                                    | Дмитро Мигоцький                                    | Дмитро Мигоцький       | Дмитро Мигоцький       | (1918-1944)       | (1918-1944)   |
| Їмость                                                                      | Ольга Мигоцька                                      | Ольга Мигоцька                                      | Ольга Мигоцька         | Ольга Мигоцька         |                   |               |
| перейменовано храм на Святого апостола і євангеліста Іоана Богослова у 1946 |                                                     |                                                     |                        |                        |                   |               |
| священник                                                                   | Роман Смулка                                        | Роман Смулка                                        | Роман Смулка           | Роман Смулка           | (1944-1979)       | (1944-1979)   |
| релігійні діячі                                                             | релігійні діячі                                     | роки служіння                                       |                        | релігійні діячі        | релігійні діячі   | роки служіння |
| Храм святого апостола і євангеліста Іоана Богослова                         | Храм святого апостола і євангеліста Іоана Богослова | Храм святого апостола і євангеліста Іоана Богослова | Храм святого Юрія      | Храм святого Юрія      | Храм святого Юрія |               |
| священник                                                                   | Олексій Блажків                                     | (1980-1999)                                         |                        | священник              | Василь Івасюк     | (1990—1993)   |
| священник                                                                   | Іван Сіверський                                     | (з 1999)                                            | священник              | Іван Хрептак           |                   |               |
|                                                                             |                                                     |                                                     | священник              | Богдан Стойко          | (1993—1997)       |               |
| священник                                                                   | Роман Маслій                                        | (1997—1998)                                         |                        |                        |                   |               |
| священник                                                                   | Андрій Буняк                                        | (1998—2000)                                         |                        |                        |                   |               |
| священник                                                                   | Богдан Думінський                                   | (2000)                                              |                        |                        |                   |               |
| священник                                                                   | Зеновій Багрій                                      | (2000—2004)                                         |                        |                        |                   |               |
| священник                                                                   | Петро Сташків                                       | (2004—2007)                                         |                        |                        |                   |               |
| священник                                                                   | Олег Драган                                         | (з грудня 2007)                                     |                        |                        |                   |               |
|                                                                             |                                                     |                                                     |                        |                        |                   |               |
|                                                                             |                                                     |                                                     |                        |                        |                   |               |
| релігійні діячі                                                             | релігійні діячі                                     | релігійні діячі                                     | релігійні діячі        | релігійні діячі        | роки служіння     | роки служіння |
| Костел Божої Матері                                                         |                                                     |                                                     |                        |                        |                   |               |
| Ксьондз                                                                     | Броніслав Лімановський                              | Броніслав Лімановський                              | Броніслав Лімановський | Броніслав Лімановський | 1900-х роках      | 1900-х роках  |
|                                                                             |                                                     |                                                     |                        |                        |                   |               |

## Гіпотези

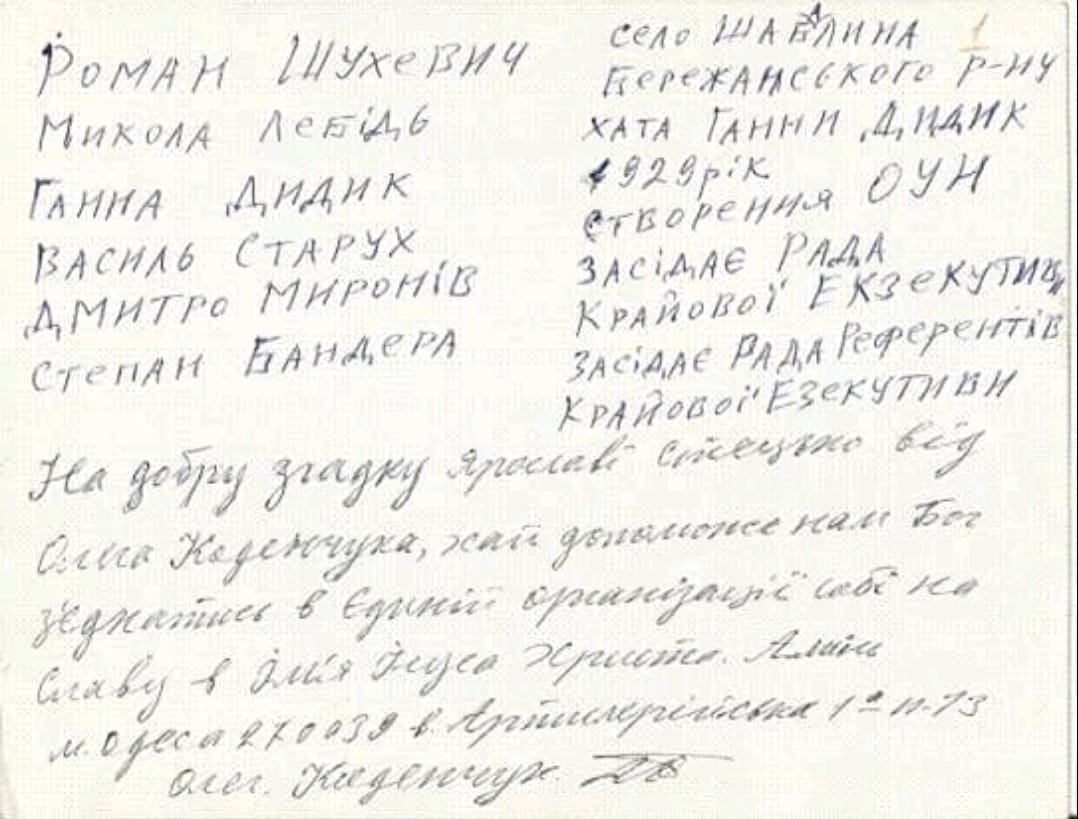
Задня частина фотографії, 1929 рік

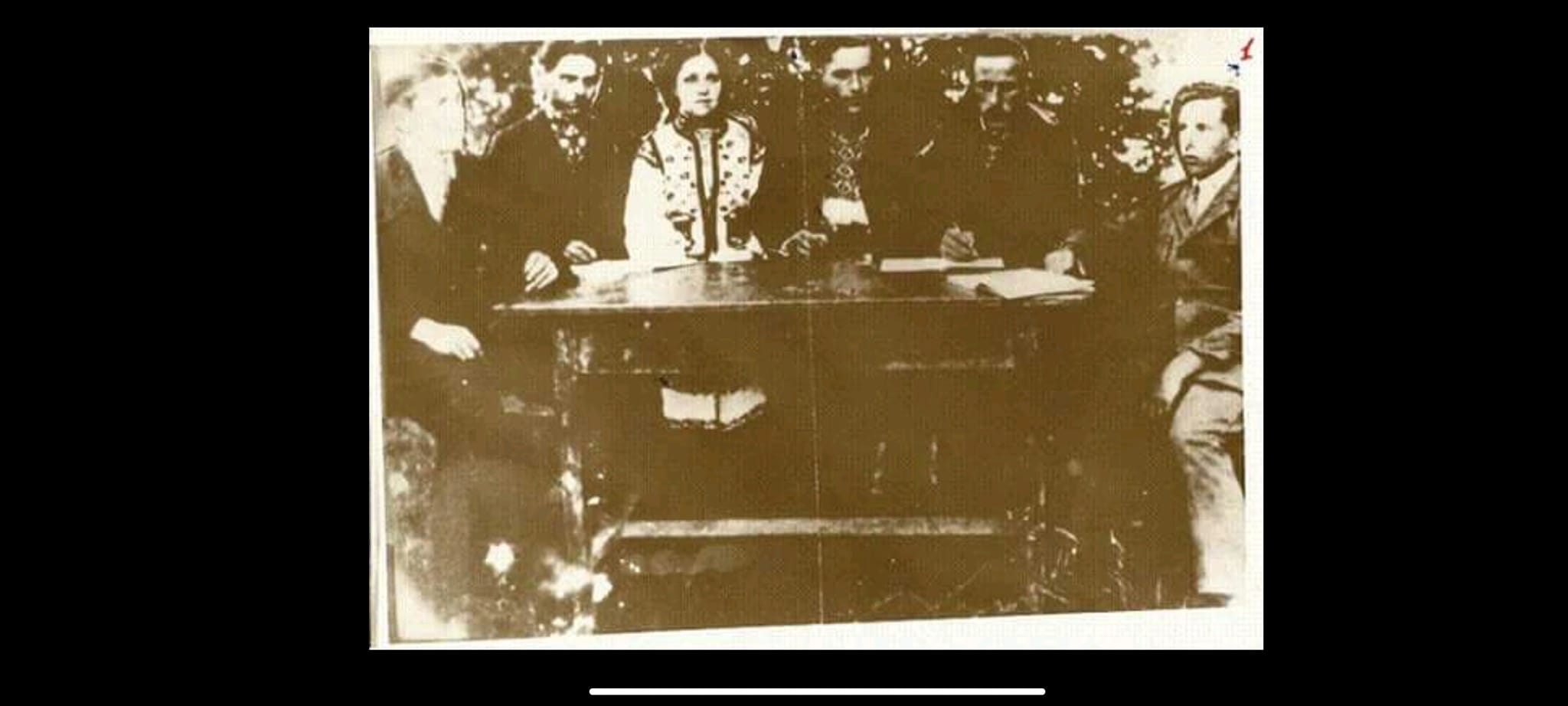
Передня частина фото, сфотографовані: Роман Шухевич, Микола Лебідь, Ганна Дидик, Василь Старух, Дмитро Миронів, Степан Бандера

Історики в підручниках пишуть, що ОУН створено у Відні 1929 році.
Керівником там обрано полковника Євгена Коновальця.
На фото можливе засідання групи по створенню ОУН.
Роман Шухевич, Микола Лебідь, Ганна Дидик, Василь Старух, Дмитро Миронів, Степан Бандера у хаті Ганни Дидик 1929 рік.
Чи можемо дозволити собі висловити припущення, що відбулося засідання та створення ОУН в Шибалині (в складі 6-7 осіб, шестеро за столом і хтось фотографував), а вже потім відбулося ширше засідання у Відні, в складі 14 осіб?
Невже саме в селі Шибалині створено ОУН в 1929 році?